# Arte y cultura en el franquismo

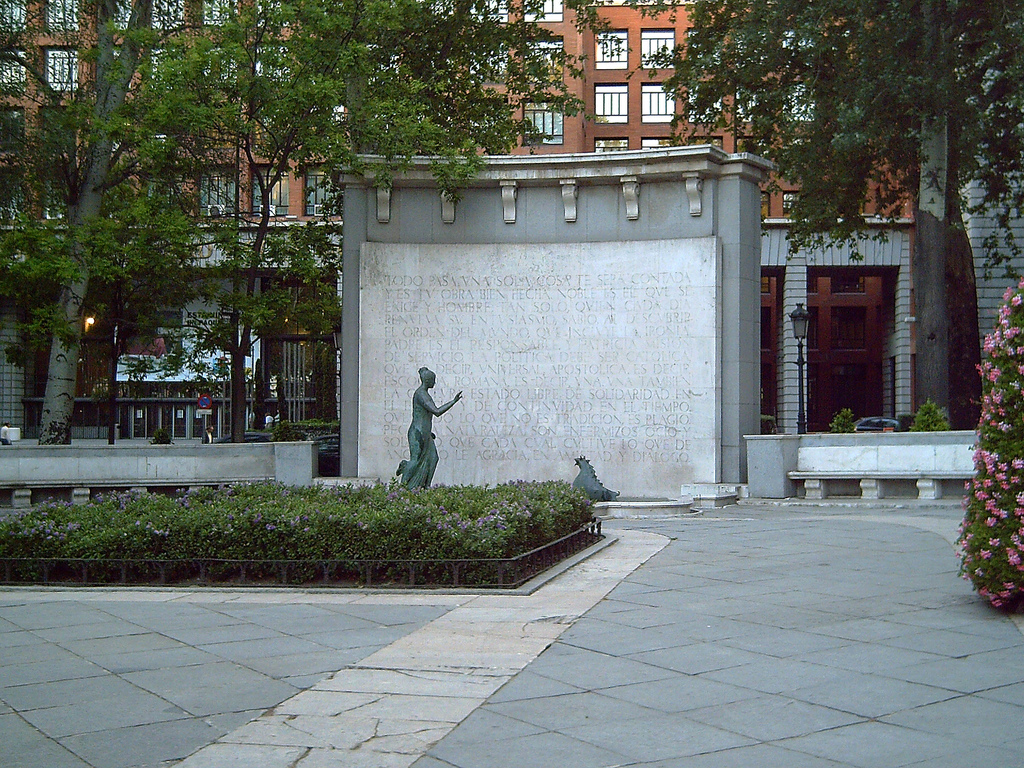
Monumento a Eugenio d'Ors en el Paseo del Prado de Madrid, frente al Museo del Prado. Al fondo puede verse la Casa Sindical o Edificio de los Sindicatos (hoy Ministerio de Sanidad). Arquitecto Víctor D’Ors (hijo de Eugenio d'Ors), escultores Cristino Mallo y Frederic Marès, 1963.

«Hay que imponer, en suma, al orden de la cultura, las ideas esenciales que han inspirado nuestro Glorioso Movimiento, en la que se conjugan las lecciones más puras de la tradición universal y católica con las exigencias de modernidad.» (Ley del 24 de noviembre de 1939 de fundación del CSIC).

1º El Consejo Superior de Investigaciones Científicas, como órgano supremo de la alta cultura española, en el que tienen su elevada representación los más prestigiosos elementos universitarios, académicos y técnicos, gozará de la máxima jerarquía en la vida cultural del país. Alcanzará, por tanto, el puesto más preeminente en las manifestaciones sociales y públicas de cultura de la esfera nacional y en las relaciones con el mundo científico exterior.

2º El Consejo Superior tendrá por Patrono espiritual de todas sus empresas al glorioso san Isidoro arzobispo de Sevilla, que representa en nuestra historia el primer momento imperial de la cultura española.

3º El emblema será, siguiendo y adaptando la tradición luliana, un «arbor scientiae», que represente un granado, en cuyas diversas ramas se aluda en lengua latina a las manifestaciones científicas que el Consejo cultiva. Este emblema servirá para las medallas o insignias de los Consejeros, para «ex libris» de sus revistas y publicaciones y para sello en los papeles de sus relaciones sociales (Orden de 8 de marzo de 1940, Ministerio de Educación Nacional —Ibáñez Martín—).

La inscripción, que glorificaba a la figura de Franco, fue suprimida en agosto de 2010.
Las disciplinas o nombres que deben aparecer en las cartelas del árbol son también objeto de polémica; porque el árbol luliano en sí ya era utilizado como emblema de la Junta para la Ampliación de Estudios desde 1907. En la versión franquista se dio preeminencia a la teología, de la que las demás ciencias son «esclavas» según el aforismo escolástico philosophia ancilla theologiae); aunque tanto en el friso, como en la revista Arbor desde los años cincuenta (las anteriores sí) se utilizó un logo en el que no aparecen nombres en las cartelas, y que es el que se sigue utilizando en la actualidad.

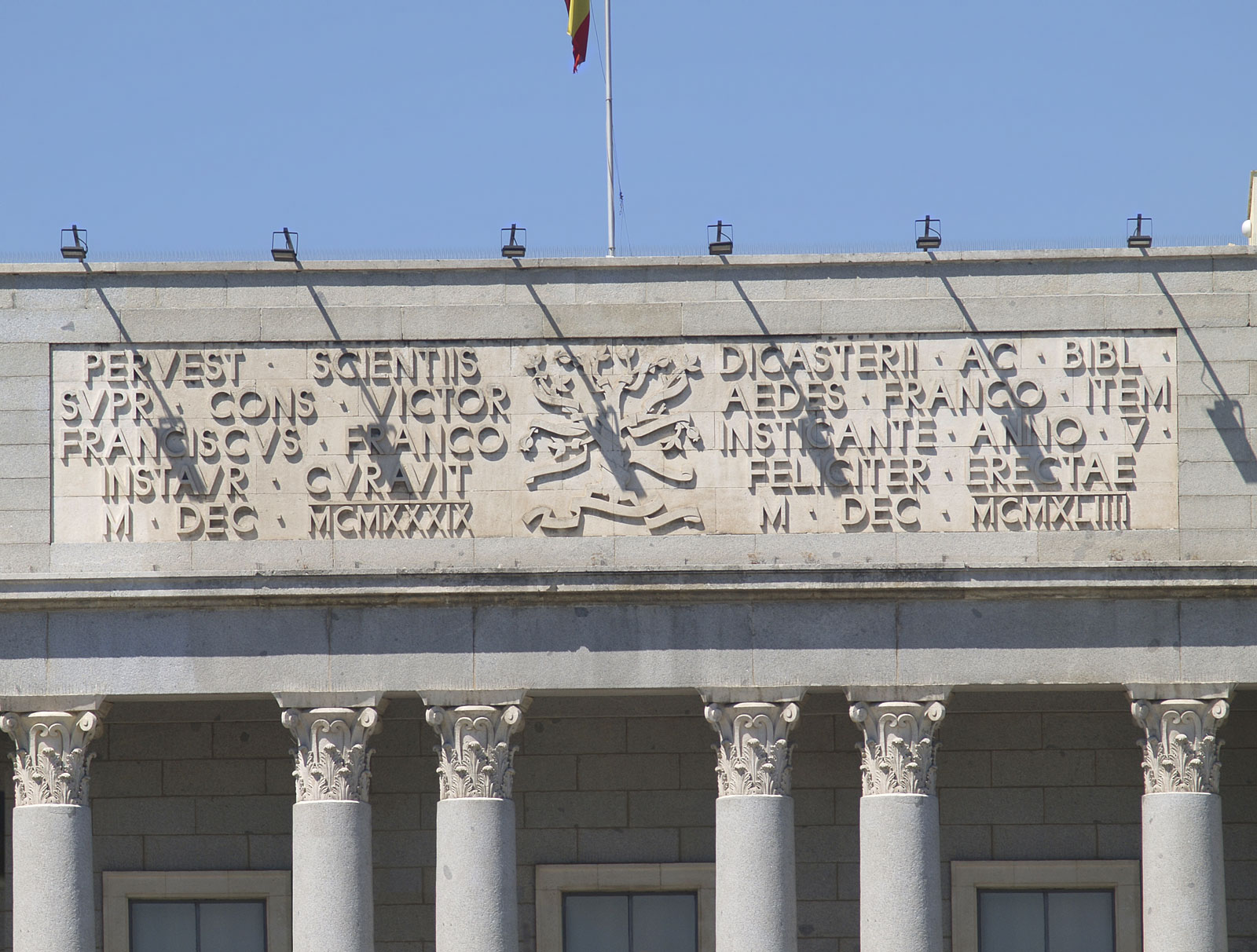
Friso con epigrafía latina y emblema del CSIC, Madrid, 1939.
«Hay que imponer, en suma, al orden de la cultura, las ideas esenciales que han inspirado nuestro Glorioso Movimiento, en la que se conjugan las lecciones más puras de la tradición universal y católica con las exigencias de modernidad.» (Ley del 24 de noviembre de 1939 de fundación del CSIC).
1º El Consejo Superior de Investigaciones Científicas, como órgano supremo de la alta cultura española, en el que tienen su elevada representación los más prestigiosos elementos universitarios, académicos y técnicos, gozará de la máxima jerarquía en la vida cultural del país. Alcanzará, por tanto, el puesto más preeminente en las manifestaciones sociales y públicas de cultura de la esfera nacional y en las relaciones con el mundo científico exterior.
2º El Consejo Superior tendrá por Patrono espiritual de todas sus empresas al glorioso san Isidoro arzobispo de Sevilla, que representa en nuestra historia el primer momento imperial de la cultura española.
3º El emblema será, siguiendo y adaptando la tradición luliana, un «arbor scientiae», que represente un granado, en cuyas diversas ramas se aluda en lengua latina a las manifestaciones científicas que el Consejo cultiva. Este emblema servirá para las medallas o insignias de los Consejeros, para «ex libris» de sus revistas y publicaciones y para sello en los papeles de sus relaciones sociales (Orden de 8 de marzo de 1940, Ministerio de Educación Nacional —Ibáñez Martín—).
La inscripción, que glorificaba a la figura de Franco, fue suprimida en agosto de 2010.
Las disciplinas o nombres que deben aparecer en las cartelas del árbol son también objeto de polémica; porque el árbol luliano en sí ya era utilizado como emblema de la Junta para la Ampliación de Estudios desde 1907. En la versión franquista se dio preeminencia a la teología, de la que las demás ciencias son «esclavas» según el aforismo escolástico philosophia ancilla theologiae); aunque tanto en el friso, como en la revista Arbor desde los años cincuenta (las anteriores sí) se utilizó un logo en el que no aparecen nombres en las cartelas, y que es el que se sigue utilizando en la actualidad.

Arte y cultura en el franquismo, arte y cultura del franquismo o arte y cultura franquista son denominaciones historiográficas con poco uso más allá de la ubicación cronológica o la identificación política. Usadas de forma genérica, no implican una calificación ideológica o estética de todo el arte y la cultura de la época franquista (1939-1975), que solo sería adecuada para el arte y la cultura más identificados con el régimen de Franco —o, con expresiones a veces usadas, arte y cultura fascista en España, arte y cultura falangista o arte y cultura nacional-católica—, a pesar de lo diferentes que puedan ser entre sí (la literatura de Pemán, Foxá o Rosales, la pintura de Sáenz de Tejada o Sotomayor, la arquitectura y escultura del Valle de los Caídos, la música del Concierto de Aranjuez o de las canciones de Quintero, León y Quiroga, el cine de Sáenz de Heredia o Luis Lucia, la psiquiatría de Vallejo-Nájera o López Ibor, las ciencias sociales de Fernández Almagro, Carande o Suárez Fernández).
Más aún, buena parte de la producción artística y cultural española de la época fue realizada por autores ideológicamente opuestos o indiferentes, o con criterios estéticos completamente ajenos a una estética fascista (Laforet, Buero Vallejo, Aleixandre —literatura—, Dalí, Miró, Tàpies —pintura—, Serrano, Chillida, Oteiza —escultura—, Sáenz de Oiza, Fisac —arquitectura—, Bernaola, De Pablo —música—, Berlanga, Bardem, Saura —cine—, Grande Covián, Catalán, Tello, Zulueta —ciencias naturales—, Vicens Vives, Maravall, Domínguez Ortiz, Julio Caro Baroja, Sampedro, Estapé, Linz —ciencias sociales—). A algunos de esos creadores se les sitúa con mayor o menor precisión en el denominado exilio interior, aunque muchos de ellos, lo tuvieran o no desde el inicio, terminaron alcanzando un gran reconocimiento social e incluso oficial,puesto que el régimen se esforzó en mantener una actitud inclusiva hacia los productos culturales que no fueran identificados como un desafío directo de la oposición. (Especialmente a partir del nombramiento de Joaquín Ruiz-Giménez como ministro de Educación sustituyendo a José Ibáñez Martín en 1951).
Hay que tener en cuenta, además, que no solamente se desarrollaron manifestaciones artísticas españolas en el interior de España, sino fuera de ella, dada la extraordinaria potencia cultural del exilio republicano español, al que pertenecían figuras de la talla de Juan Ramón Jiménez, Pablo Ruiz Picasso, Julio González, Pau Casals, Luis Buñuel, los arquitectos de GATEPAC, José Ferrater Mora, María Zambrano, Américo Castro, Claudio Sánchez-Albornoz, Juan Negrín, Blas Cabrera, etc.
Un prominente falangista, Ernesto Giménez Caballero, fue el principal teórico del arte fascista en España; mientras que el más prestigioso teórico del arte español de la época, Eugenio d'Ors, se esforzó por la creación de un ambiente artístico afín al régimen pero abierto y asimilador (Salón de los Once, Academia Breve de Crítica de Arte, 1941-1954), incluyendo a las vanguardias, que pasaron con el tiempo a ser incluso una seña de identidad del régimen, cada vez más interesado en mostrar, tanto hacia el interior como hacia el exterior, una imagen de modernidad.
Los artistas y literatos afines al franquismo han sufrido de una general minusvaloración por la historiografía y la crítica artística y literaria. Como sentenció Andrés Trapiello:

ganaron la guerra y perdieron la historia de la literatura.

En correspondencia con el esquema menendezpelayano (identificación de España con lo católico y de su opuesto con lo antiespañol, venga de fuera o de adentro), el nuevo orden cultural y educativo que se pretendió crear en 1939 se centró de forma obsesiva en el nacionalismo y la religión. Lo pretendiera o no, el franquismo no consiguió imponer una cultura totalitaria uniforme con carácter excluyente de otras manifestaciones culturales, y las fuentes historiográficas suelen utilizar los términos «tradicionalista», «autoritaria» y «dictatorial» para describirla. Sí que significó, especialmente durante la posguerra, una cultura de imposición con actitudes de reconquista o imperialistas, que supuso una fuerte represión, la depuración generalizada y sistemática del sistema educativo (el magisterio —comisión D—, las  enseñanzas medias —comisión C— y la universidad —comisiones A y B—) y de todas las instituciones culturales (las Reales Academias, que fueron agrupadas en el Instituto de España en 1938 —incluso Ramón Menéndez Pidal cesó como director de la Real Academia Española de la Lengua entre 1939 y 1947—, museos como el Prado —al frente del que se repuso al director depuesto por la República en 1931—, el Ateneo de Madrid y otras, entre las que destacaron las más identificadas con el krausismo —Institución Libre de Enseñanza, Junta para la Ampliación de Estudios, Residencia de Estudiantes, Instituto Escuela—, que fueron recreadas de nueva planta —CSIC e Instituto Ramiro de Maeztu—) para ponerlas en manos de las órdenes religiosas y de personalidades afines (sin demasiados miramientos procedimentales —oposiciones patrióticas—) y la implantación de una censura ideológica y moral y de un aparato de propaganda que utilizó de forma eficaz los modernos medios de comunicación de masas (NO-DO, Prensa del Movimiento, el control estricto de las emisoras de radio y desde 1956 la Televisión Española). La persecución de los nacionalismos periféricos no significó la prohibición de las lenguas y culturas locales (catalán y cultura catalana, euskera y cultura vasca, gallego y cultura gallega), pero sí una política de imposición del castellano (si eres español, habla español) en la educación y en la práctica totalidad de los ámbitos públicos, que no siempre se siguió en la misma medida y con la que ni siquiera todos los dirigentes del régimen estaban de acuerdo (polémica entre Carlos Sentís y Josep Montagut).
En el reparto de parcelas de poder entre las familias del franquismo (católicos, azules, monárquicos —carlistas y juanistas— y militares —africanistas y de otras tendencias—) correspondieron a cada una de ellas ámbitos ministeriales y funciones no siempre bien delimitadas: a los católicos les correspondió el Ministerio de Educación Nacional, donde se centraba la mayor parte de la política cultural; pero a los azules les correspondía la política social y el aparato del Movimiento Nacional, que pretendía una presencia totalitaria en todos los aspectos de la vida pública e incluso privada. Cada una de las familias disponía de medios de comunicación afines.
Fue muy significativo el encumbramiento a puestos de alta influencia en los ámbitos ideológico y cultural de personalidades clericales (Justo Pérez de Urbel —benedictino—, Plá y Deniel, Gomá, Eijo y Garay, Morcillo —obispos—) o ingresados al clero ya en su madurez (las denominadas vocaciones tardías: Ángel Herrera Oria —líder de la Asociación Católica Nacional de Propagandistas, fue ordenado sacerdote con 53 años y llegó a obispo—, José María Albareda —del Opus Dei desde 1937, fue director del CSIC, y fue ordenado sacerdote con 57 años—, Manuel García Morente —destacado filósofo, fue ordenado sacerdote con 54 años—); de tal modo que se ha calificado el ambiente intelectual dominante como tomista, escolástico, neo-tomista o neo-escolástico, sustentado en la posición del Vaticano anterior al Concilio Vaticano II.

La imagen ha sido moneda corriente desde poco después de la guerra civil. Primero circuló fuera de España; se suponía que en ella no quedaban más que “curas y militares”, y ni rastro de vida intelectual, refugiada en la emigración. La propaganda oficial, mientras tanto, afirmaba que se había eliminado —hacia el cementerio, la emigración, la prisión o el silencio— la escoria “demoliberal”, y se había restablecido el esplendor “imperial” de España, ejemplificado en nombres de los que hace mucho tiempo nadie se acuerda, y que no es piadoso recordar.
Julián Marías La vegetación del páramo.

Los autores se procuran enumerar por géneros y por edad

## Literatura y ambiente intelectual
Tanto en la España de Franco como en el exilio y en la imagen de España en el exterior, la Guerra Civil (1936-1939) se perpetuó como referente vital y cultural.
La destrucción del patrimonio artístico español había sido de gran magnitud, no solo por actos de guerra, sino particularmente por la furia iconoclasta de la retaguardia republicana. Tales hechos fueron ampliamente divulgados por el nuevo Estado, que a la vez pudo exhibir como un logro propio la recuperación de los fondos más importantes del Museo del Prado, puestos a salvo en Ginebra, y la obtención de la humillada Francia de Vichy de dos piezas emblemáticas salidas de España bajo diferentes circunstancias (la Inmaculada de Soult y la dama de Elche, 1941).
La vida cultural española de la posguerra se vio trágicamente ensombrecida por la muerte violenta de destacadas personalidades identificadas con uno y otro bando (Federico García Lorca, Ramiro de Maeztu, Pedro Muñoz Seca). Por causas naturales habían muerto Valle Inclán y Unamuno (en enero y diciembre de 1936, respectivamente), Manuel Azaña y Antonio Machado (al poco de cruzar la frontera francesa en 1939). El poeta Miguel Hernández murió en prisión en 1942. Una de las imágenes de la época que más la identifican es el retrato que le hizo su compañero de cautiverio Antonio Buero Vallejo, quien posteriormente alcanzaría gran aceptación con una amarga visión del ser humano y la sociedad en una escena teatral en la que incluso el humor de los comediógrafos del bando vencedor no podía sustraerse de lo absurdo (Enrique Jardiel Poncela, Miguel Mihura, Edgar Neville, José López Rubio, Tono —la otra generación del 27— y su epígono Alfonso Paso).

### El «páramo cultural»
A pesar de la producción literaria de los intelectuales afines al nuevo Estado Nacional, de la vuelta de algunas celebridades de gran peso internacional (Arturo Duperier, Ortega y Gasset, Salvador Dalí) y del mantenimiento de una mínima actividad científica (creación del Instituto de Estudios Políticos —1939—, del CSIC —1939— y del Instituto de Cultura Hispánica —1946—) y de algunos ámbitos de relación (tertulias como las del Café Gijón, revistas como Vértice —1937 a 1946—, Escorial —1940 a 1950—, Garcilaso-Juventud creadora —1943 a 1946—, Espadaña —1944 a 1951—, Ínsula —desde 1946—, o Cántico —1947 a 1949—); la posguerra española (años cuarenta  e inicios de los cincuenta) algunos historiadores aseguran que para el interior de la destruida, hambrienta y aislada España  la época fue un páramo cultural, agudizado por la represión, la depuración del sistema educativo y de las instituciones culturales, la desinfección política y religiosa del cine y el teatro, las purgas y quemas de libros y la censura, no solo de obras españolas, sino de clásicos extranjeros: estaban prohibidas La cartuja de Parma y Rojo y negro, de Stendhal; Madame Bovary, de Flaubert, o El amante de Lady Chatterley, de D. H. Lawrence, por poner solo unos pocos ejemplos. Lo mismo ocurría con autores mucho más clásicos. Es más, si conseguían "pasar" algunas obras, era por una tendenciosa o inexacta traducción. Comparar el periodo con el inmediatamente anterior, la Edad de Plata, da uno de los contrastes más claros de la historia de la cultura española. La expresión «páramo cultural» o «páramo intelectual», muy utilizada, ha sido en sí misma objeto de debate y es para muchos autores injusta con las producciones culturales efectivamente existentes; pero no obstante tiene la virtud de entroncarse en el debate esencialista, introspectivo y pesimista sobre el Ser de España que fue en sí mismo el tema intelectual más importante de la época (en 1949 se sustanció el debate en los libros, de explícitos títulos, de Pedro Laín Entralgo —El problema de España— y Rafael Calvo Serer —España sin problema—).
Desde la historia de la ciencia, el periodo se ha llegado a denominar como destrucción de la ciencia en España. Posiblemente la forma más sintética de describirlo la hallaron algunos novelistas, poetas y dramaturgos en sus títulos: Carmen Laforet con Nada (1945), Dámaso Alonso con Hijos de la ira (1946) Alfonso Sastre con La mordaza (1954), Luis Martín Santos con Tiempo de silencio (1962) o Carlos Barral con Años de penitencia (1975).

Madrid es una ciudad de algo más de un millón de cadáveres (según las últimas estadísticas)
A veces en la noche yo me revuelvo y me incorporo en este nicho en el que hace 45 años que me pudro.
Insomnio, en Hijos de la ira.

Vicente Aleixandre, entre los poetas del 27, fue el que mejor representó la apuesta vital e intelectual por un exilio interior fecundo pero discreto. En cambio, destacados representantes de la generación de la amistad, como Dámaso Alonso y Gerardo Diego, se implicaron en las instituciones culturales del franquismo; mientras que otros (Luis Cernuda, Jorge Guillén, Pedro Salinas o Rafael Alberti) salieron a un exilio que compartieron con una pléyade de escritores (Ramón J. Sender, Claudio Sánchez-Albornoz, Américo Castro, Corpus Barga, José Bergamín, León Felipe, Francisco Ayala, Max Aub, Arturo Barea, María Zambrano, Castelao —en lengua gallega—, Josep Carner y Mercè Rodoreda —en lengua catalana—), científicos, artistas y profesionales de todas las disciplinas; cuyo reconocimiento internacional era altísimo en universidades y todo tipo de instituciones culturales, culminando en los premios Nobel de Juan Ramón Jiménez (literatura, 1956) y Severo Ochoa (medicina, 1959). La concesión del mismo premio a Aleixandre en 1977 —año en que regresaron destacados exiliados supervivientes— se entendió como la convalidación internacional de la recuperación de la democracia en España. Otros exiliados interiores de evidente trayectoria fueron Juan Gil Albert o Rafael Cansinos Asséns.
Los literatos próximos al franquismo (Manuel Machado —el hermano de Antonio, símbolo vivo de la división fratricida—, Eduardo Marquina, Eugenio d'Ors, Vicente Risco, Lorenzo Villalonga, Julio Camba, Wenceslao Fernández Flórez, Manuel García Morente, Tomás Borrás, Jacinto Miquelarena, José María de Cossío, el Marqués de Lozoya, Rafael Sánchez Mazas, Víctor de la Serna, José María Pemán —el juglar de la Cruzada—, Ernesto Giménez Caballero, Manuel Halcón, Juan Antonio Zunzunegui, Ángel Valbuena Prat, Eugenio Montes, Samuel Ros, Agustín de Foxá, Luis Rosales, José María Gironella, José Luis Castillo-Puche, Emilio Romero) o los que por una razón u otra procuraron aproximarse, con distinta acogida por parte del régimen (Azorín, Jacinto Benavente, Ramón Pérez de Ayala, Carlos Arniches, Josep Pla —escritor bilingüe en catalán y castellano—), han sufrido en su mayor parte un destino común en cuanto a su valoración por la crítica literaria posterior; salvando las distancias, en cierto modo similar a la relegación o el desprecio que sufrieron los intelectuales que apoyaron a los regímenes fascistas europeos tras su derrota (casos de Celine, Heidegger o Ezra Pound). Otros, como Camilo José Cela o Pío Baroja, han tenido más fortuna.
El alineamiento en uno u otro bando de la guerra civil fue haciéndose algo difuso para un grupo cada vez mayor de personalidades intelectuales, tanto del exilio como del interior, convergiendo en lo que se ha venido en llamar una tercera España. Es el caso de Manuel de Falla y de Ramón Gómez de la Serna (ambos residieron hasta su muerte en Argentina pero no se identificaron especialmente ni con los exiliados republicanos ni con las autoridades franquistas, que procuraban atraérselos); de un significativo conjunto de exiliados republicanos a los que la violencia había distanciado del propio bando republicano desde el inicio de la guerra («los blancos de París»: Salvador de Madariaga, Niceto Alcalá-Zamora o Alfredo Mendizábal —Comité Español por la Paz Civil, París, febrero de 1937—); y de otro significativo grupo, que optó por quedarse en España o volver en los primeros años de la posguerra: el médico y ensayista Gregorio Marañón o los filósofos Ortega y Gasset, Javier Zubiri y Julián Marías. Simbólicamente, los tres principales animadores de la Agrupación al Servicio de la República de 1931 (Ortega, Marañón y Pérez de Ayala) coincidieron en su desesperanzado rechazo de ésta y en la resignada aceptación del régimen de Franco, retornando a España en los años cuarenta. Por su parte, un selecto grupo de intelectuales procedentes del falangismo se fue distanciando del régimen (el entorno de la revista Escorial, que ha recibido la polémica denominación de falangismo liberal: Pedro Laín, Antonio Tovar, Dionisio Ridruejo, José María Alfaro Polanco, Gonzalo Torrente Ballester, José Luis López Aranguren, Álvaro Cunqueiro —que continuó escribiendo la mayor parte de su obra en gallego—).
Algo similar ocurrió con la opción explícita de un notable grupo de poetas por desarraigarse (expresión de Dámaso Alonso) y abandonar el esteticismo garcilasista (propio del entorno de la revista Garcilaso-Juventud creadora: Luis Rosales, Luis Felipe Vivanco, Leopoldo Panero) en favor de la poesía social (revista Espadaña —de 1944 a 1951—, Eugenio de Nora, Victoriano Crémer, a los que se asocia la trayectoria posterior de Gabriel Celaya y Blas de Otero —identificados habitualmente con el exilio interior—) o de un grupo de novelistas etiquetados como tremendistas (Camilo José Cela —La familia de Pascual Duarte, 1942—, Rafael García Serrano, Luis Landínez, Darío Fernández Flórez).

España, camisa blanca de mi esperanza,
reseca historia que nos abraza 
con acercarse solo a mirarla;
paloma buscando cielos más estrellados 
donde entendernos sin destrozarnos, 
donde sentarnos y conversar.
(...)
España, camisa blanca de mi esperanza, 
de fuera o dentro, dulce o amarga, 
de olor a incienso de cal y caña; 
¿quién puso el desasosiego en nuestras entrañas 
nos hizo libres pero sin alas 
nos dejó el hambre y se llevó el pan?
Víctor Manuel San José

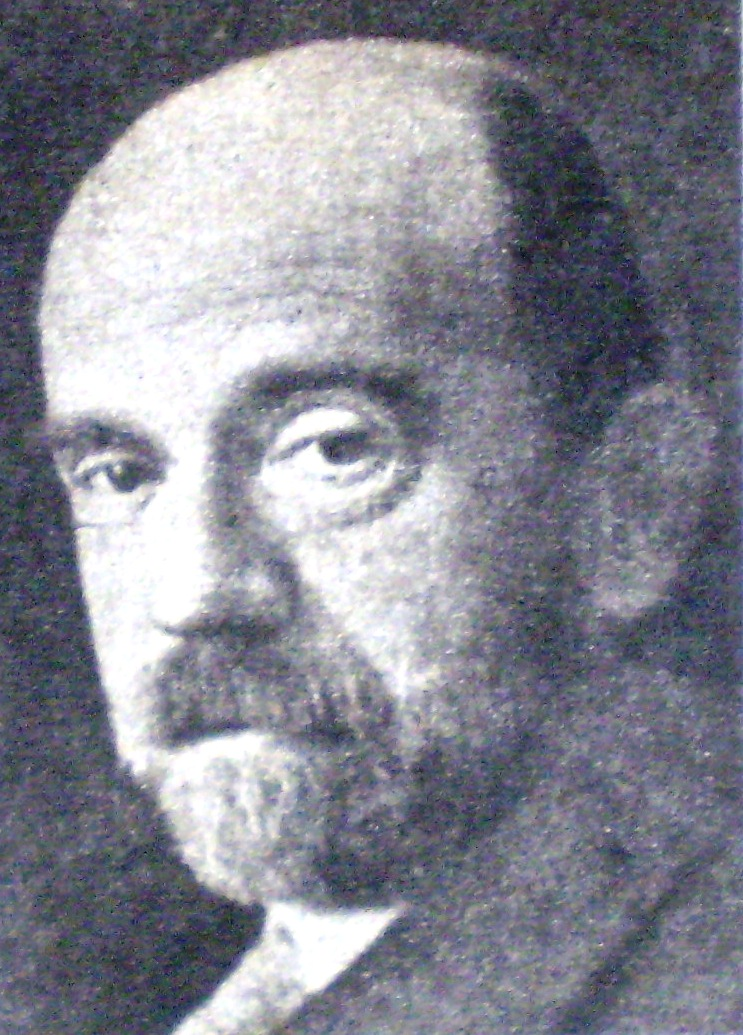
Pío Baroja
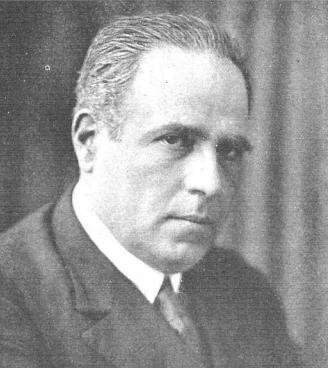
Eugenio d'Ors
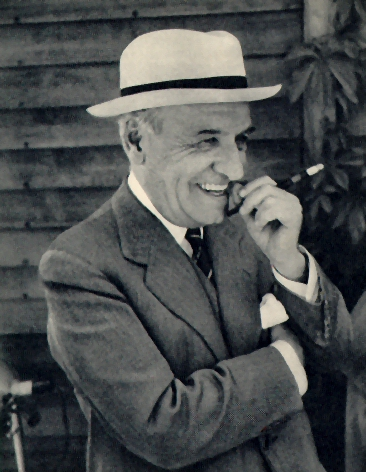
José Ortega y Gasset
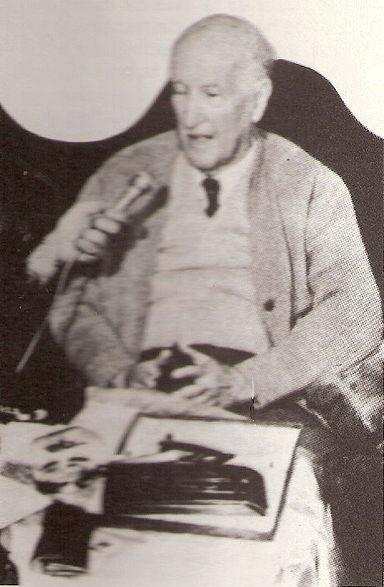
Vicente Aleixandre
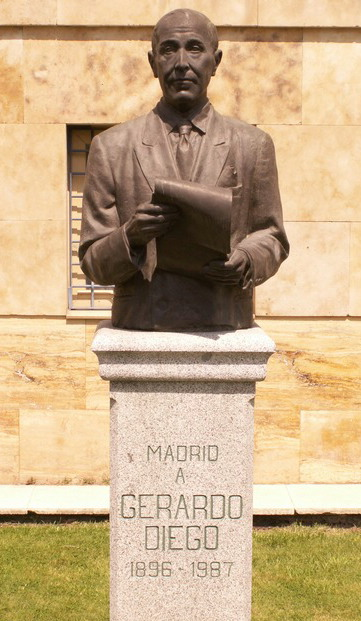
Monumento a Gerardo Diego
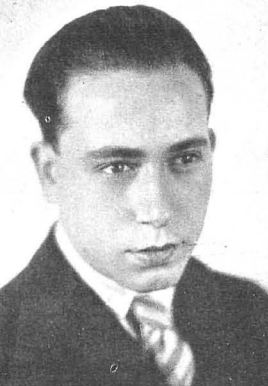
José López Rubio
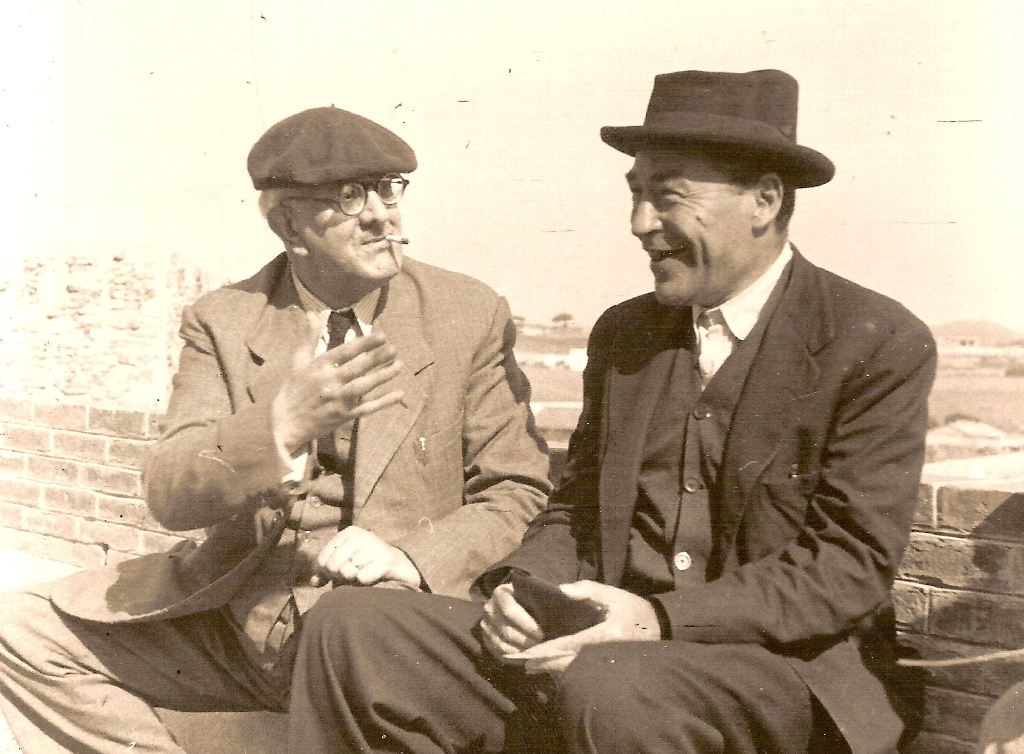
Josep Pla junto al también escritor catalán Manuel Brunet
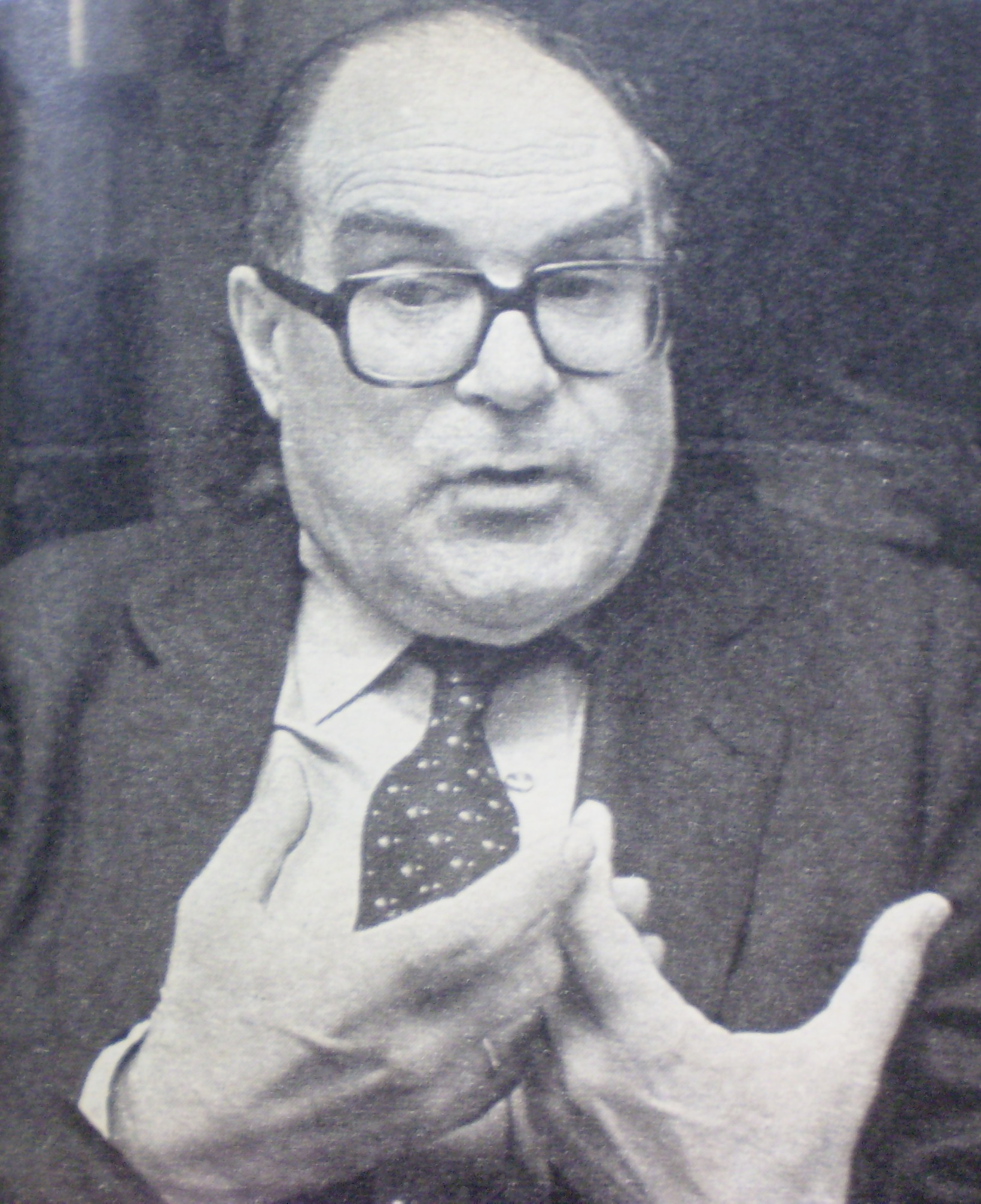
Julián Marías

### La «apertura»
El final del franquismo fue un periodo tan prolongado como el anterior, en el que los cambios sociales ligados al desarrollo económico, la industrialización, la urbanización, la apertura al exterior y el turismo, tuvieron diferentes respuestas institucionales, entre las que destacó la actuación del Ministerio de Información y Turismo (1951), dirigido por Manuel Fraga entre 1962 y 1969 (Ley de Prensa e Imprenta de 1966, que sustituyó a la de 1938); y la reforma educativa de José Luis Villar Palasí (Ley General de Educación de 1970); al tiempo que se producían cambios sustanciales en la Iglesia católica, hasta entonces uno de los principales apoyos de la España de Franco, que pasó a marcar claramente las distancias (aggiornamento, Concilio Vaticano II, pontificado de Pablo VI desde 1963 y presidencia del cardenal Tarancón en la Conferencia Episcopal desde 1971). La parte de la jerarquía eclesiástica claramente identificada con los elementos más inmovilistas, quedó (como estos mismos —lo que en los años setenta pasó a denominarse el búnker—) relativamente marginada de las posiciones centrales del poder. En 1967 se promulgó una Ley de Libertad Religiosa. La alianza del centinela de Occidente (retórica expresión referida a España y al propio Franco, identificados entre sí) con los Estados Unidos para la defensa del mundo libre había pasado a ser el apoyo clave. Incluso se solicitó el ingreso en el Mercado Común Europeo, que fue denegado por la falta de homologación democrática (1962).
El régimen adaptaba su ideología de lo carismático a lo tecnocrático (denominación que se utilizaba para designar a los expertos pragmáticos ligados al Opus Dei), mientras que las alternativas ideológicas se planteaban cada vez con mayor audacia. Las consecuencias llegaron hasta tal punto que se ha descrito lo sucedido como una pugna o disputa de la hegemonía cultural, una crisis de hegemonía o una crisis ideológica.
Algunos periódicos (Diario Madrid —obligado a cerrar en 1971—, Informaciones) y revistas (Triunfo, Cuadernos para el Diálogo, 1963-1976) aprovecharon hasta sus límites el relajamiento de la censura, en ocasiones sobrepasando la tolerancia de las autoridades y suscitando sonoros escándalos, lo que les convirtió en referentes políticos y culturales.

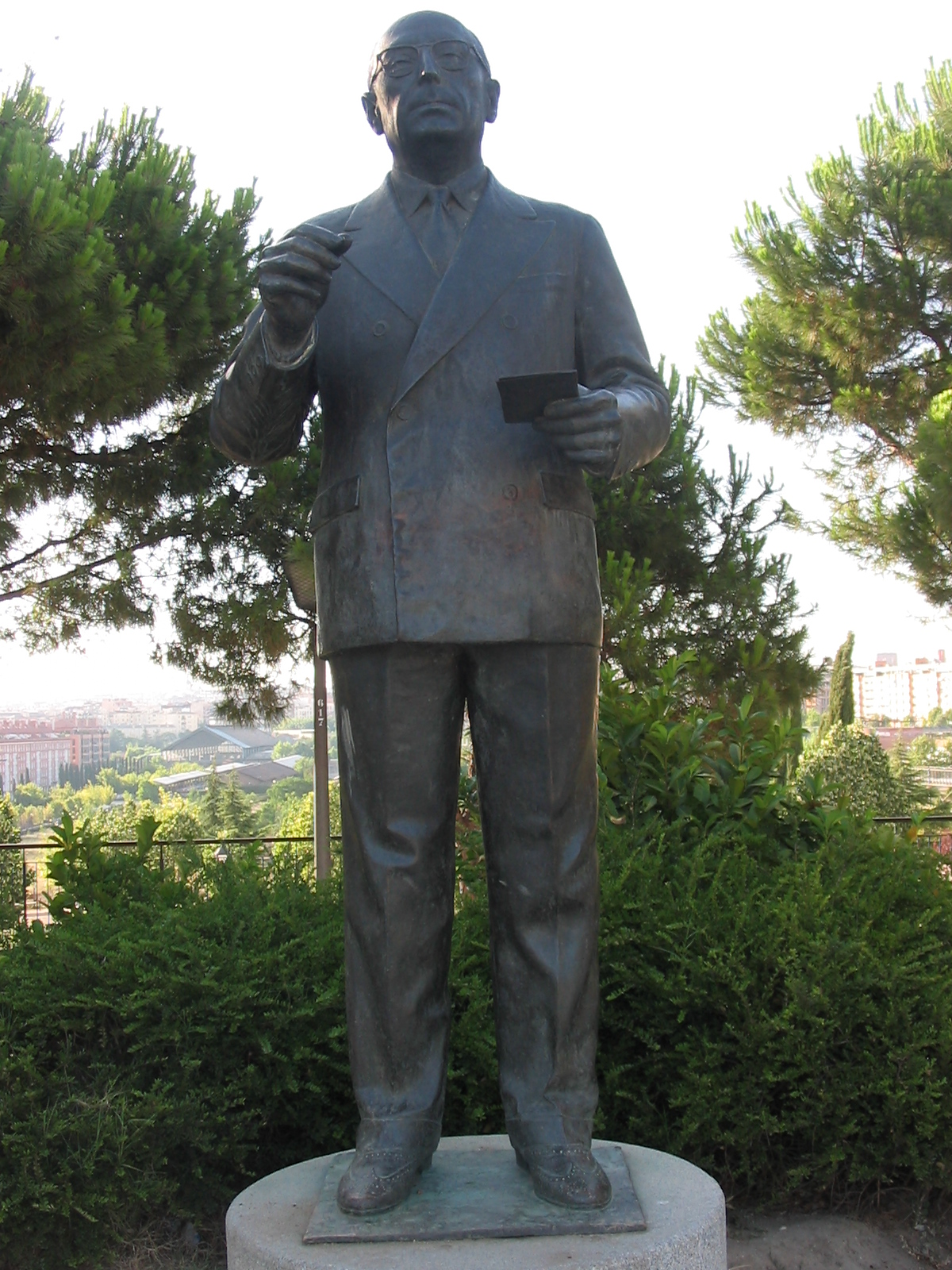
Monumento a Enrique Tierno Galván
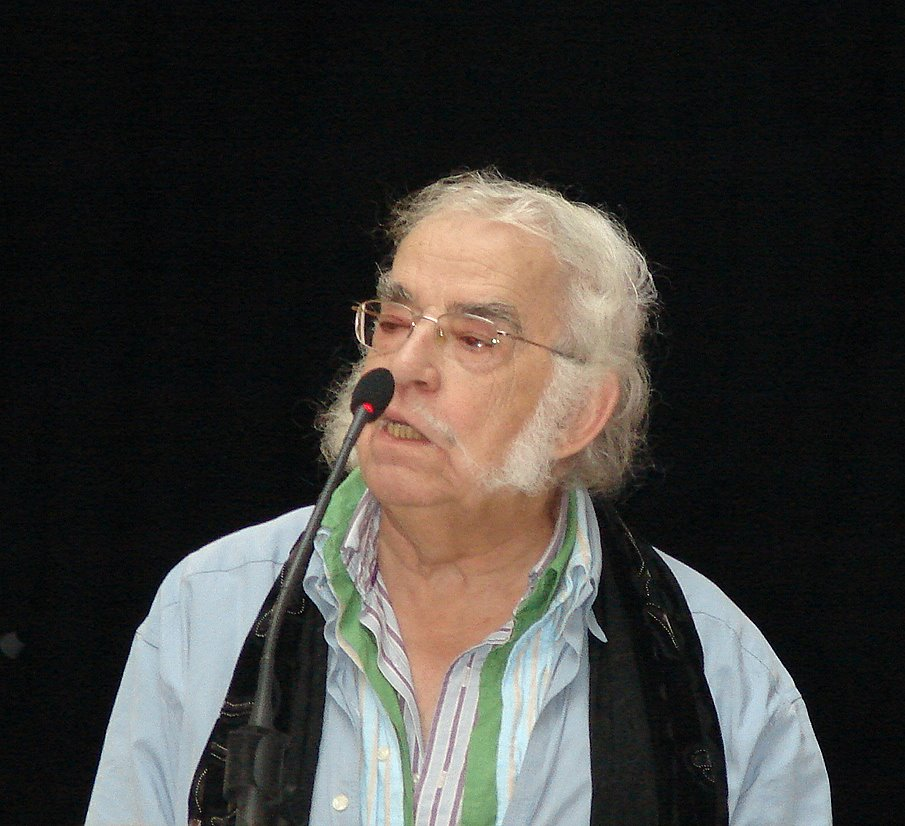
Agustín García Calvo

La universidad, un entorno problemático desde los sucesos de 1956 (protagonizados por hijos de uno y otro bando), se convirtió en uno de los baluartes de la oposición al franquismo, como demostró en febrero de 1965 el escándalo de la privación de sus cátedras a Enrique Tierno Galván, José Luis López Aranguren y Agustín García Calvo, con los que se solidarizaron Antonio Tovar y José María Valverde. Los incidentes de 1968, simultáneos a la denominada revolución de 1968 en el resto del mundo, fueron su prolongación.

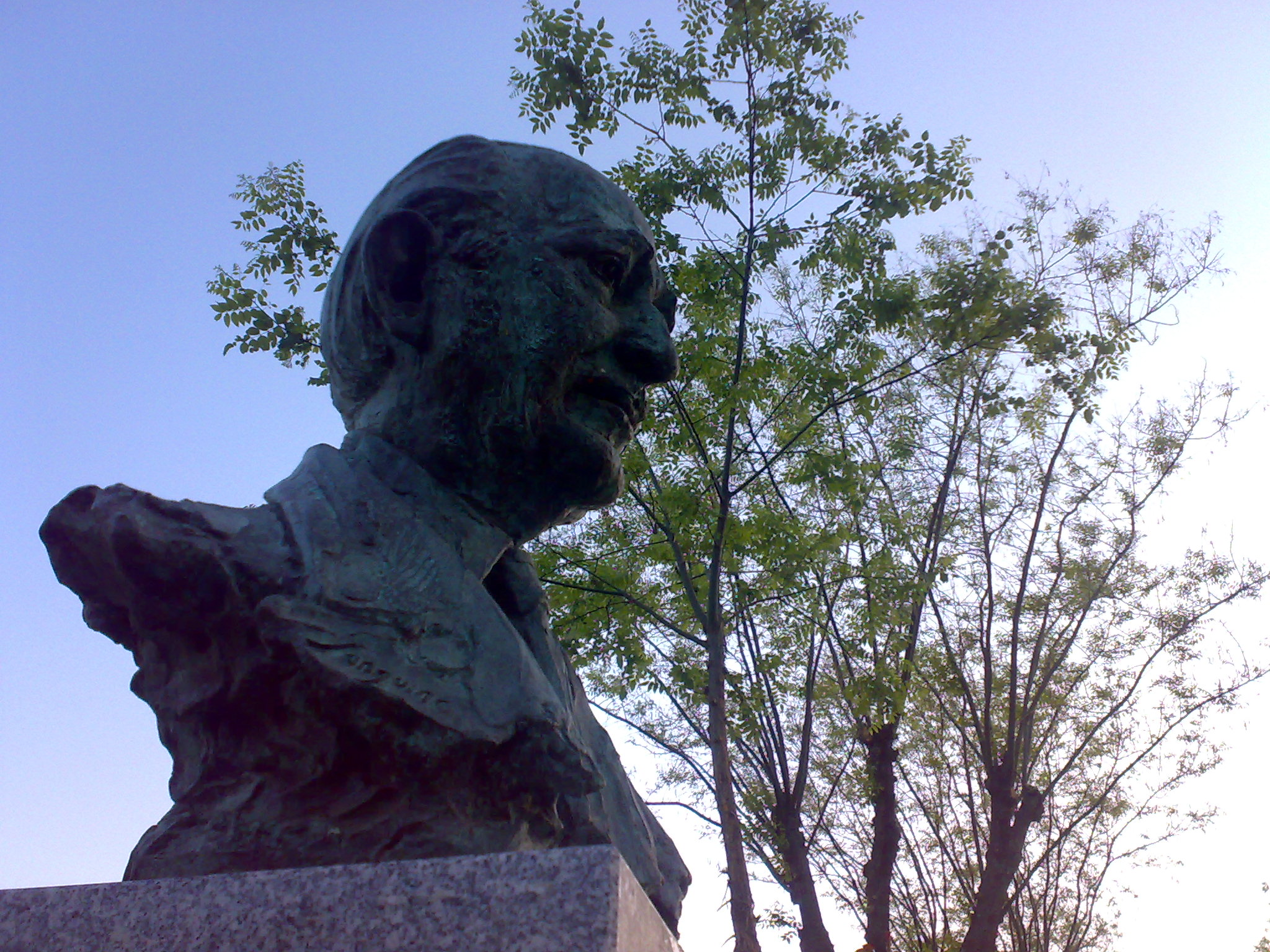
Monumento a Antonio Buero Vallejo
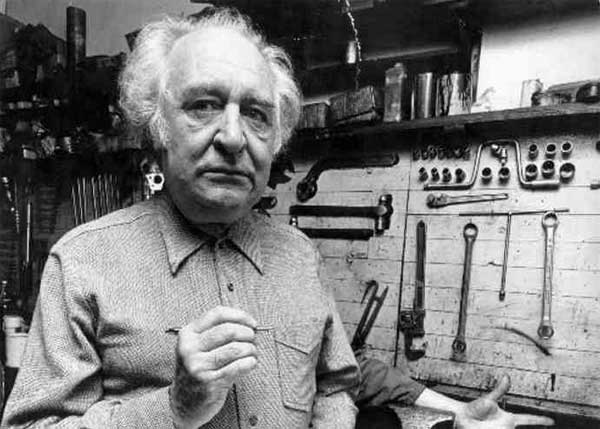
Gabriel Celaya
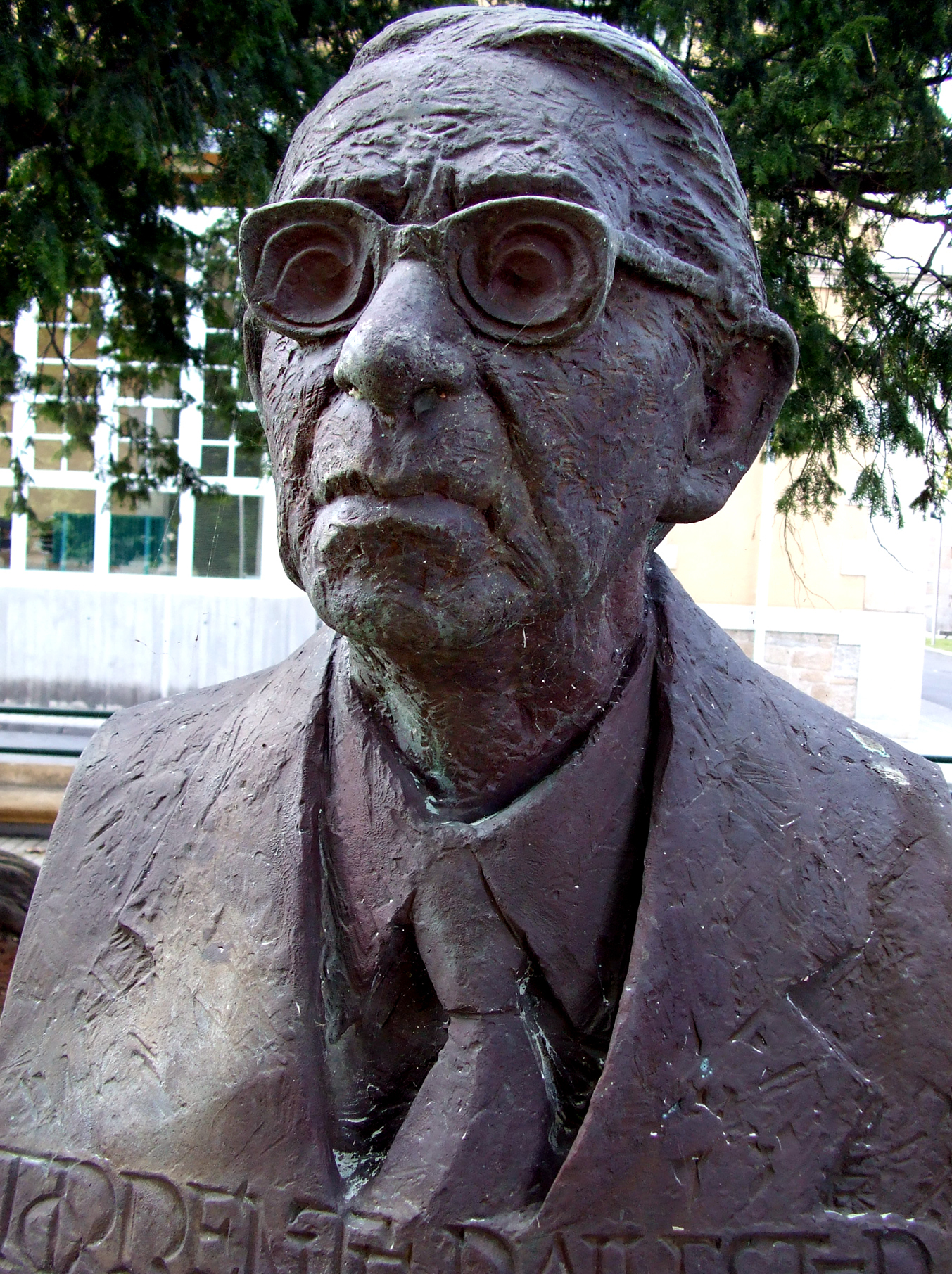
Monumento a Gonzalo Torrente Ballester
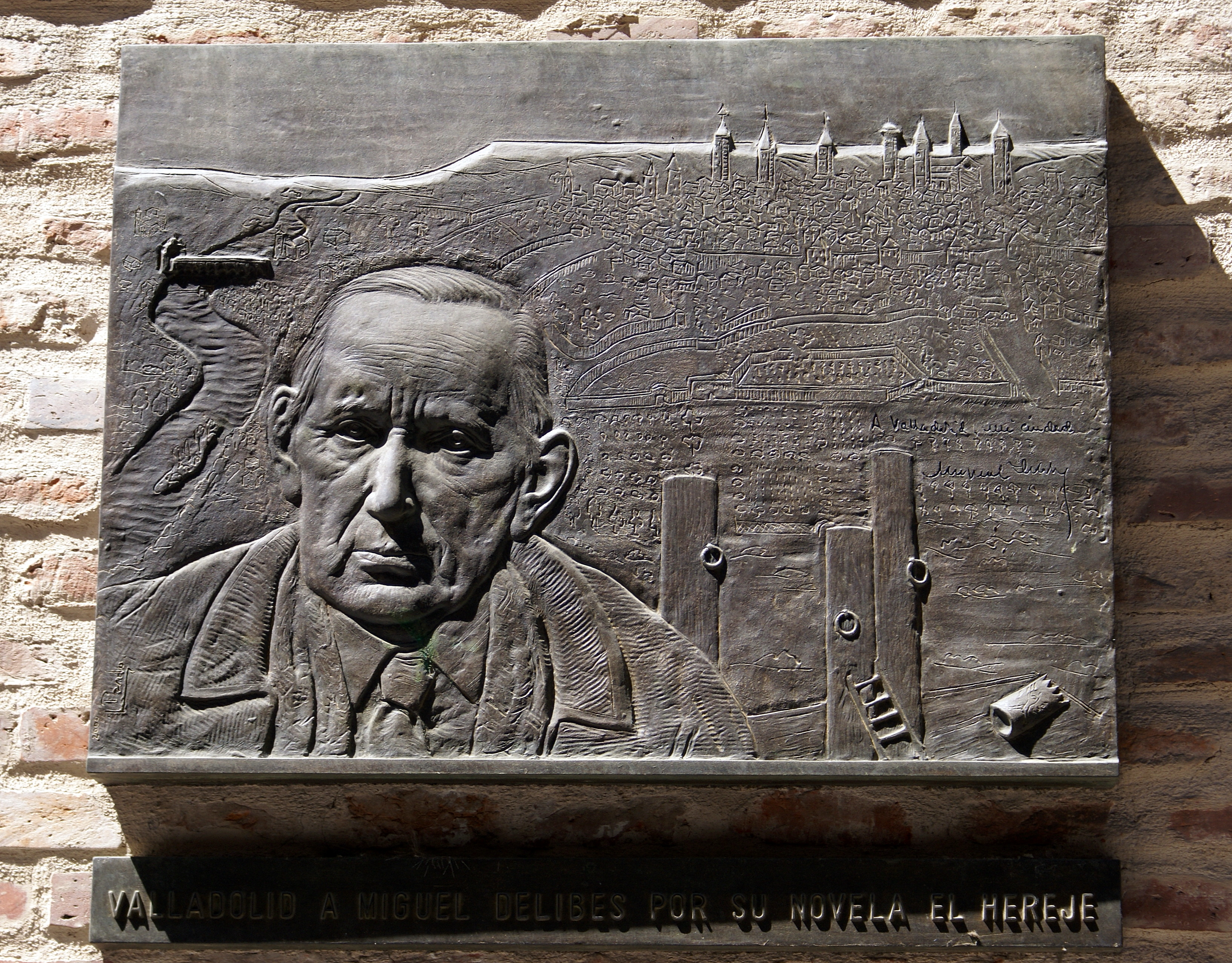
Placa dedicada a Miguel Delibes
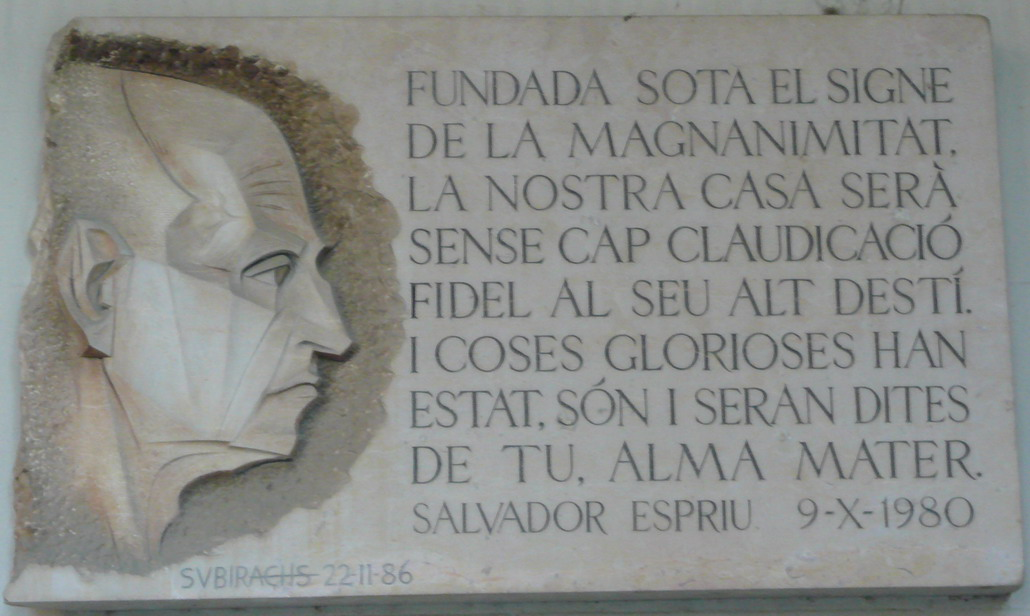
Placa dedicada a Salvador Espriu
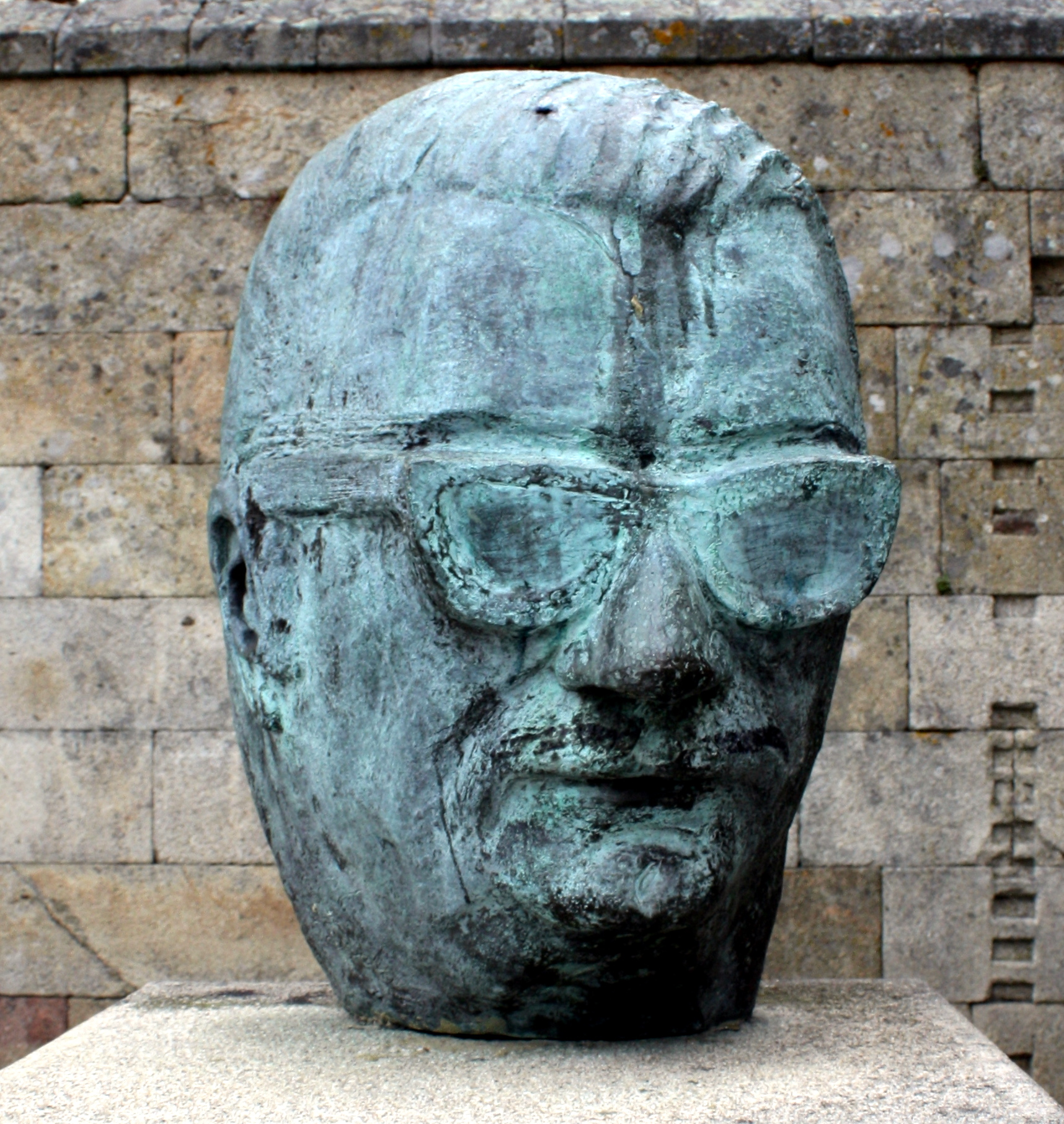
Monumento a Celso Emilio Ferreiro

En el mundo literario, las figuras consagradas en el periodo anterior continuaron con una activa producción (Blas de Otero, Antonio Buero Vallejo, Gonzalo Torrente Ballester, Camilo José Cela —que fundó la revista Papeles de Son Armadans, 1956 a 1979— o Miguel Delibes —quien, además de novelista, fue director de El Norte de Castilla—); pero la mayor novedad de las dos últimas décadas del franquismo fue la apertura de un significativo espacio cultural que ocuparon intelectuales cada vez más al margen del régimen o directamente hostiles. Entre esos nuevos autores de los años cincuenta se encontraban dramaturgos, novelistas y poetas de la talla de Alfonso Sastre, Francisco Nieva (teatro), Ignacio Aldecoa, Luis Martín-Santos, Armando López Salinas, Jesús Fernández Santos, Rafael Sánchez Ferlosio —hijo del falangista Sánchez Mazas—, Carmen Martín Gaite, Ana María Matute, Juan Benet, Alfonso Grosso (narración, con gran importancia del cuento o relato breve) José Hierro, Jaime Gil de Biedma, José Manuel Caballero Bonald, Ángel González, Gloria Fuertes (poesía), Juan García Hortelano, Josep Maria Castellet (creación y crítica literaria). Muchos de ellos estuvieron vinculados en algún momento al PCE, a revistas como Revista Española, Laye o Acento Cultural (SEU, 1958-1961), y la mayor parte han sido clasificados literariamente en la llamada generación del 50 o de los niños de la guerra (nacidos en los años veinte). Coetáneos suyos fueron Gabriel Ferrater, Joan Fuster, Vicent Andrés Estellés, Joan Brossa (literatura en catalán) o Txillardegi (literatura en euskera, uno de los fundadores de ETA). Salvador Espriu, el más prestigioso poeta catalán de la época, pertenece a una generación anterior; como es el caso de Celso Emilio Ferreiro (literatura en gallego).
Los más jóvenes (nacidos en los años cuarenta) recibieron la denominación editorial de novísimos (Félix de Azúa, Pere Gimferrer —escritor bilingüe en catalán y castellano—, Vicente Molina Foix, Ana María Moix, Leopoldo María Panero —hijo del poeta falangista cuya familia fue objeto del documental El desencanto de Jaime Chávarri, 1976—); mientras que otros, de cronología intermedia, son a veces agrupados con los de la generación del medio siglo, por su especial vinculación con éstos, incluso a pesar de no publicar hasta los años sesenta y setenta (Antonio Gamoneda, Antonio Gala, Fernando Sánchez Dragó, Gabriel Aresti —escritor en euskera—, Juan Marsé, Terenci Moix, Eduardo Mendoza) o haber debutado con la etiqueta de novísimos (Manuel Vázquez Montalbán). Algunos casos habían optado por la salida a un segundo exilio (Fernando Arrabal, Juan Goytisolo, Agustín Gómez Arcos). El impacto editorial del boom latinoamericano tuvo una gran influencia (editor Carlos Barral). Surgieron grupos de teatro independientes (Teatro Estudio de Madrid, TEI y Teatro Estable Castellano, impulsados por Miguel Narros y William Layton, Los goliardos, Tábano, Els Joglars -Albert Boadella-, Comediants) que renovaron la tradición de teatro joven, heredera de La Barraca, y mantenida durante la posguerra por el Teatro Español Universitario.

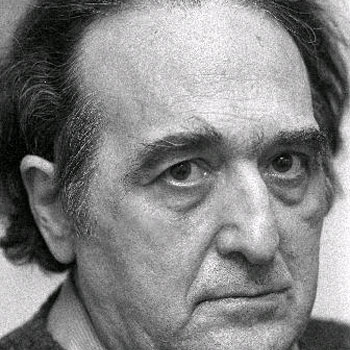
Rafael Sánchez Ferlosio
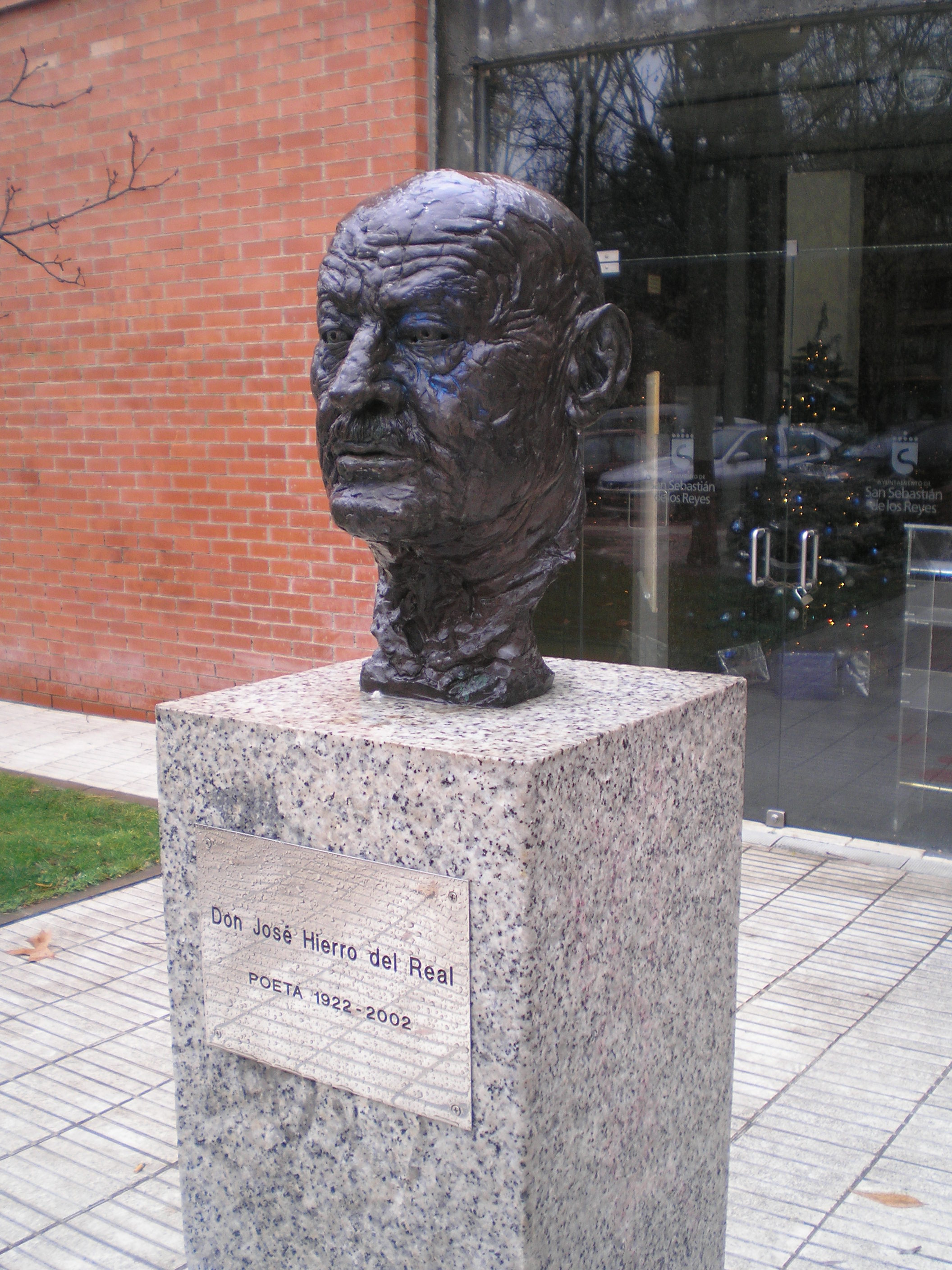
Monumento a José Hierro
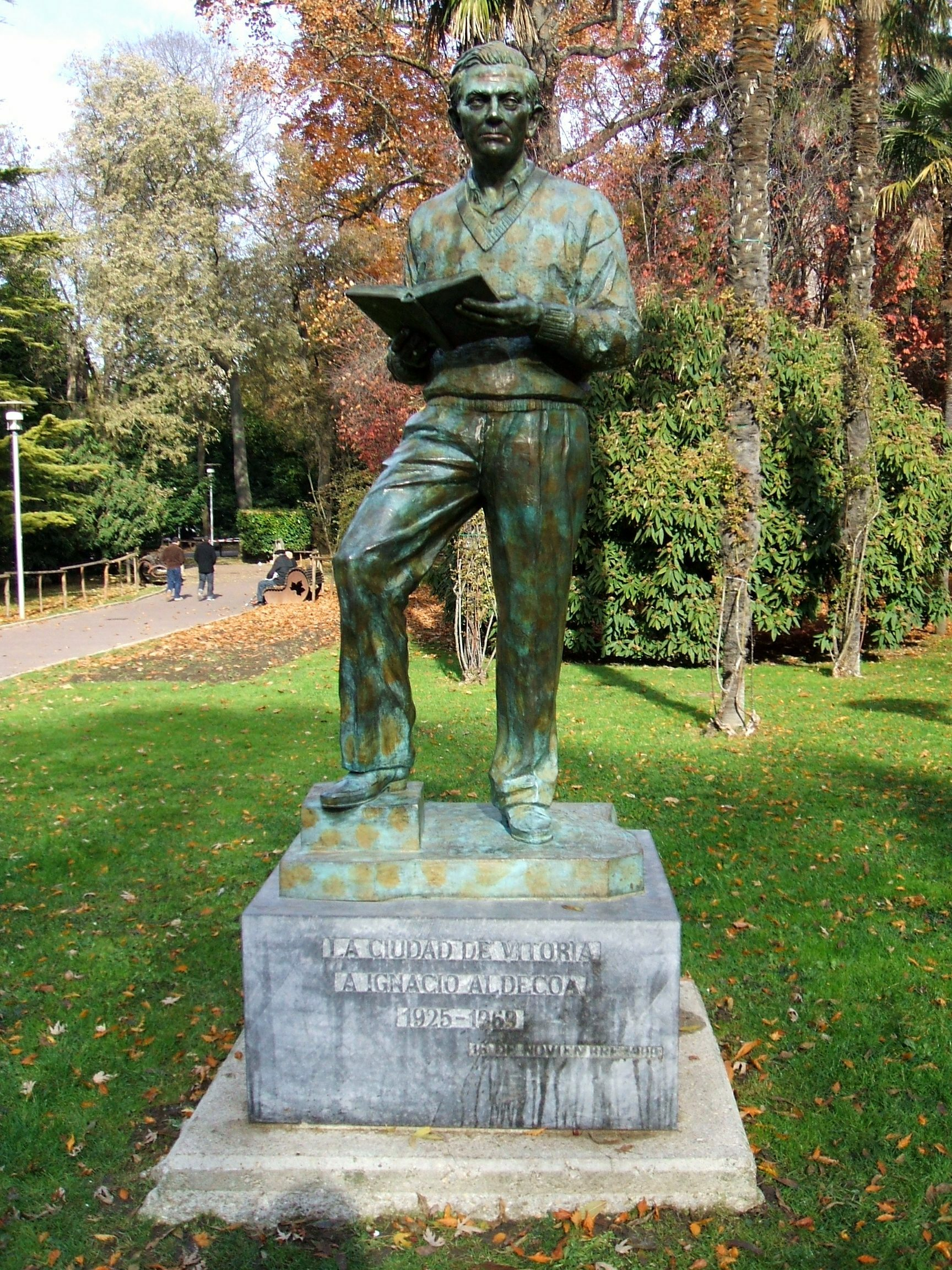
Monumento a Ignacio Aldecoa
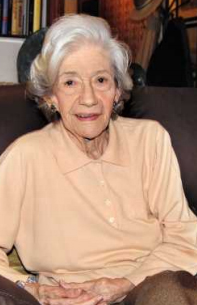
Ana María Matute
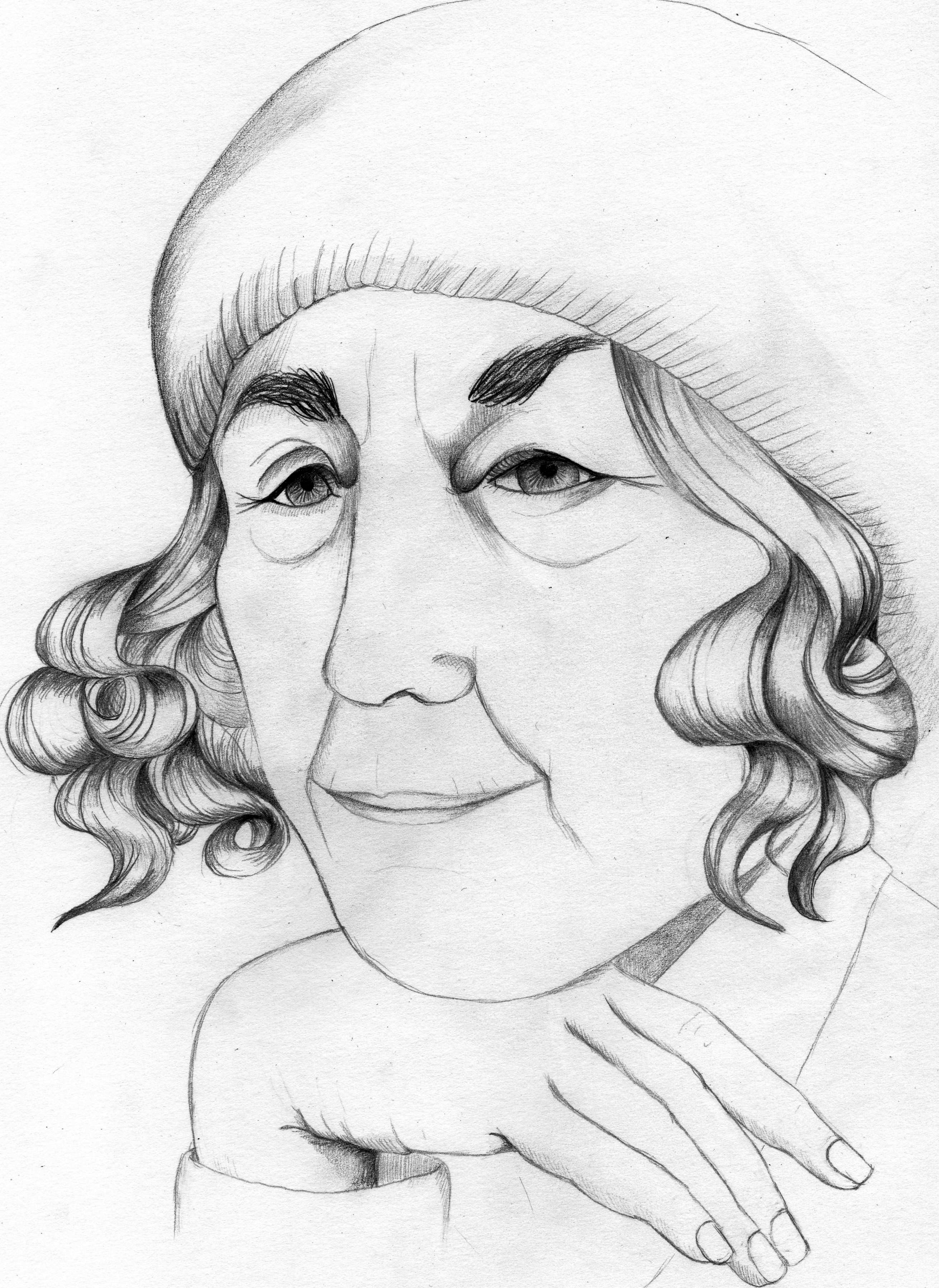
Retrato de Carmen Martín Gaite
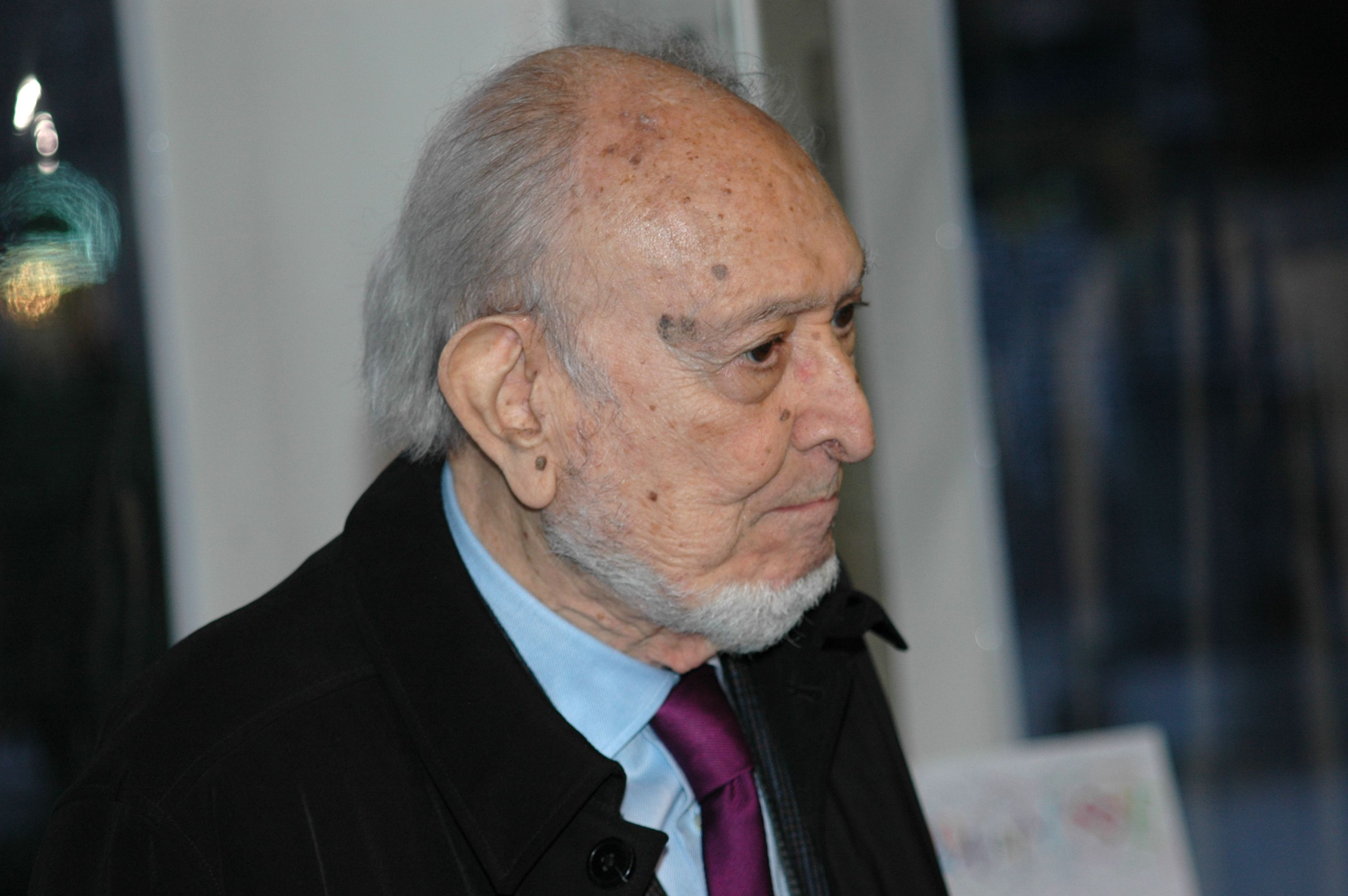
Josep Maria Castellet
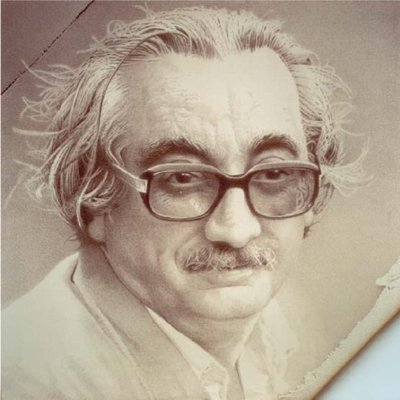
Joan Fuster
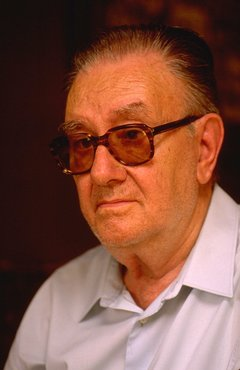
Joan Brossa
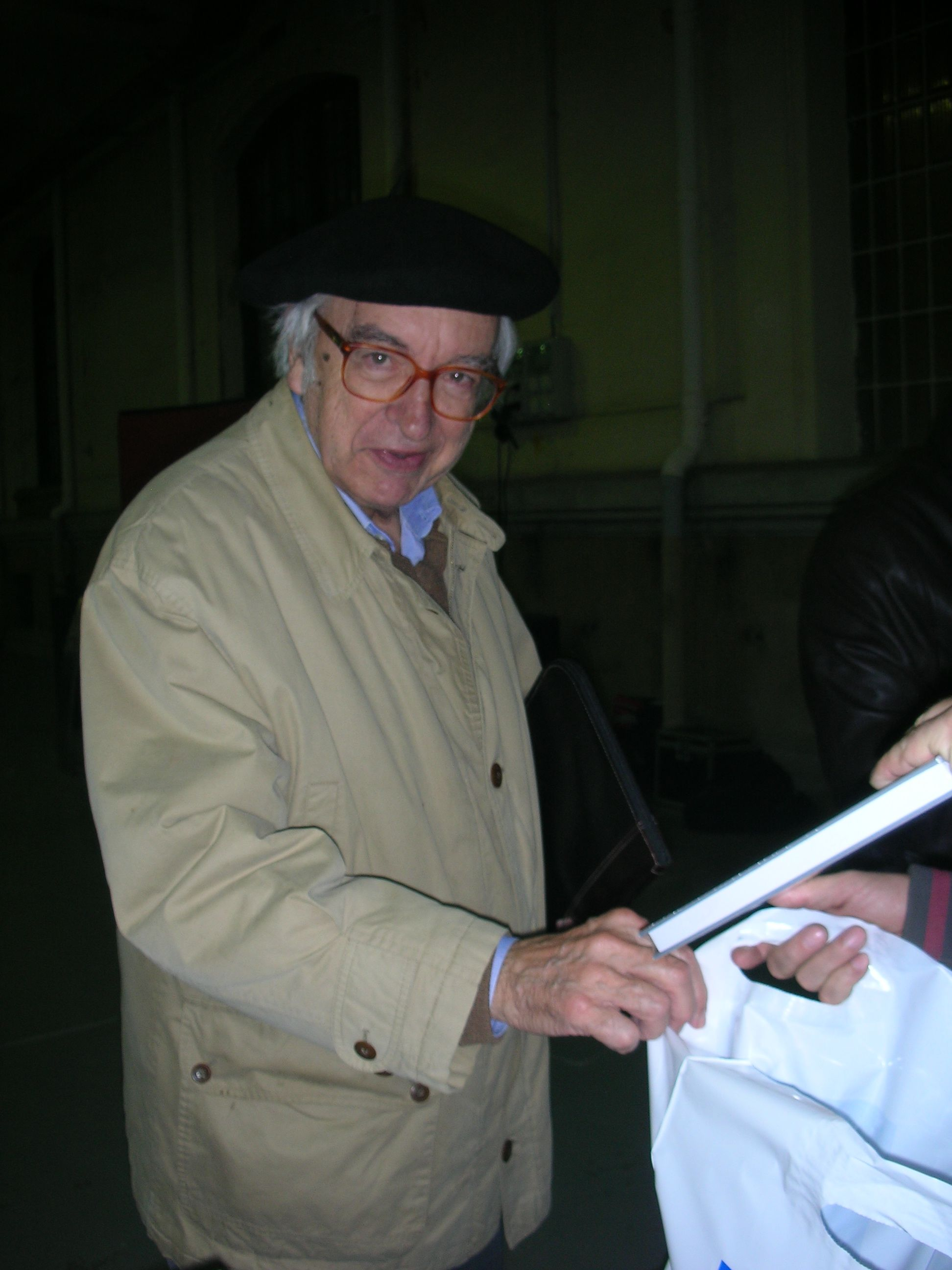
Txillardegi
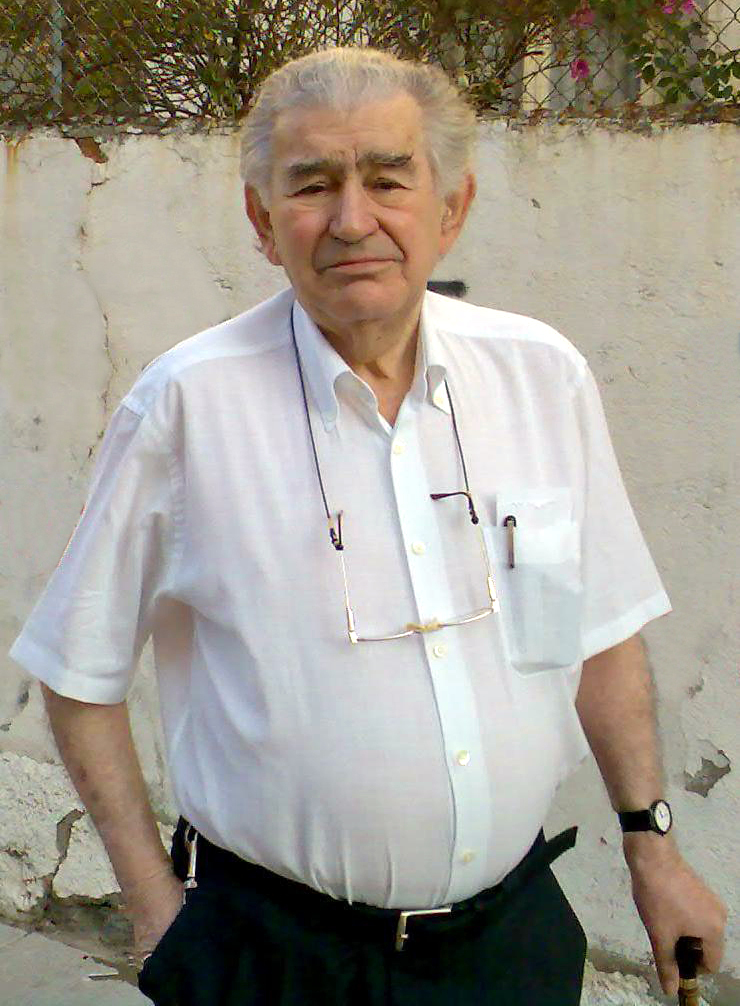
Antonio Gamoneda
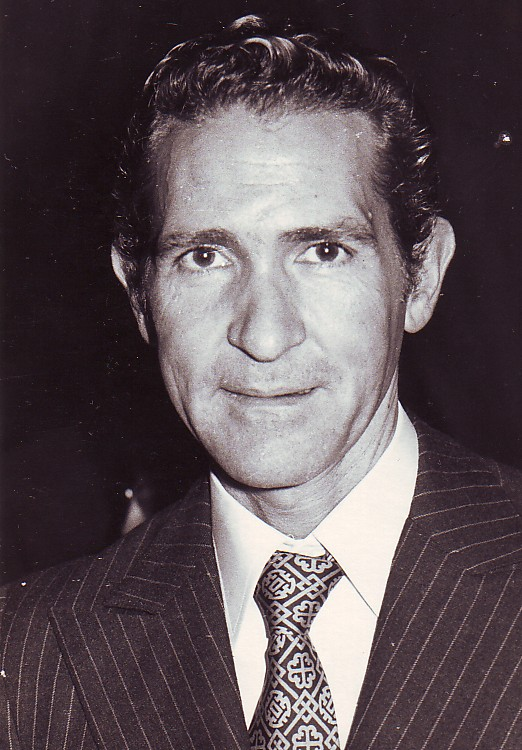
Antonio Gala
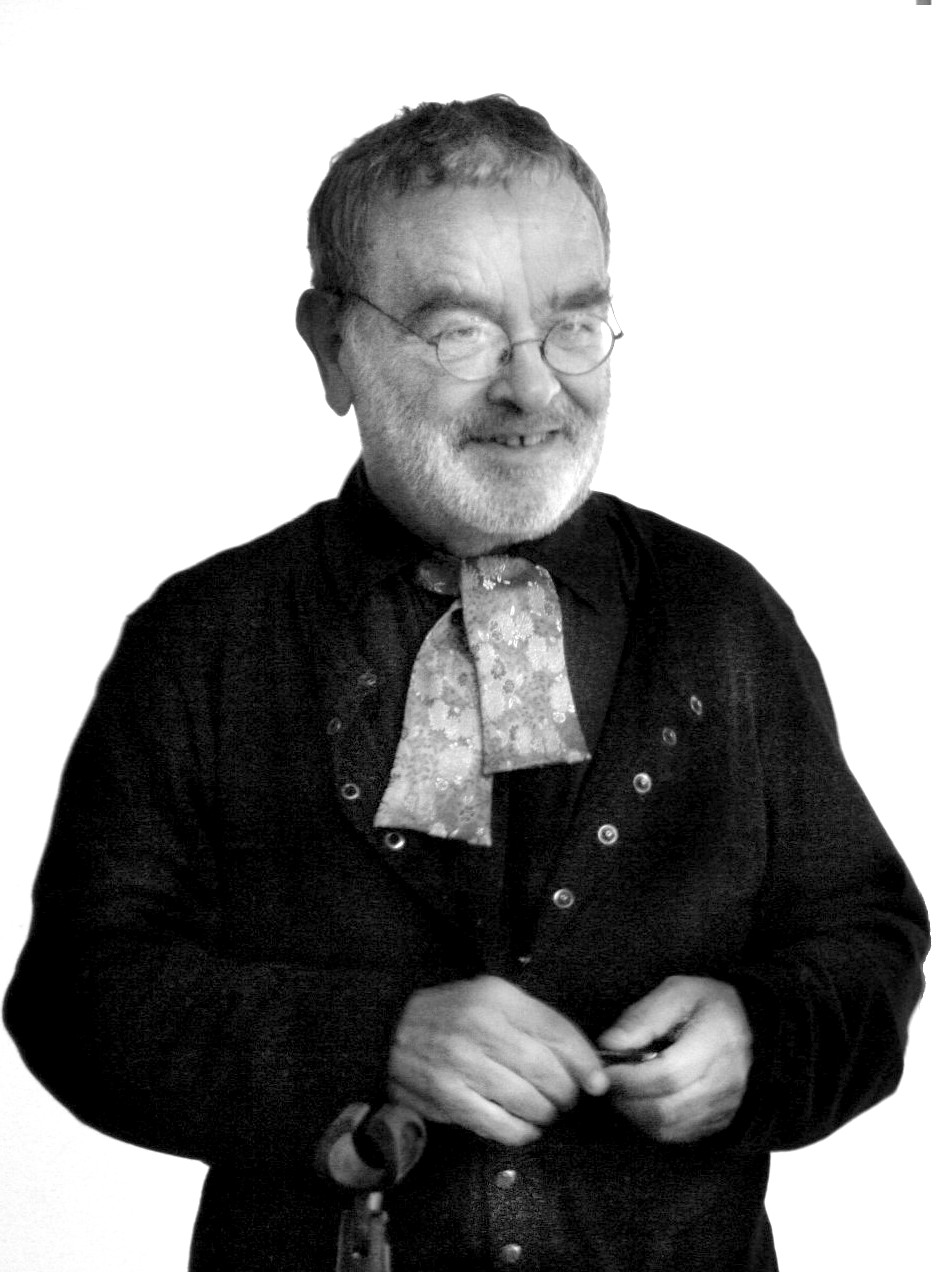
Fernando Arrabal
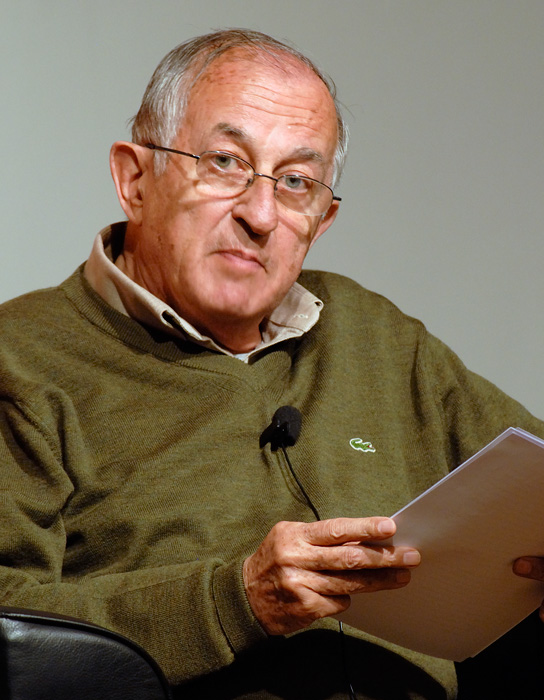
Juan Goytisolo
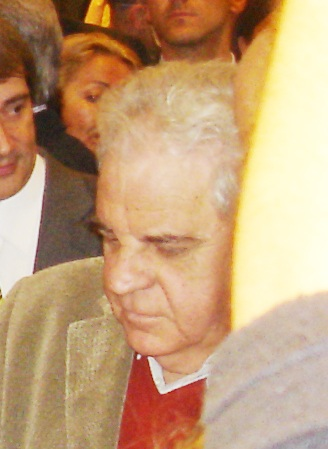
Juan Marsé
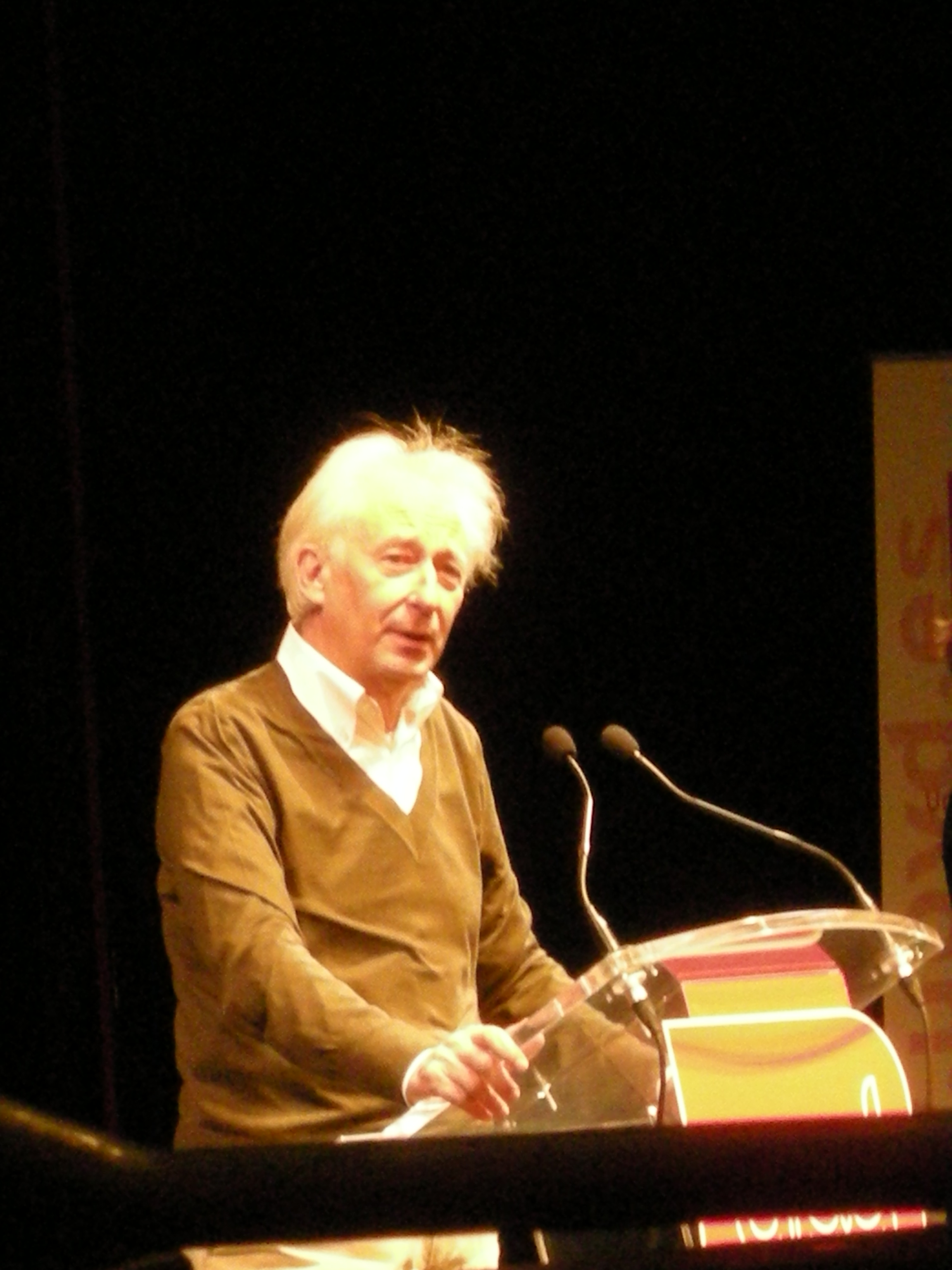
Albert Boadella

## Arquitectura
En correspondencia con las consignas y lemas oficiales omnipresentes (Por el Imperio hacia Dios), se impuso una estética imperial y tradicionalista que en arquitectura reproducía formas herrerianas y que ha sido denominado neoherreriano: Ministerio del Aire de Madrid —Luis Gutiérrez Soto, 1943—, Universidad Laboral de Gijón —Luis Moya Blanco, 1946 a 1956—, y que se suele vincular política o ideológicamente a cualquiera de las familias del franquismo (incluyendo a monárquicos —tradicionalistas o carlistas y juanistas— y militares —africanistas—, pero sobre todo católicos y azules, nacionalcatolicismo y falangismo -precisamente Giménez Caballero había identificado al Monasterio de El Escorial como compendio de todas las virtudes del arte español y símbolo de lo que debería ser el arte fascista—, allí fue trasladado el cadáver de José Antonio Primo de Rivera al término de la guerra civil —a hombros de falangistas que marcharon a pie desde Alicante, una manifestación similar a las contemporáneas de estética nazi—, y fue el nombre elegido para una de las revistas culturales más importantes de Falange, Escorial).
Además del referente escurialense, se utilizaban elementos del vocabulario neoclásico (también se ha utilizado el término neovilanoviano, por Juan de Villanueva), ruralistas o regionalistas, por lo que puede hablarse de un estilo ecléctico. Algunas construcciones se asemejaron a los modelos nazi y fascista (la Casa Sindical, sede del Sindicato Vertical —Francisco de Asís Cabrero, 1949; precisamente otra de las revistas culturales más importantes se llamó Vértice—, o el Arco de la Victoria —arquitectos Modesto López Otero, Pascual Bravo Sanfeliú y escultores Moisés de Huerta, Ramón Arregui y José Ortells, 1950 a 1956—, ambos en Madrid). La obra más ambiciosa fue el Valle de los Caídos (arquitectos Pedro Muguruza y Diego Méndez y escultor Juan de Ávalos, 1940-1958, Sierra de Guadarrama —donde terminó alojándose la tumba de José Antonio y la del propio Franco—). También tuvieron características tradicionalistas las obras arquitectónicas sevillanas de Aurelio Gómez Millán (Monumento al Sagrado Corazón de San Juan de Aznalfarache, 1948 —donde fue enterrado el Cardenal Segura—; y Basílica de La Macarena, 1949 —donde fue enterrado el general Queipo de Llano—), que también han sido calificadas de regionalistas.

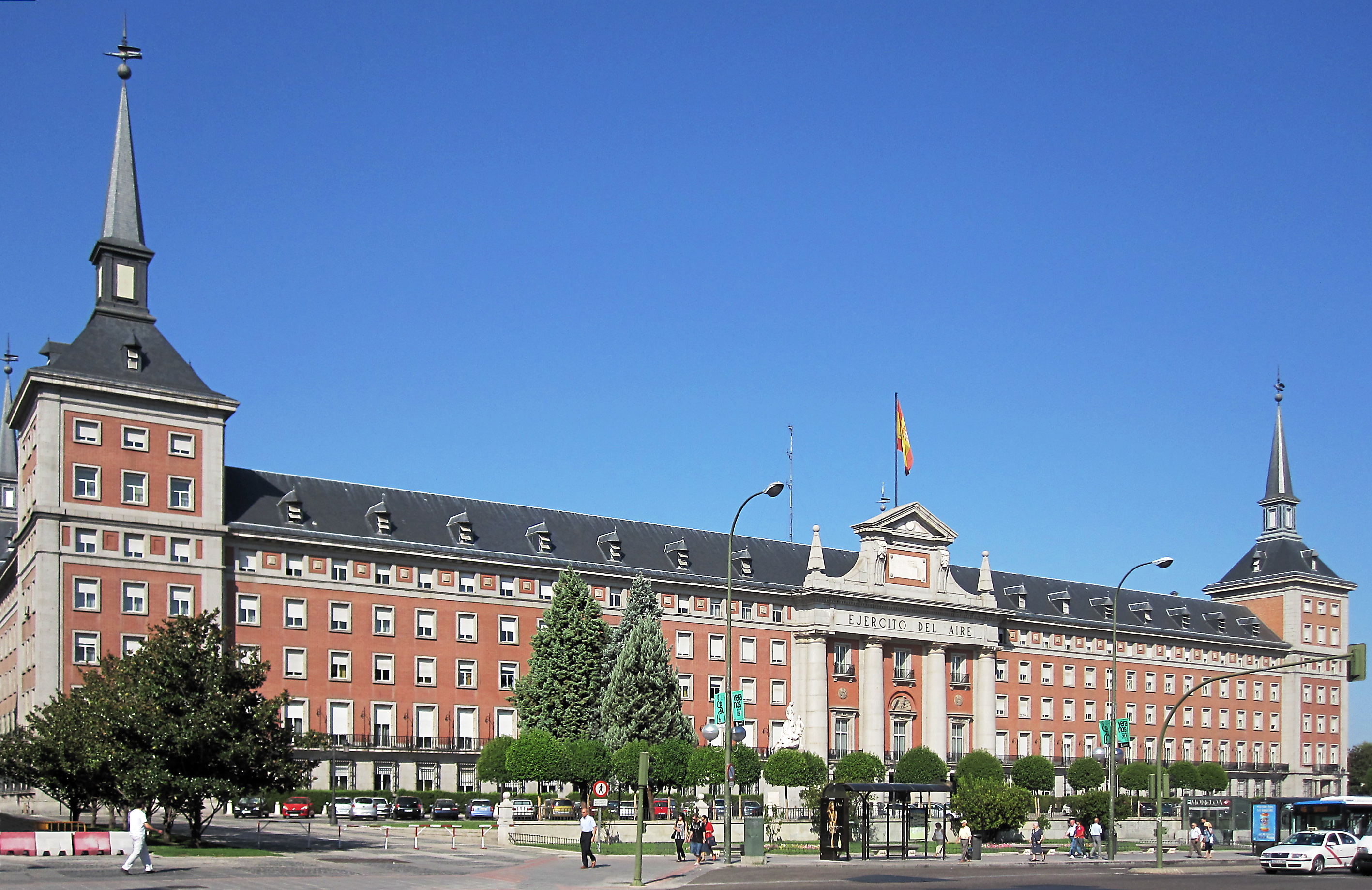
Ministerio del Aire, Moncloa, Madrid.
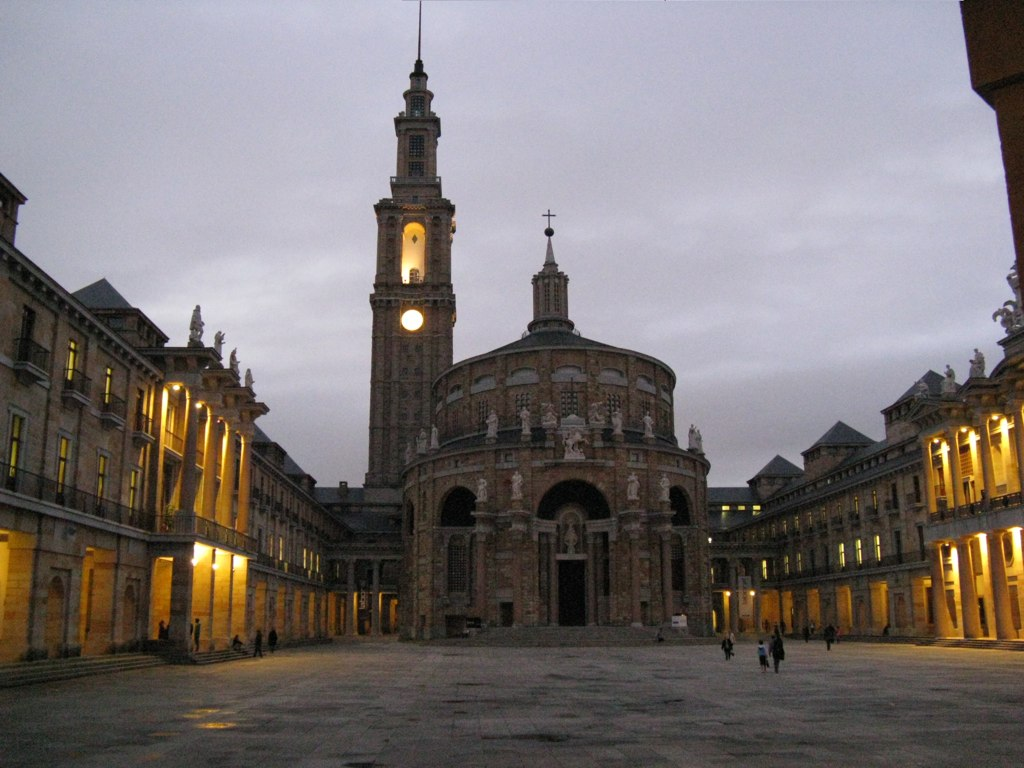
Universidad Laboral de Gijón.
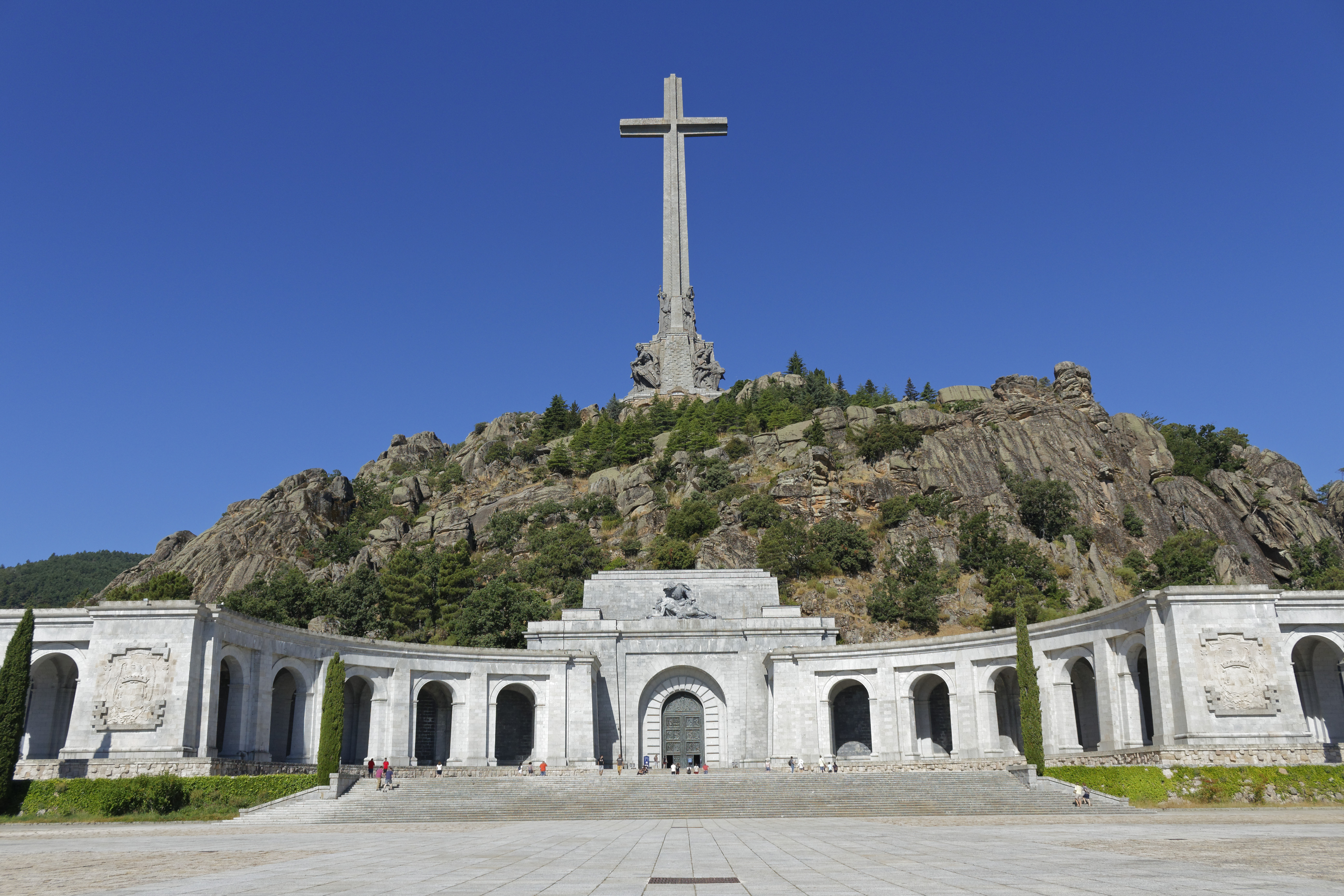
Valle de los Caídos, Sierra de Guadarrama, Madrid.
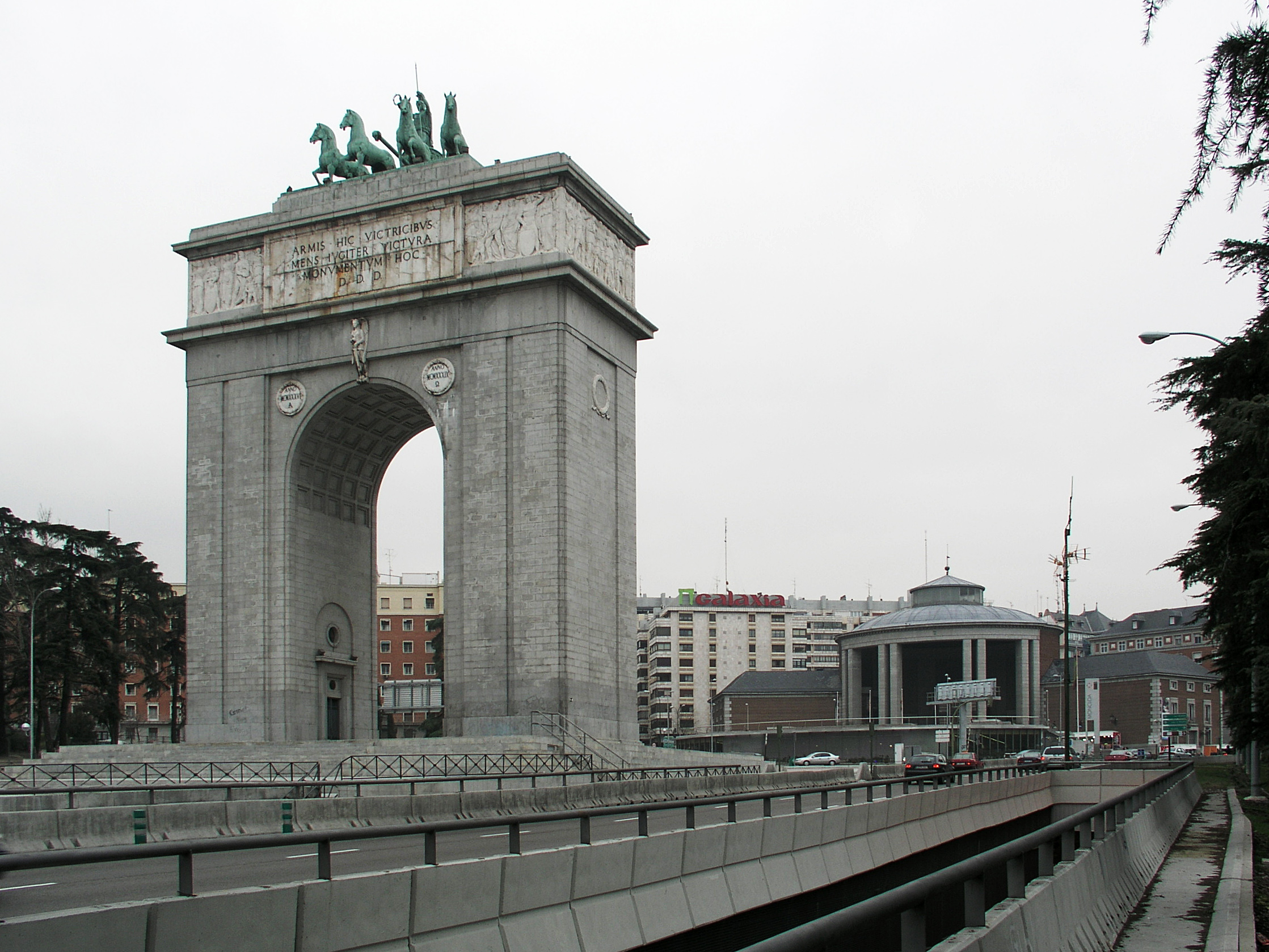
Arco de la Victoria (al fondo, el Templete de los Caídos —Manuel Herrero de Palacios—), Moncloa, Madrid.

El racionalismo arquitectónico y el movimiento moderno, que ya se habían recibido en España durante los años treinta, no pudieron desarrollarse por sus iniciadores, los arquitectos de la GATEPAC (como el represaliado Josep Lluís Sert, que perdió su licencia de arquitecto y tuvo que emigrar) o Secundino Zuazo (que tuvo una trayectoria similar); pero tuvieron continuidad en la obra de ingenieros como Eduardo Torroja, en la de arquitectos restringidos a obras más discretas en provincias (Real Club Náutico de Vigo, 1944, de Francisco Castro Represas; intervenciones en Gran Canaria de Miguel Martín-Fernández de la Torre —Pueblo Canario, Parador de la Cruz de Tejeda—), o en la de arquitectos más jóvenes, como Francisco Javier Sáenz de Oiza, Alejandro de la Sota Martínez, Miguel Fisac, José Antonio Coderch, Oriol Bohigas o Rafael Leoz. La integración de los principios racionalistas en la estructura productiva de la industria de la construcción se hizo evidente, especialmente a partir de los años cincuenta y en el desarrollismo del franquismo final.

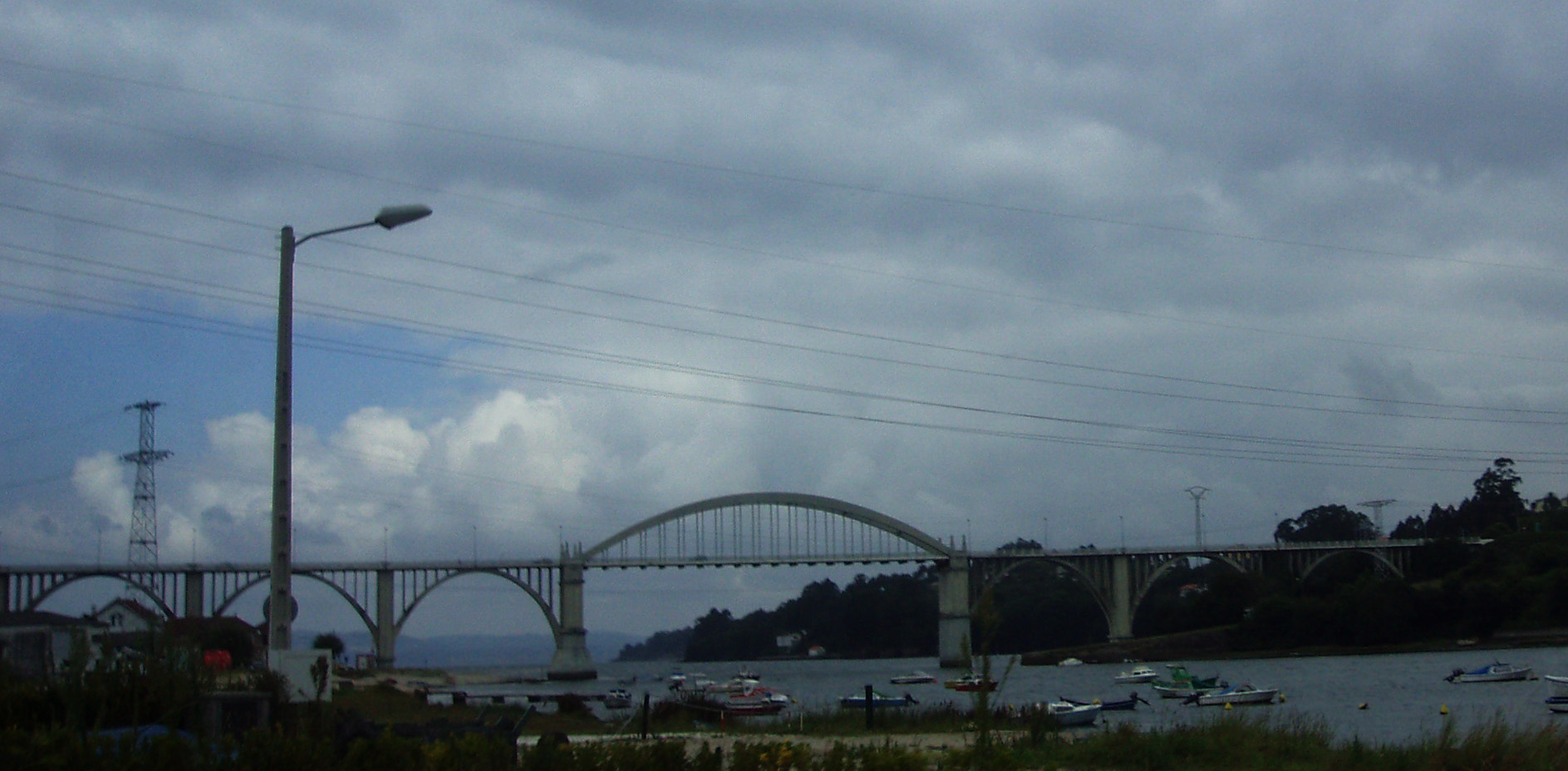
Puente del Pedrido, Eduardo Torroja (1939-1943, La Coruña).
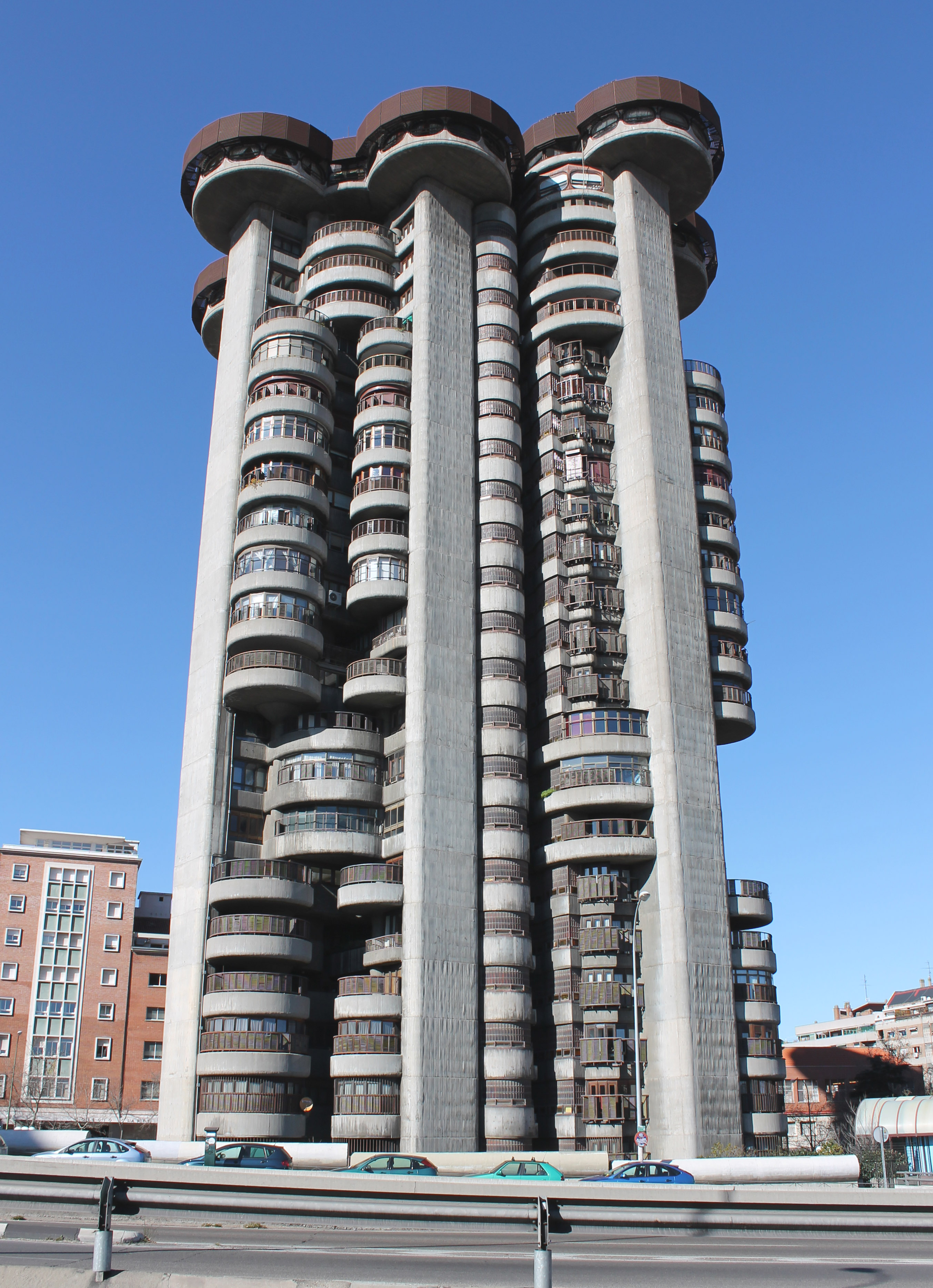
Torres Blancas, Sáenz de Oiza (1964-1969, Madrid)
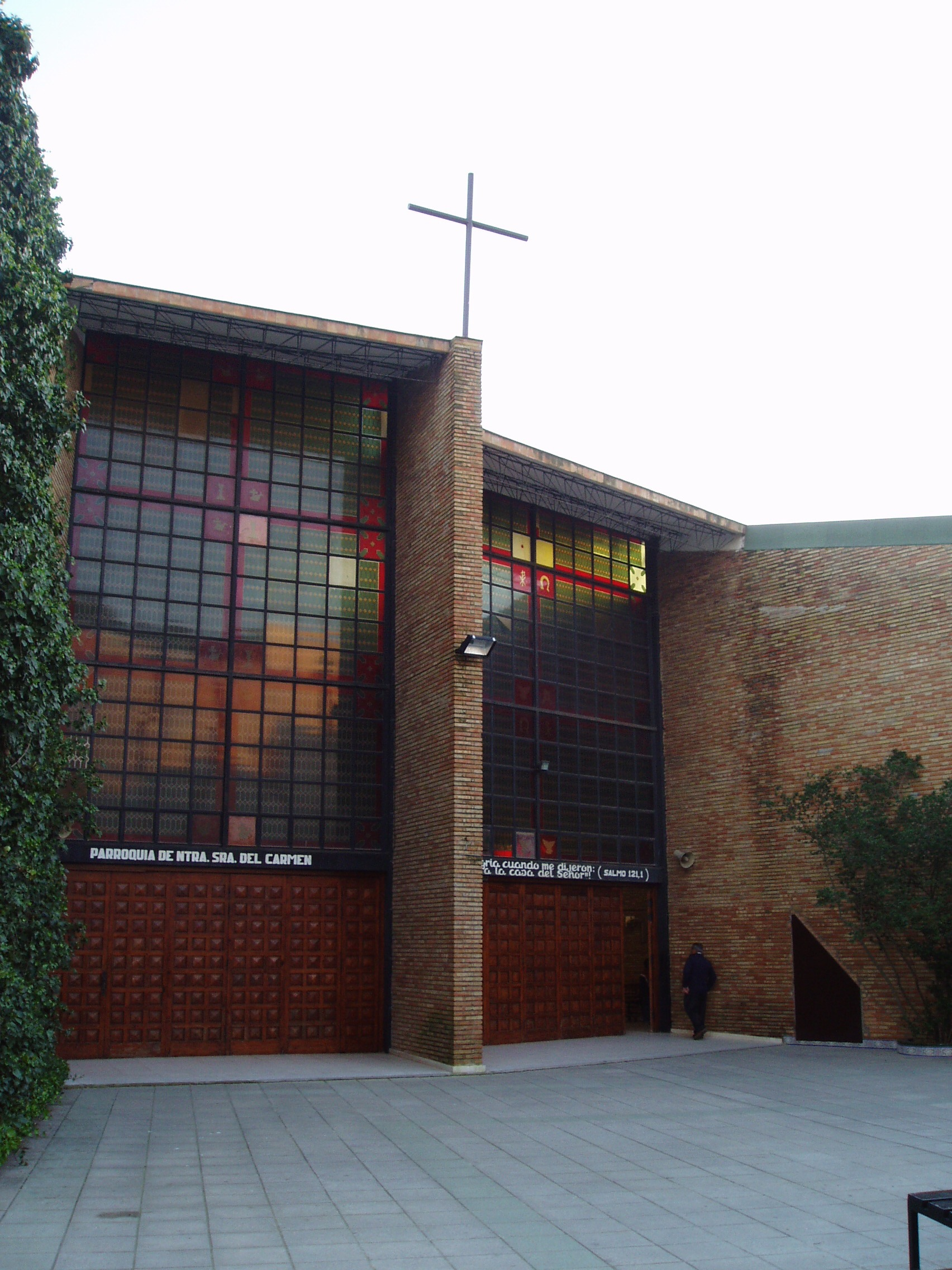
Iglesia de Punta Umbría, Miguel Fisac (1965).
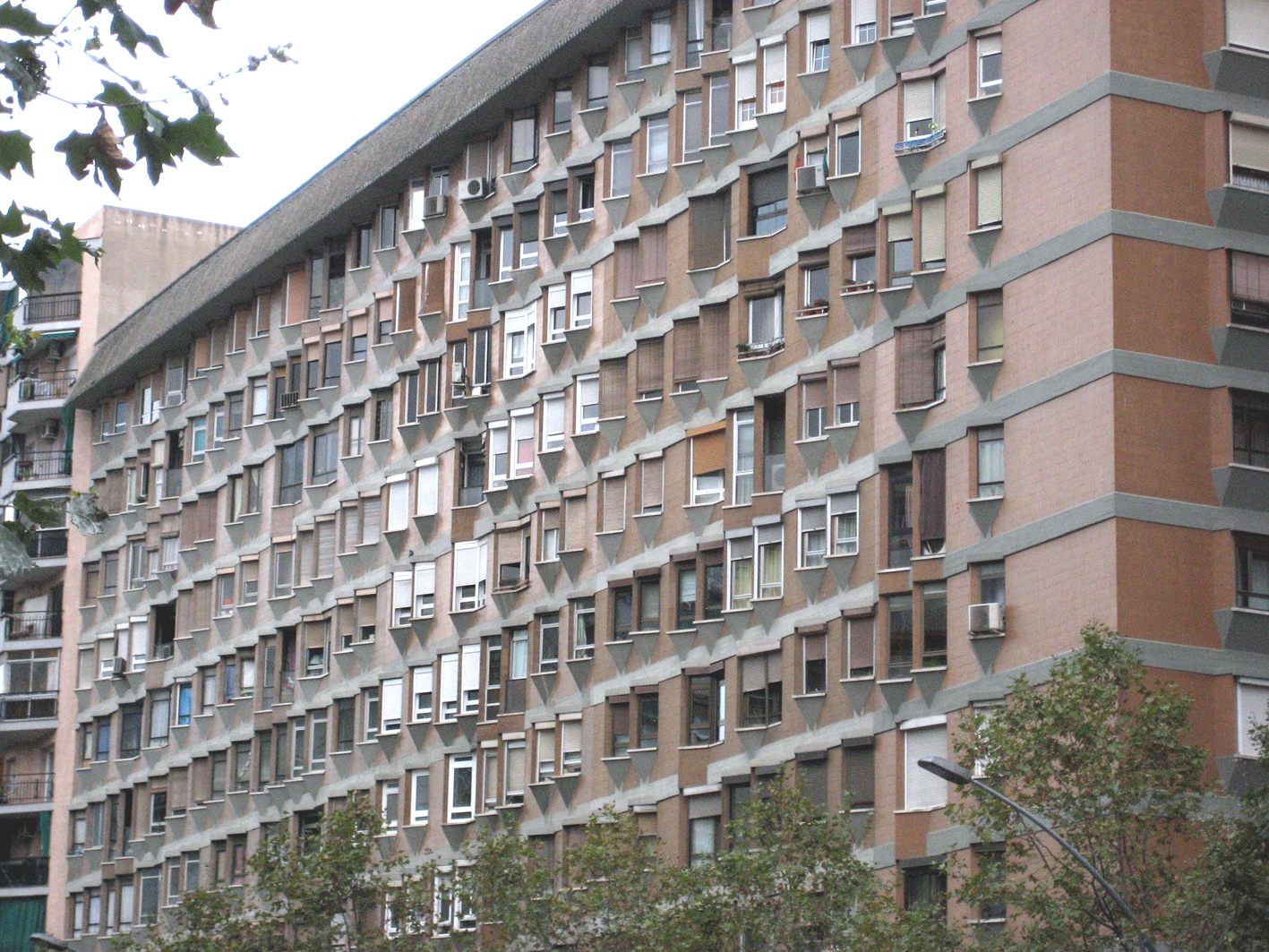
Casa Meridiana, Oriol Bohigas (1965, Avenida Meridiana, Barcelona).

## Escultura
La poderosa escultura española vanguardista del periodo de entreguerras había quedado descabezada (en 1934 había fallecido Pablo Gargallo, en 1942, Julio González y Alberto Sánchez Pérez y Apel·les Fenosa se habían exiliado), un hiato que causó la continuidad de las formas clásicas o academicistas, adecuadas a la ideología oficial (José Capuz (1884-1964), Victorio Macho (1887-1966),  Florentino Trapero (1893-1977), Juan de Ávalos (1911-2006) o  Carlos Ferreira de la Torre (1914-1990)). Muy significativamente, a la muerte de Mariano Benlliure (1947), ABC tituló «Benlliure muere, pero no se rinde». No obstante, tanto Benlliure como Victorio Macho hubieron de pasar «la inevitable depuración» por haber trabajado para el bando republicano (bustos del general Miaja y de la Pasionaria respectivamente). También seguía productivo durante los años de la posguerra Josep Clarà.

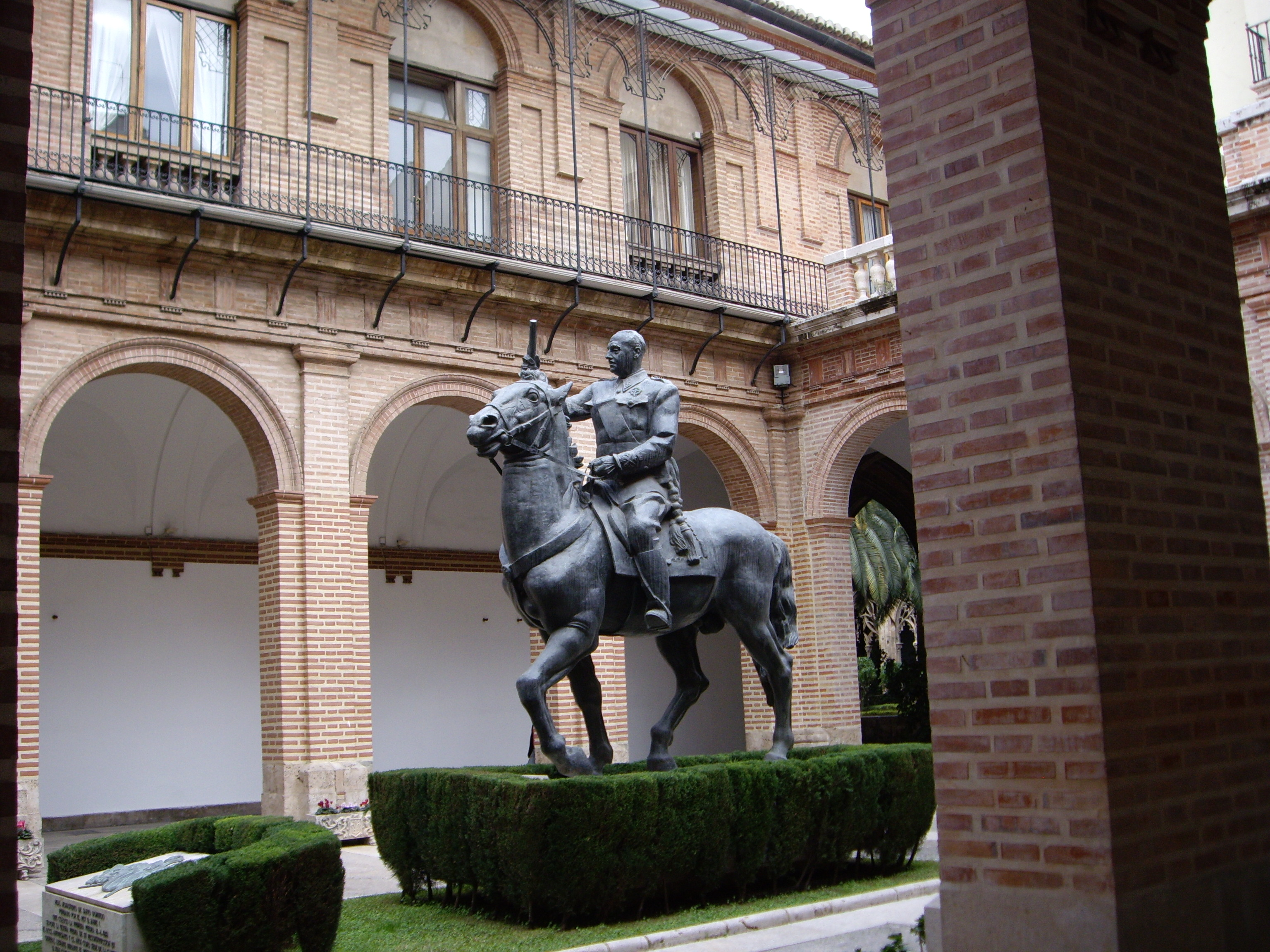
Estatua ecuestre de Franco (1964), de José Capuz (Valencia)[Nota 1]
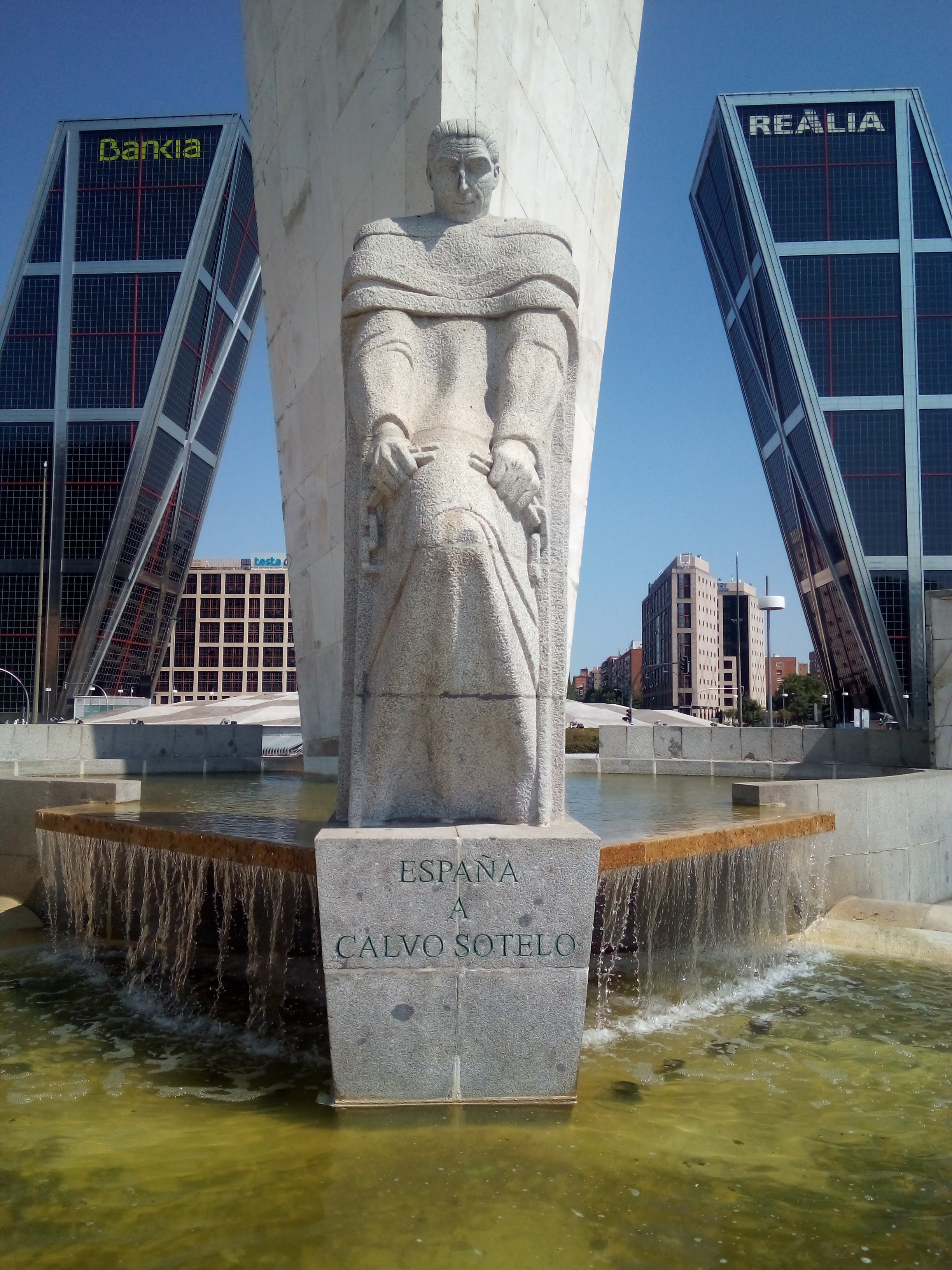
Monumento a Calvo Sotelo (1960), de Carlos Ferreira (Madrid, plaza de Castilla)
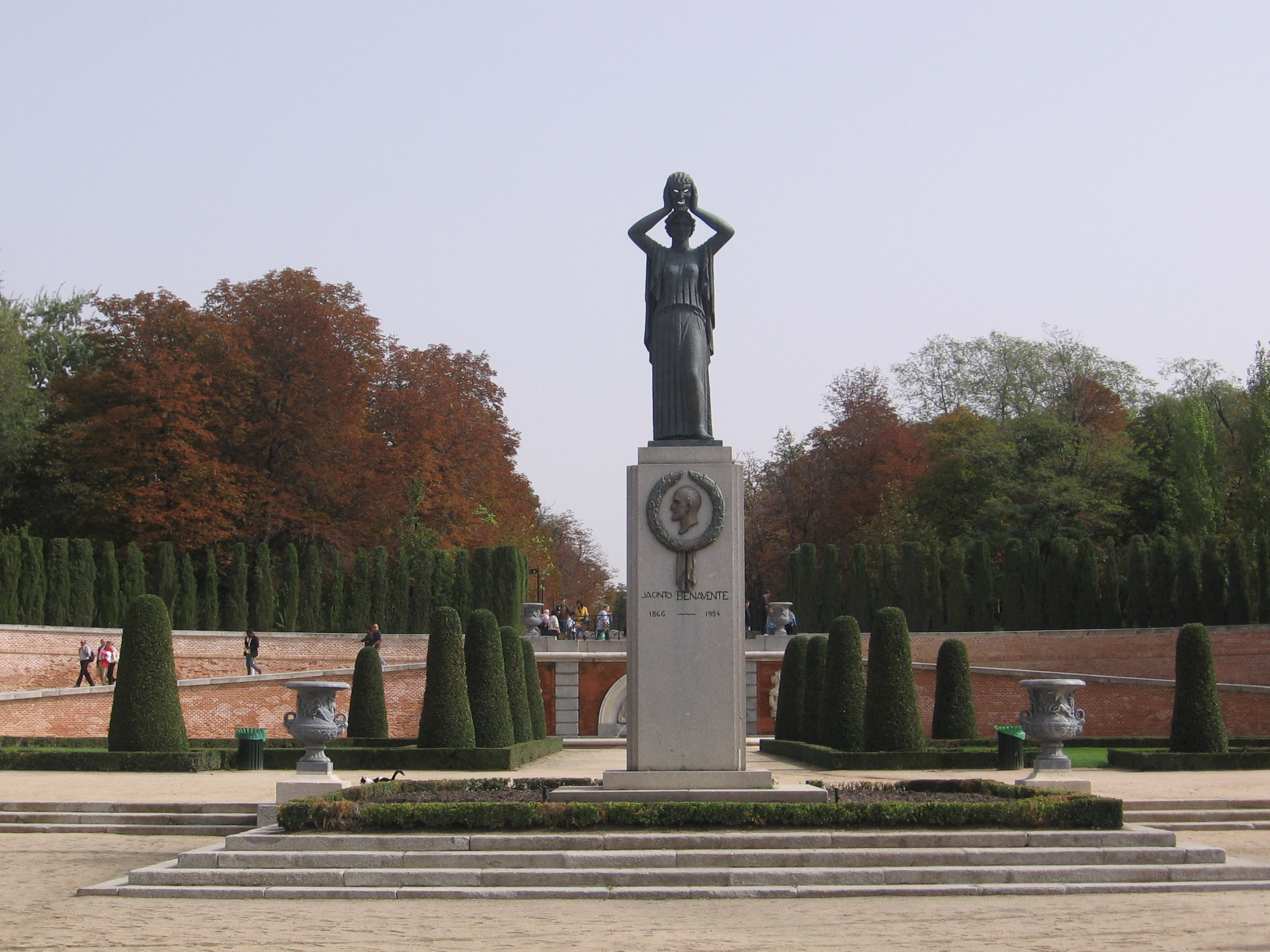
Monumento a Jacinto Benavente (1962), de Victorio Macho (Madrid, parque del Retiro)
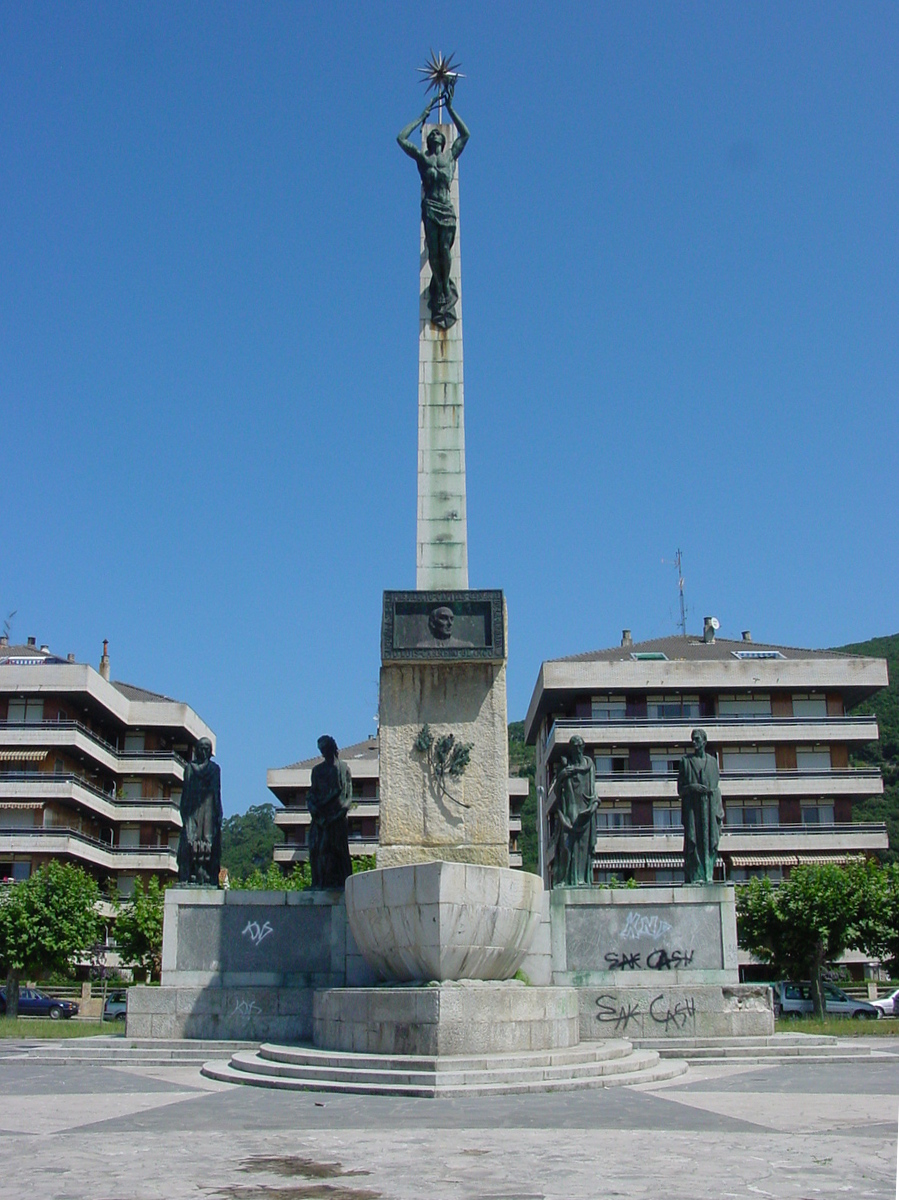
Monumento a Carrero Blanco (1976), de Juan de Ávalos (Santoña)

En la década de 1950 se produjo un renacer del arte español, con la llegada de la siguiente generación, que se lanzó a la innovación con obras expresionistas y abstractas, la llamada escultura abstracta española: Pablo Serrano (1908-1985),  Pablo Palazuelo (1915-2007), Eusebio Sempere (1923-1985), Martín Chirino (1925-2019) y Andreu Alfaro (1929-2012).  Destacó un núcleo vasco de escultores: Jorge Oteiza (1908-2003), Eduardo Chillida (1924-2002), Agustín Ibarrola (1930-2023), Néstor Basterretxea (1924-2014), Patxi Xabier Lezama (n. 1967)). En los años setenta, ya en plena Transición, la formación del Museo de Escultura al Aire Libre del Paseo de la Castellana en Madrid, significó todavía un escándalo cultural, centrado en las dificultades para exhibir La Sirena Varada de Chillida.

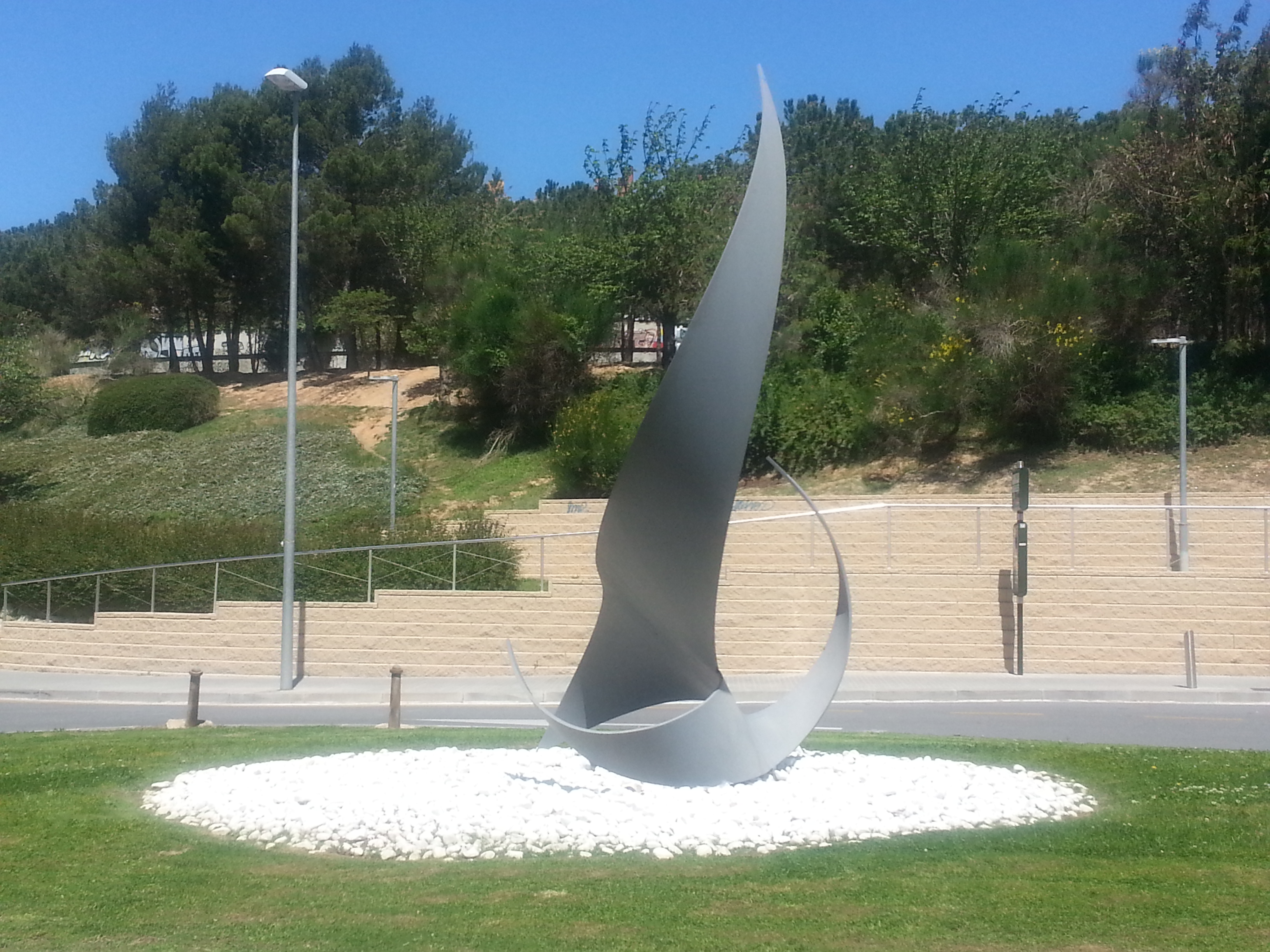
Camins_de_llibertat (o Al_vent (1965), de Andreu Alfaro (Sant Cugat del Vallès)
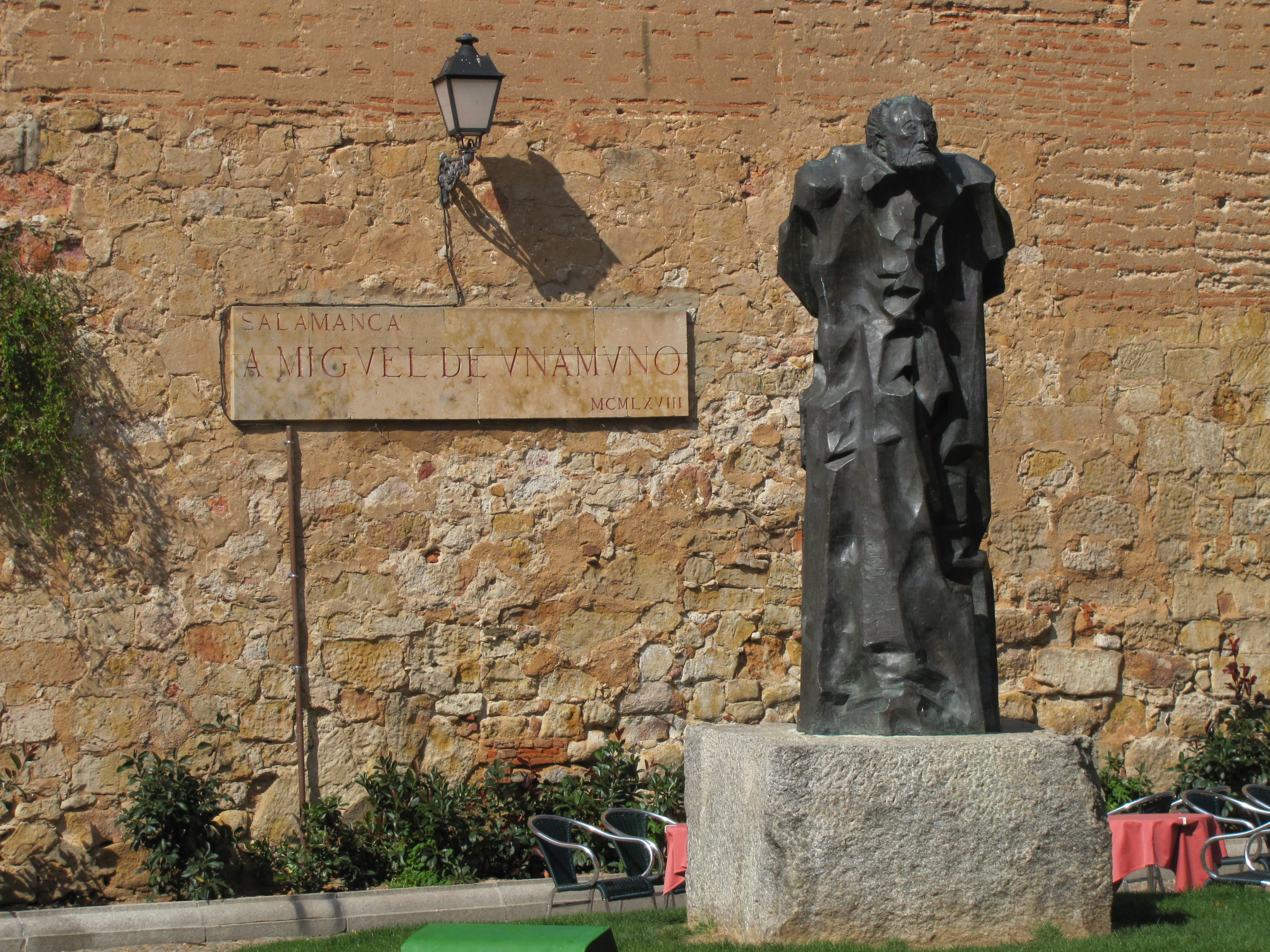
Monumento a Miguel de Unamuno (1968) de Pablo Serrano (Salamanca)
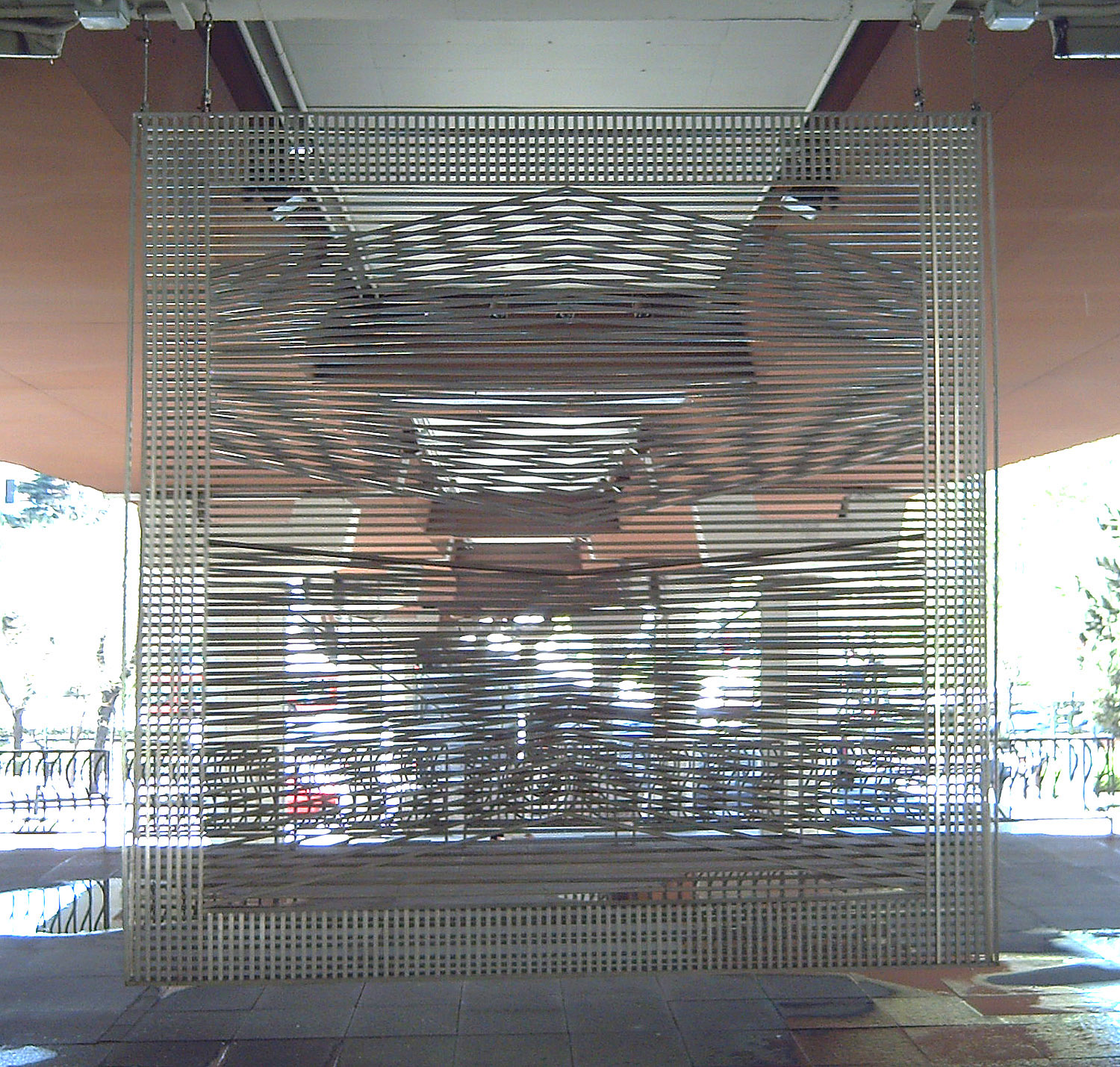
Móvil (1972), de Eusebio Sempere (Museo de Escultura al Aire Libre de La Castellana, Madrid)
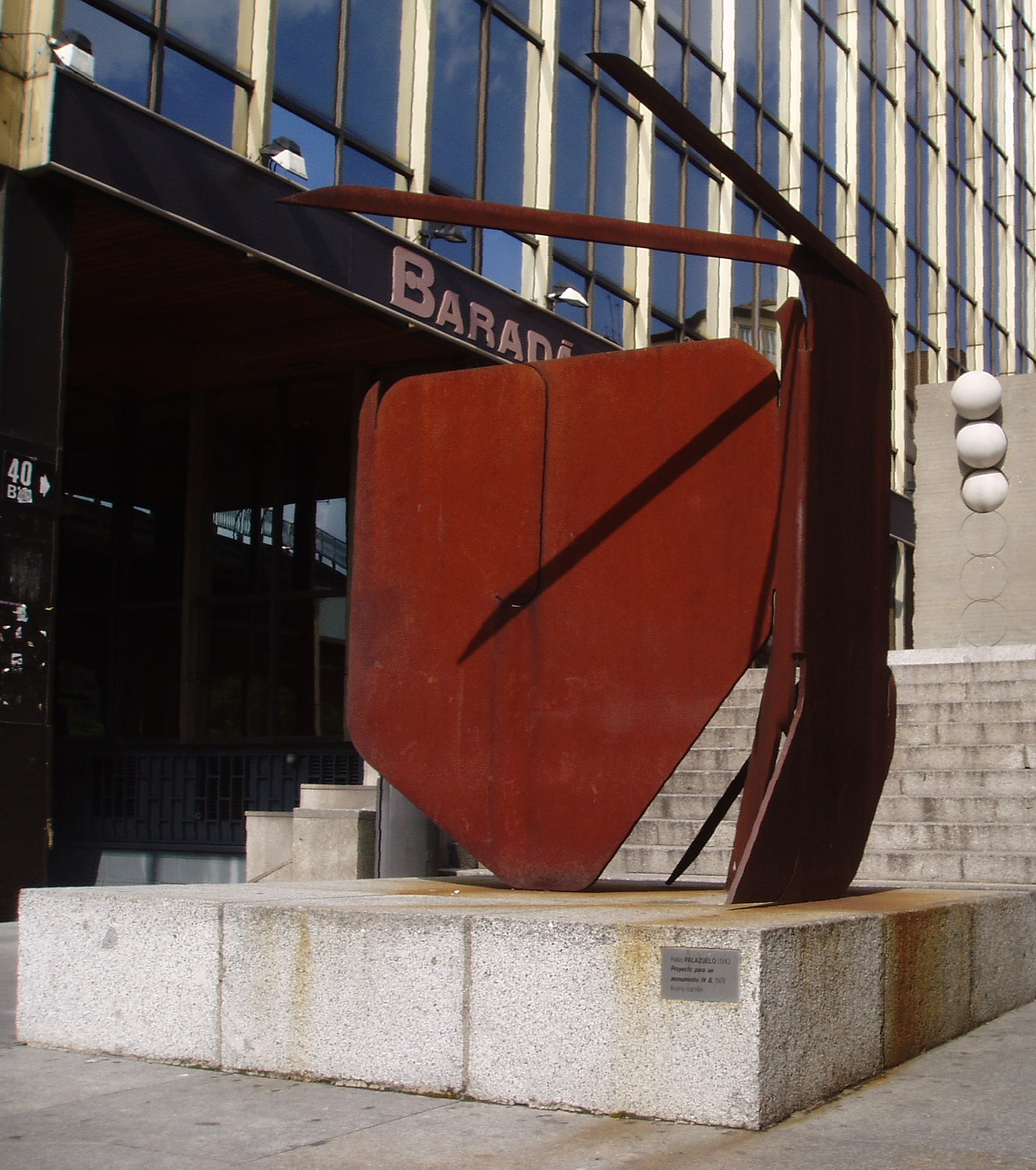
Proyecto para un monumento IV B (1978), de Pablo Palazuelo (Museo de Escultura al Aire Libre de La Castellana, Madrid)
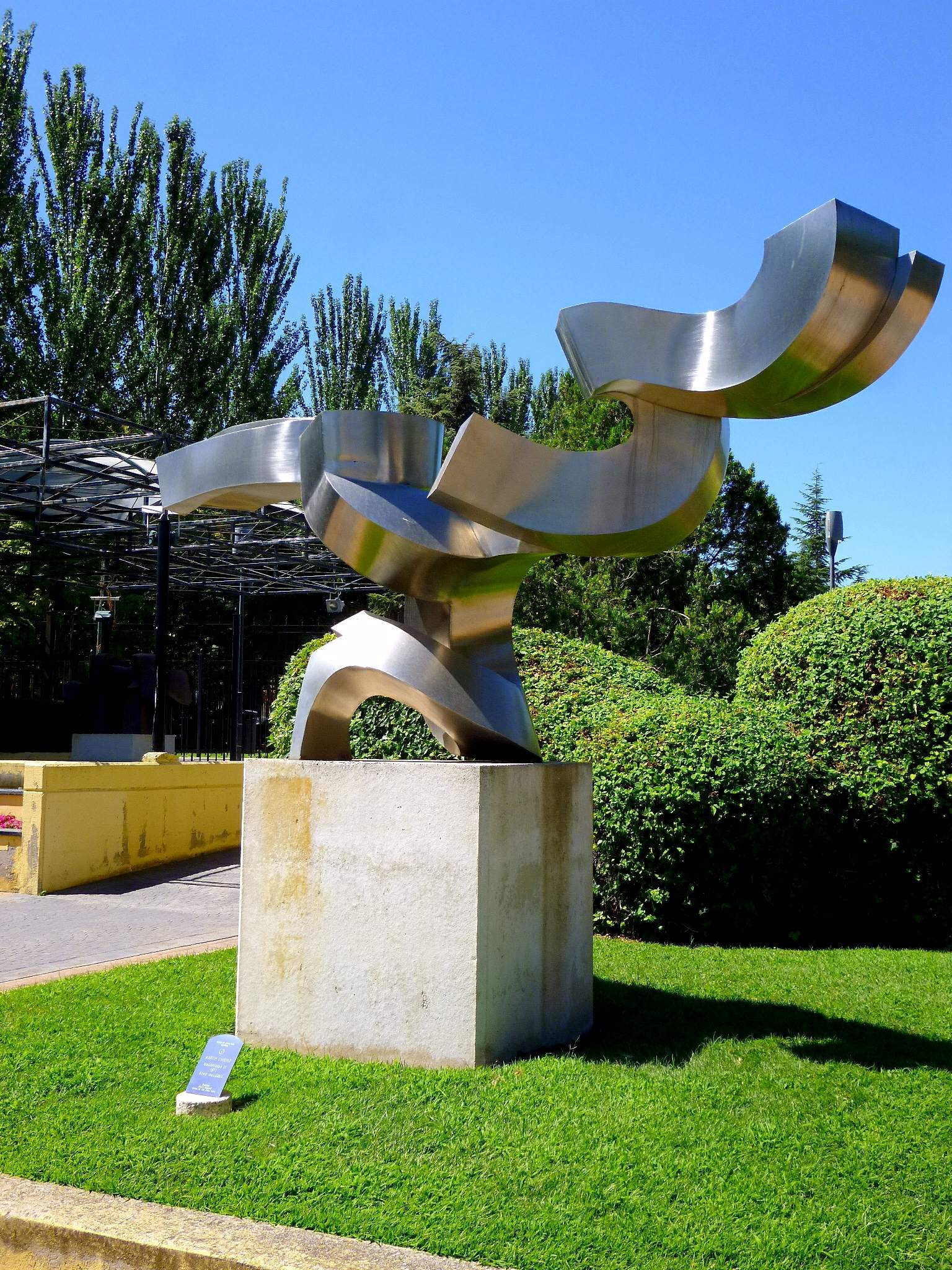
meditarranea-iii (1971), de Martín Chirino (Museo de Escultura de lewganes)

Esculturas la escuela vasca
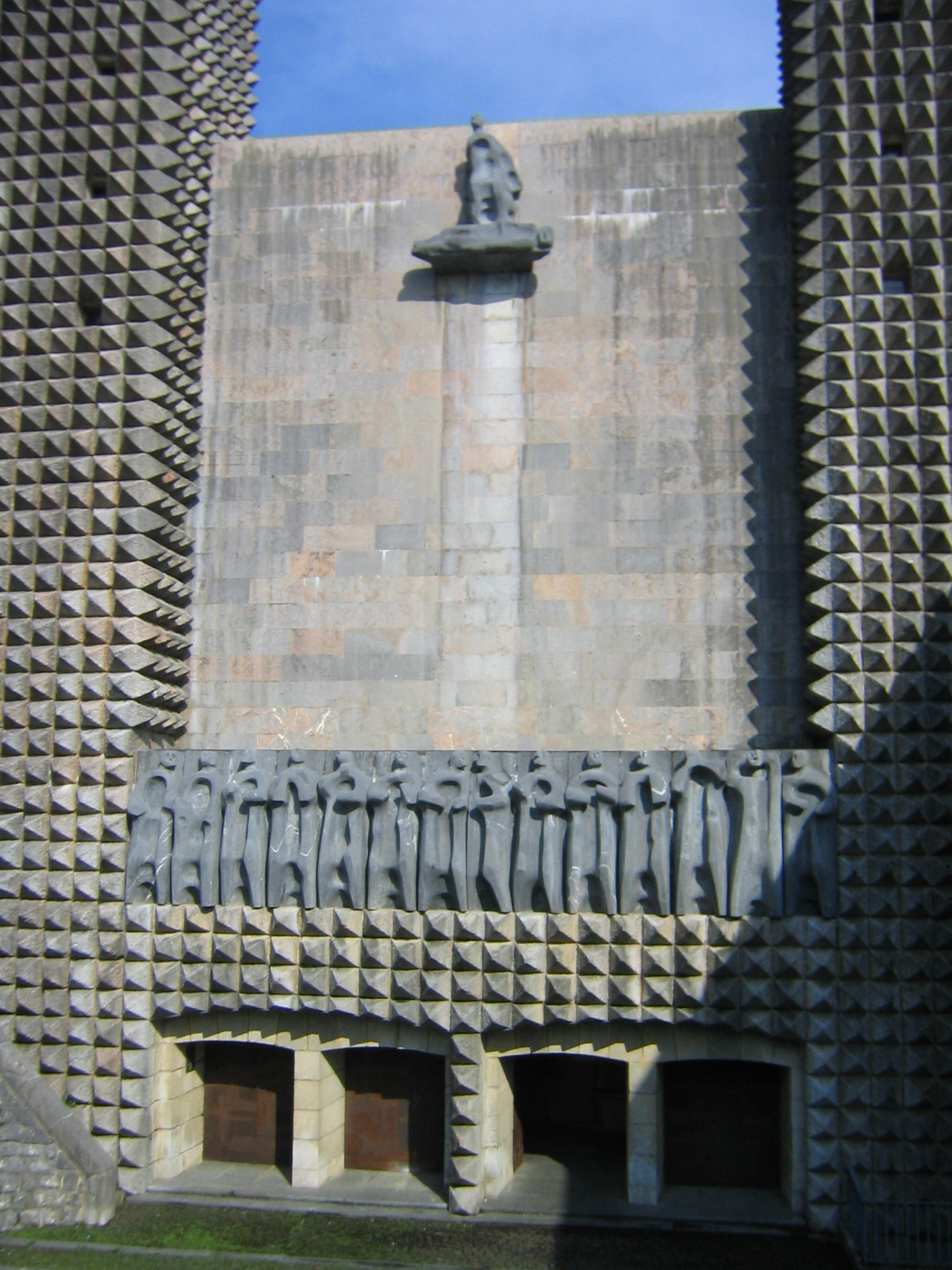
Friso del Santuario de Aránzazu (1950-1968), de Jorge Oteiza
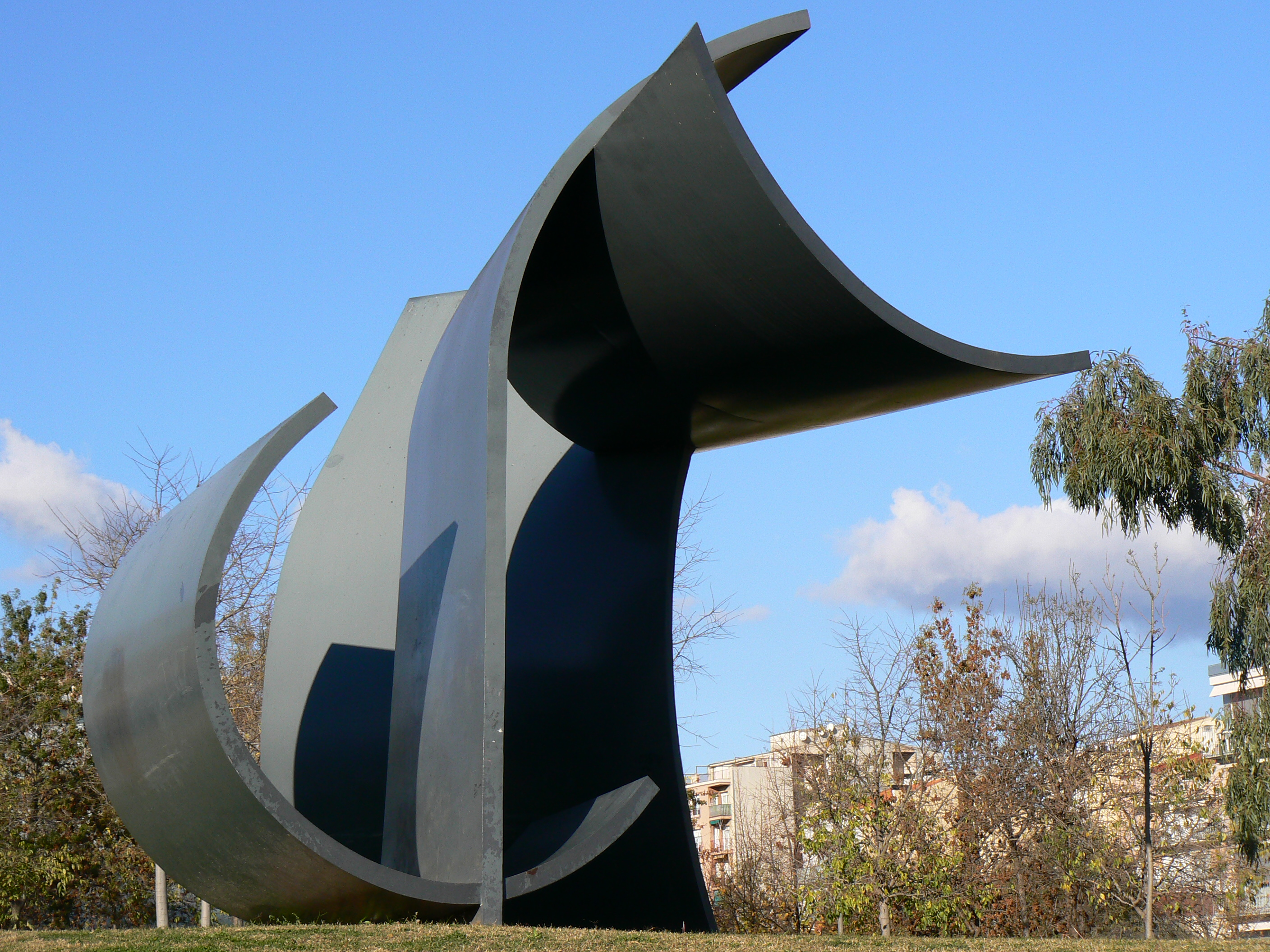
Homenaje a Malevitch (1999, sobre un original de 1957), de Jorge Oteiza (Tarrasa)
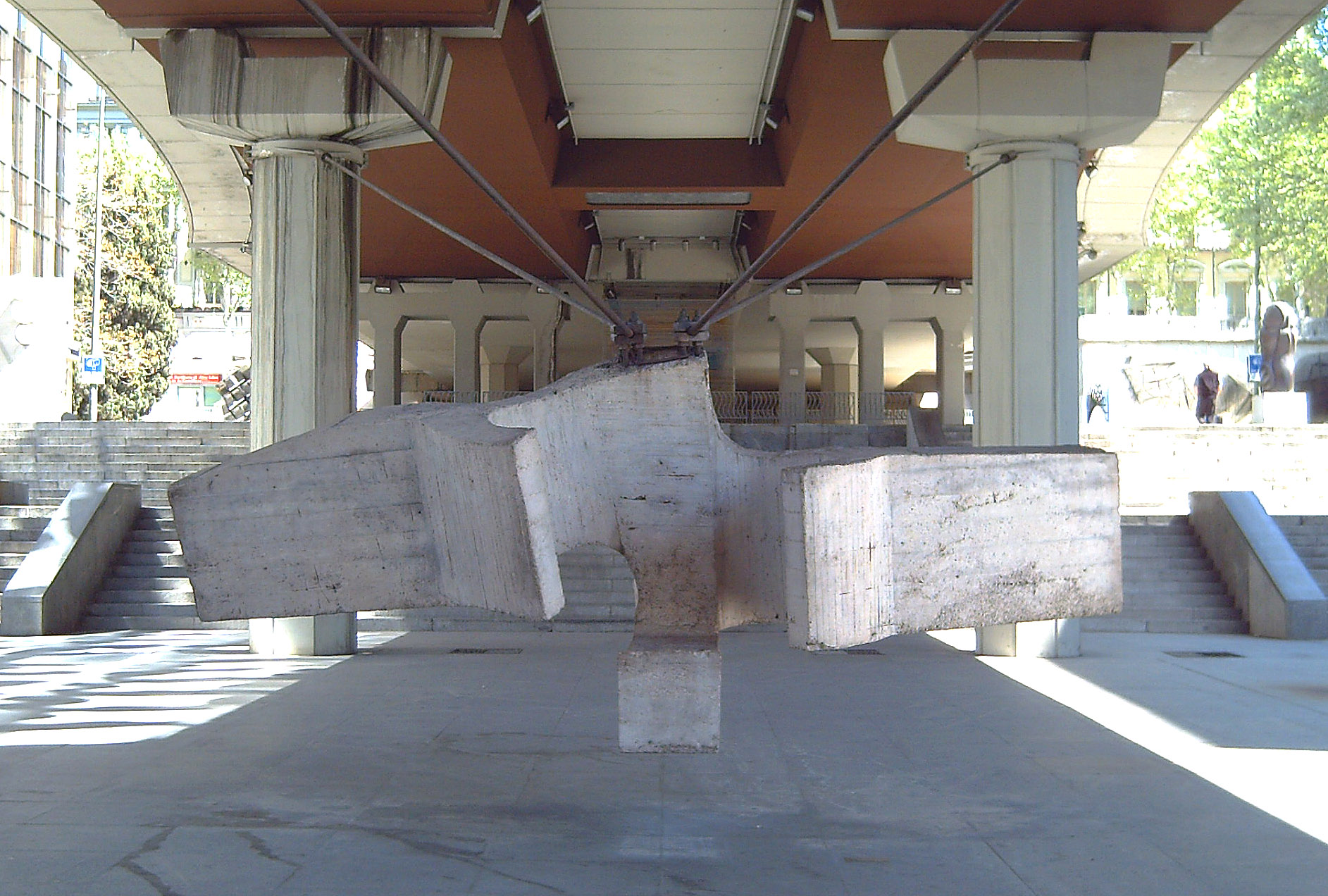
Sirena Varada (1972), de Eduardo Chillida (Museo de Escultura al Aire Libre de La Castellana, Madrid)

## Pintura y artes gráficas
La participación de artistas vinculados al bando nacional seleccionados por Eugenio d'Ors representando a España en la XXI Exposición Internacional de Arte de Venecia (junio de 1938) tuvo un impacto bastante discreto (seis pintores y cuatro escultores —incluyendo al portugués Lino Antonio y al uruguayo Pablo Mañé— de entre los que únicamente destacaba Zuloaga, que envió 28 obras y fue galardonado con el Gran Premio Benito Mussolini); en comparación con la admiración suscitada por los artistas vinculados al bando republicano en la Exposición Internacional de París de 1937, en cuyo pabellón (diseñado por Josep Lluís Sert y Luis Lacasa) se exhibieron el Guernica de Picasso, el Pagès de Miró, la Montserrat de Julio González, fotomontajes de Renau, etc. Sin impresionarse por ello, José María Pemán no se privó de hacer su propia comparación: los mejores, con nosotros. Curiosamente, el pabellón del Vaticano exhibía una espectacular Apoteosis de Santa Teresa de José María Sert, con lo que los dos Sert, tío y sobrino, representaron la división española.
Del mortecino ambiente artístico posterior a la guerra civil es muestra que uno de los certámenes más destacados fuera la IV Exposición Internacional de Arte Sacro (Vitoria mayo-agosto de 1939).
Los últimos años de tres grandes figuras de la pintura española del primer tercio del siglo: Ignacio Zuloaga, José María Sert y José Gutiérrez Solana (muertos los tres en 1945) pasaron oscuramente en la España de la posguerra.
Las estructuras oficiales de la pintura española en el franquismo estuvieron presididas por el academicismo (Fernando Álvarez de Sotomayor, director del Museo del Prado y de la Academia de Bellas Artes de San Fernando, también es un buen ejemplo Ricardo Macarrón, el retratista de mayor éxito social), pero no carecieron de reconocimiento pintores de trayectoria vanguardista anterior a la guerra, como Benjamín Palencia, Pancho Cossío o Daniel Vázquez Díaz; mientras que la llegada de Salvador Dalí en pleno aislamiento internacional (1949) fue celebrada como un logro por las autoridades y como una deserción por el exilio. Joan Miró optó por desarrollar su trabajo de forma discreta y sin transigir con ningún tipo de actividad que pudiera interpretarse como colaborativa con el régimen; lo que en cambio sí le permitía extender su fértil influencia en los jóvenes artistas plásticos (de forma equivalente al exilio interior del poeta Vicente Aleixandre). Maruja Mallo regresó a España discretamente en 1965. La estrategia de aperturas culturales del propio régimen incentivó el surgimiento de iniciativas estéticamente vanguardistas.
Una nueva generación de pintores desarrolló, de forma prácticamente simultánea a otros informalismos (expresionismo abstracto estadounidense, pintura matérica y tachismo franceses), el arte abstracto español o informalismo español, muy extendido geográficamente (con un núcleo catalán en torno al grupo Dau al Set —Antoni Tàpies, Modest Cuixart, Josep Tharrats y el crítico Juan Eduardo Cirlot—, otro madrileño en torno al grupo El Paso —Manolo Millares, Antonio Saura, Rafael Canogar, Luis Feito, Juana Francés, Manuel Viola y los escultores Pablo Serrano y Martín Chirino—, otro aragonés en torno al grupo Pórtico —Fermín Aguayo, Santiago Lagunas—, otro en Canarias, de donde provenían Millares y Chirino —César Manrique—, etc.) que Fernando Zóbel, Gerardo Rueda y Gustavo Torner consiguieron visibilizar en el Museo de Arte Abstracto Español de Cuenca. También hubo abstracción analítica (Equipo 57 —fundado en París por un grupo de escultores, pintores y arquitectos españoles: Oteiza, Ibarrola, Ángel Duarte—) La pintura figurativa no fue menos rupturista (Grupo Cántico de Córdoba, hiperrealismo —Antonio López, Eduardo Naranjo—, Estampa Popular —José Ortega, Ortega Muñoz, Rafael Zabaleta, Ricardo Zamorano, José Duarte, Alejandro Mesa, Antonio Saura, Agustín Ibarrola, Josep Guinovart, Albert Ràfols-Casamada—) llegando a lo explícitamente combativo (Juan Genovés), incluso desde presupuestos pop (Equipo Crónica). Inicialmente solo algunos galeristas, como Juana Mordó, confiaron en estos artistas. A medida que fueron obteniendo reconocimiento internacional (Bienal de Venecia, Bienal de Sao Paulo), incluso las instituciones más próximas al régimen, como las grandes empresas y la Fundación Juan March, se convencieron de lo conveniente y poco arriesgado que había pasado a ser mostrar su apoyo a los nuevos movimientos plásticos.
A pesar de la convocatoria de algunos certámenes que acogían muestras de los artistas más innovadores (Bienal Hispanoamericana de Arte —Madrid, 1951—, Semana de Arte Abstracto —Santander, 1953—, precedidas ambas por la Semana Internacional de Arte Contemporáneo convocada en el entorno de la Escuela de Altamira —Santillana del Mar, 1950—); la identificación del arte contemporáneo español con un arte estéticamente moderno plenamente asimilado no recibió una clara sanción institucional hasta el final del periodo franquista. El Museo de Arte Moderno (que ocupaba los bajos de la Biblioteca Nacional) dividió sus fondos, pasando los del siglo XIX a ser expuestos en el Casón del Buen Retiro y los del XX a denominarse Museo Español de Arte Contemporáneo (directores José Luis Fernández del Amo y Fernando Chueca Goitia), que terminaron por ocupar en 1975 un gran edificio racionalista de la Ciudad Universitaria (posteriormente se volvieron a trasladar éstos al Centro Reina Sofía, donde también terminaría fijándose el destino definitivo del Guernica de Picasso, llegado a España en 1981). Ya en 1963 se había inaugurado el Museo Picasso de Barcelona; mientras que hasta 1974 no se abrió el Museo Dalí y hasta 1975 no se abrió la Fundación Joan Miró.

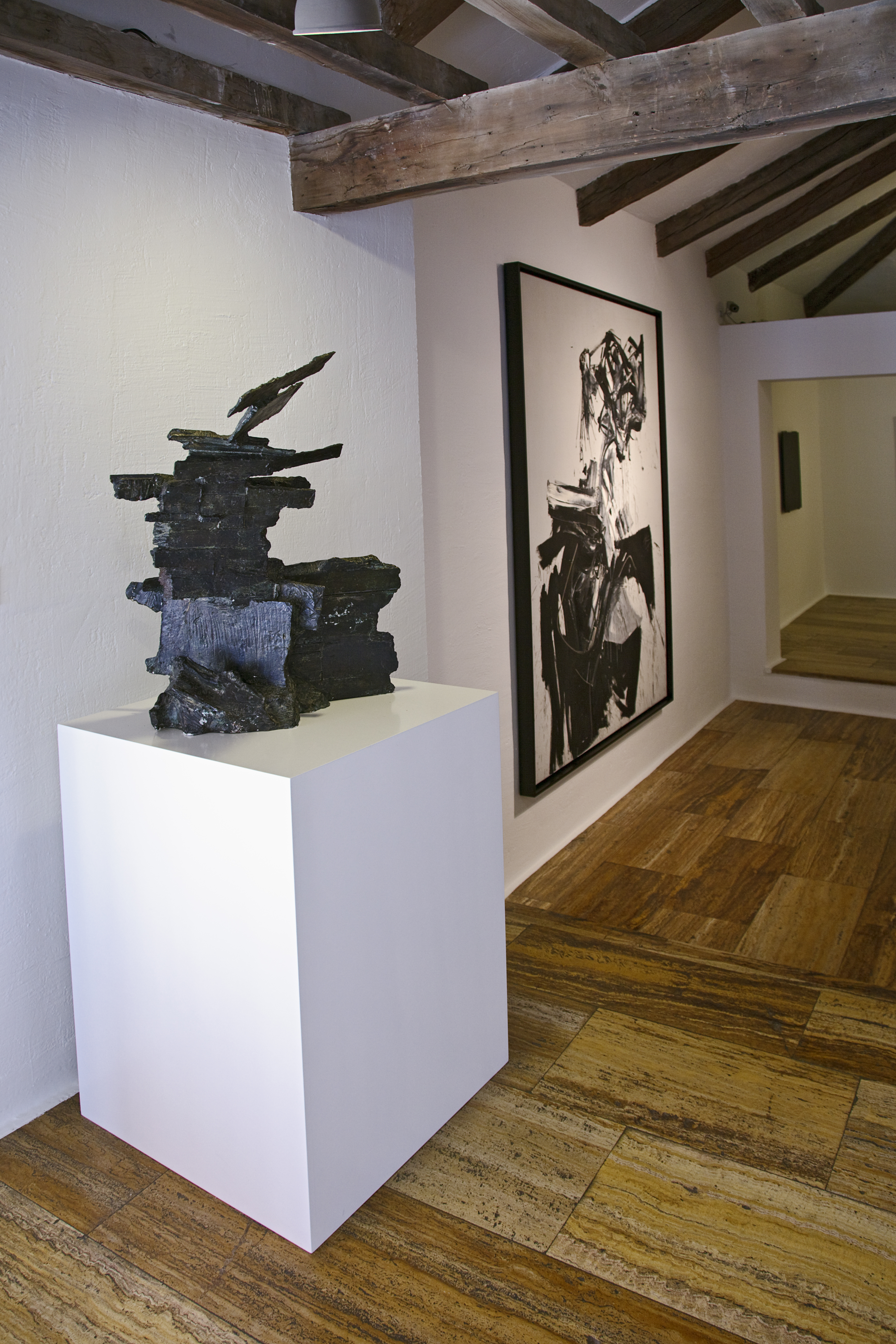
Sala del Museo de Arte Abstracto Español, inaugurado en 1966 (Cuenca).
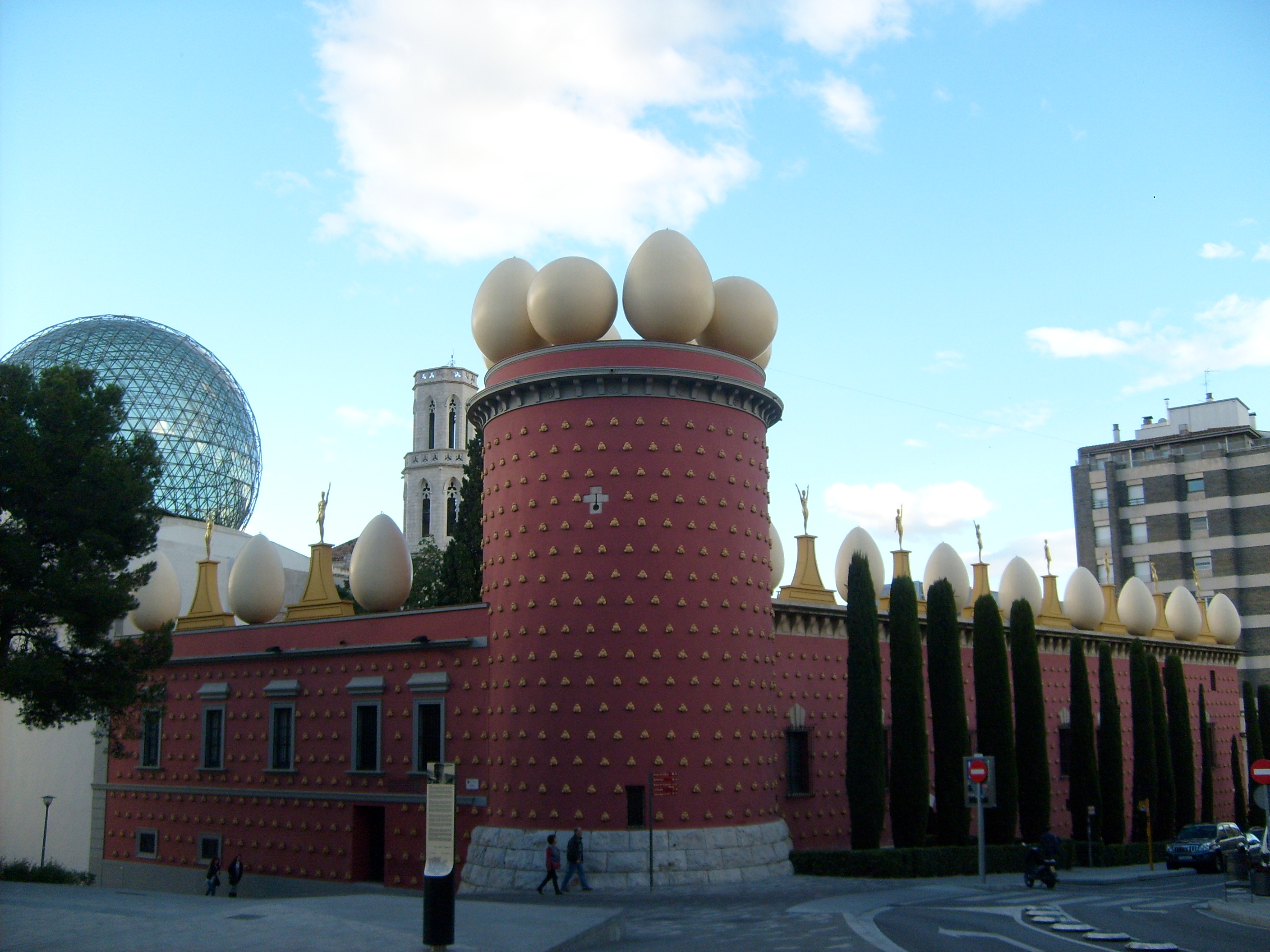
Museo Dalí, inaugurado en 1974 (Figueras).
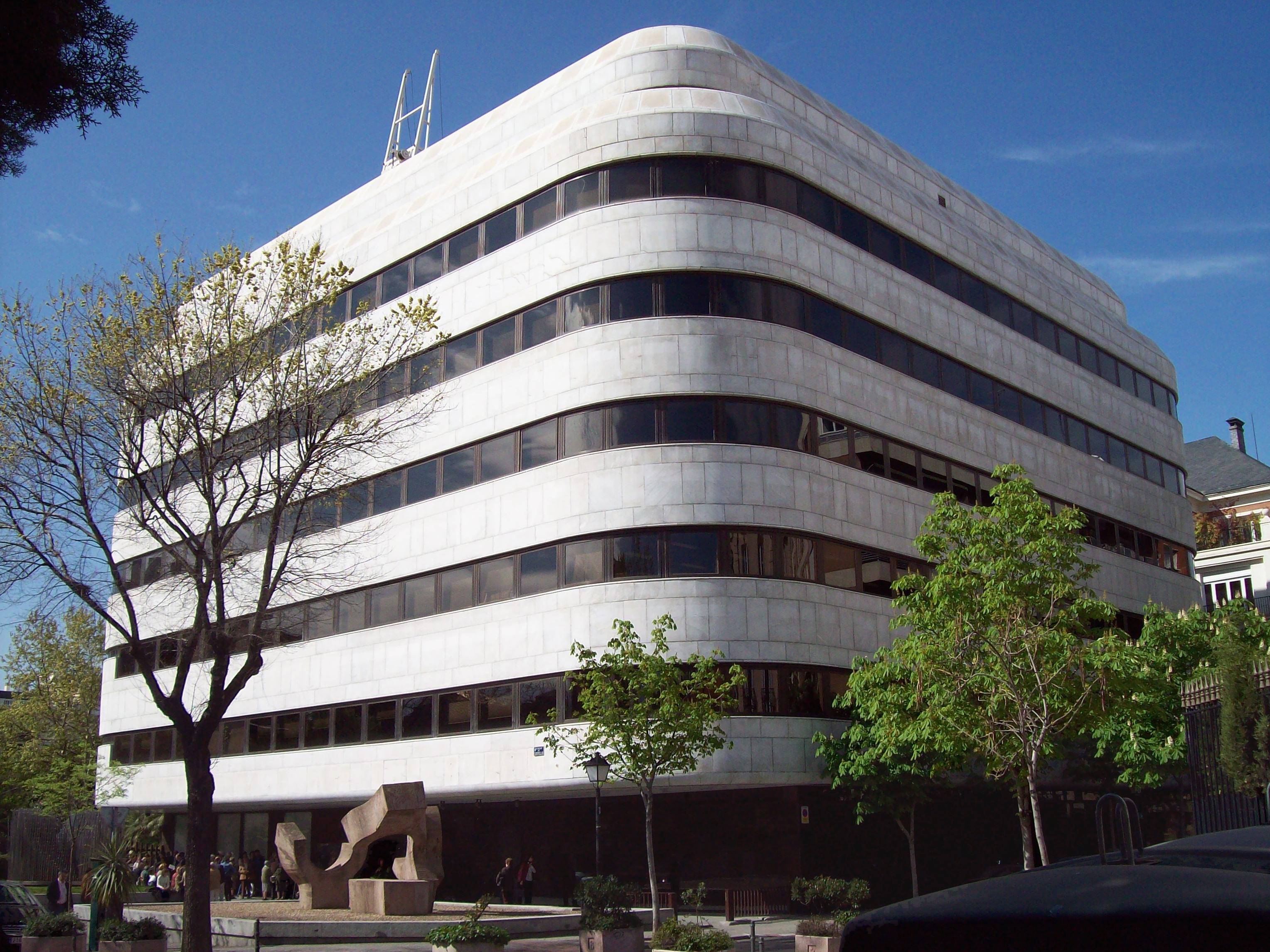
Sede de la Fundación Juan March, inaugurada en 1975 (Madrid).
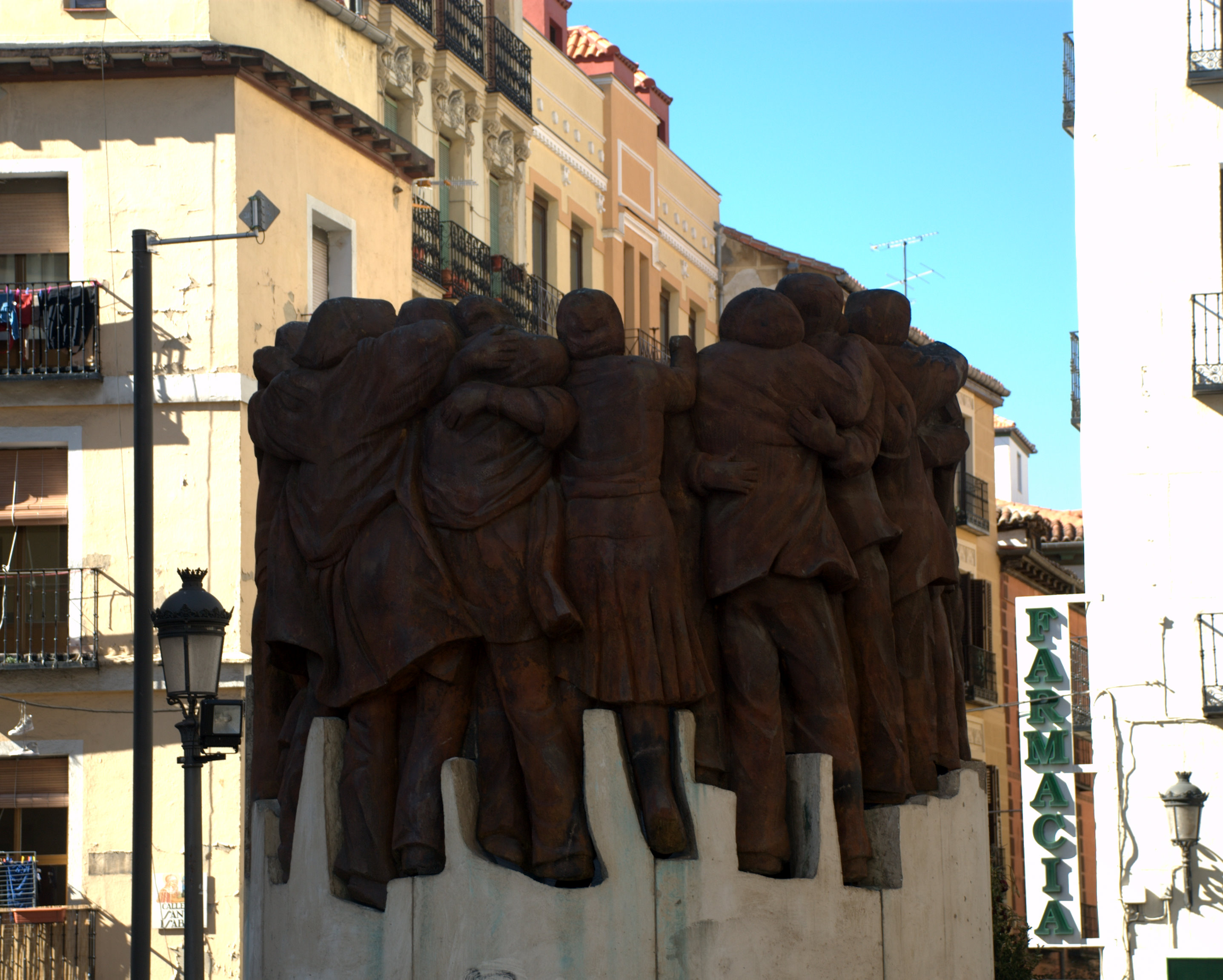
Monumento a los Abogados de Atocha (2003), basado en la obra pictórica El Abrazo, de Juan Genovés (1976), que había sido utilizada como cartel de la Junta Democrática en favor de la amnistía, a consecuencia de lo cual el autor fue detenido.

El cartelismo español fue extraordinariamente importante en ambos bandos de la guerra civil. En el nacional destacaron Teodoro y Álvaro Delgado, José Caballero, Juan Antonio Acha, Jesús Olasagasti y Carlos Sáenz de Tejada, que en la posguerra continuaron publicando en Vértice y otros medios y también desarrollaron carreras de éxito como pintores (varios de ellos, junto con otros artistas —Juan Antonio Morales, José Romero Escassi, Pedro Pruna, Pedro Bueno, Emilio Aladrén—, trabajaron dirigidos por Juan Cabanas en el Departamento de Plásticas, Sección de Información y Propaganda de la Vicesecretaría de Educación Popular de Falange). Además de la ilustración, el muralismo fue un campo de expresión privilegiado para la pintura más explícitamente imperial (Sáez de Tejada, Reque Meruvia).

### Productos de gran consumo
En la posguerra española subsistió una presencia de profesionales de las artes gráficas, procedentes de ambos bandos, que permitieron la pujante producción editorial del cómic en España. Su temática era inequívocamente afín al régimen (Flechas y Pelayos, Roberto Alcázar y Pedrín, El Guerrero del Antifaz, etc.); retrospectivamente se ha interpretado como un escapismo social (junto a la novela rosa —Rafael Pérez y Pérez, Corín Tellado— y las novelas del oeste —Marcial Lafuente Estefanía—, los seriales radiofónicos —Lo que no muere, Ama Rosa, Simplemente María, Luisa Alberca, Guillermo Sautier Casaseca, Celia Alcántara— el Consultorio de Elena Francis, la canción española, el cine español y otros espectáculos —pan y fútbol—) y una de las bases de la educación sentimental de todos los jóvenes, fuera cual fuera su posterior trayectoria, incluidos los que se alinearon con la oposición al franquismo. La revista satírica La Codorniz (1941-1978), que surgió de la experiencia de La Ametralladora (revista humorística del bando nacional durante la guerra civil) en torno a personalidades a las que no podía acusarse de opositores al régimen (Miguel Mihura, Álvaro de la Iglesia), fue un medio para publicar dibujos y textos que sorteaban la censura, y fue un semillero de humoristas gráficos de prensa (Mingote, Forges, Máximo) y de experiencias posteriores aún más conflictivas (Hermano Lobo —Chumy Chúmez, Perich, Summers, Ops— 1972-1976).

## Música culta y popular
Además del veterano Joaquín Turina (muerto en 1949), Joaquín Rodrigo fue la figura más importante de la música culta española del franquismo (Concierto de Aranjuez, 1940). Asimismo, también dispuso de directores de la talla de Ataúlfo Argenta, e intérpretes excepcionales como Nicanor Zabaleta (arpa), Narciso Yepes y Andrés Segovia (guitarra española). Los compositores rupturistas de la generación del 51 (Cristóbal Halffter, Carmelo Bernaola, Luis de Pablo), no alcanzaron reconocimiento público hasta muchos años más tarde. La danza española se codificó con Vicente Escudero (Decálogo del buen bailarín, 1951), y se desarrolló con artistas de la talla de Carmen Amaya, Antonio el Bailarín y Antonio Gades.
Con la formación del primer Gobierno Regular se establecieron distintos Servicios Nacionales. Entre ellos, el Servicio Nacional de Bellas Artes, dirigido por Eugenio d´Ors a través del que se abordó la cultura y la vida musical española desde ámbitos distintos. Se nombró a Manuel de Falla director del Instituto Español (aunque este rechazó el cargo) y se aplicó una lectura más nacionalista a su obra.  Se realiza un nuevo intento de creación de la ópera nacional y, con ello, resurge una brillante generación de cantantes de ópera (Victoria de los Ángeles, Alfredo Kraus, Pedro Lavirgen, Montserrat Caballé). Toda la actividad musical del país se encontraba regida por el organigrama definido desde estos Servicios Nacionales.
Los folklores regionales fueron revitalizados a través del extenso trabajo de rescate y recopilación de Coros y Danzas (Sección Femenina de Falange); y de esfuerzos individuales como el del dulzainero segoviano Agapito Marazuela. La música popular estuvo presidida por la denominada canción española, en la que intérpretes como Imperio Argentina, Concha Piquer, Juanita Reina, Juanito Valderrama o Lola Flores ponían voz a la obra de compositores y poetas de extraordinaria calidad, como Quintero, León y Quiroga. Además de las folclóricas o tonadilleras, los protagonistas de la canción ligera más del gusto del Caudillo y su esposa acudían a las galas benéficas y a las recepciones presididas por éstos; no obstante muchos han procurado distanciarse posteriormente (Sara Montiel, Marisol, Rocío Dúrcal, Manolo Escobar, Rosa Morena, Rafael, Julio Iglesias, Víctor Manuel, etc.)
El jazz en España se desarrolló en un entorno minoritario y elitista. La introducción de la denominada música moderna o juvenil a partir de los años 60 (pop y rock) comenzó de forma minoritaria e incluso, a medida que se expandía, fue ridiculizada (Conchita Velasco y Tony Leblanc interpretando «Chica ye ye», en Historias de la televisión de Sáenz de Heredia, 1965; gestión de la visita de The Beatles, 1965); pero se procuró su integración en los cauces de la industria discográfica (canciones del verano, participación en el festival de Eurovisión —ganado en 1968 por Massiel con una canción del Dúo Dinámico que se impidió cantar en catalán a Joan Manuel Serrat—, vinculación a la música clásica —Himno de la Alegría de Waldo de los Ríos y Miguel Ríos, 1969—). La canción protesta o de cantautores fue utilizada como un mecanismo de oposición (Els Setze Jutges —entre los que se contaban Joan Manuel Serrat, Maria del Mar Bonet y Lluís Llach—, Luis Eduardo Aute, Rosa León, Raimon, Cecilia, Paco Ibáñez, Chicho Sánchez Ferlosio —hijo del falangista Sánchez Mazas y hermano del novelista de los 50—).

Las canciones no mienten.
Manuel Vázquez Montalbán, Crónica sentimental de España

Victoria de los Ángeles
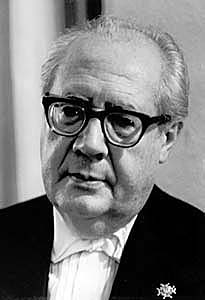
Andrés Segovia
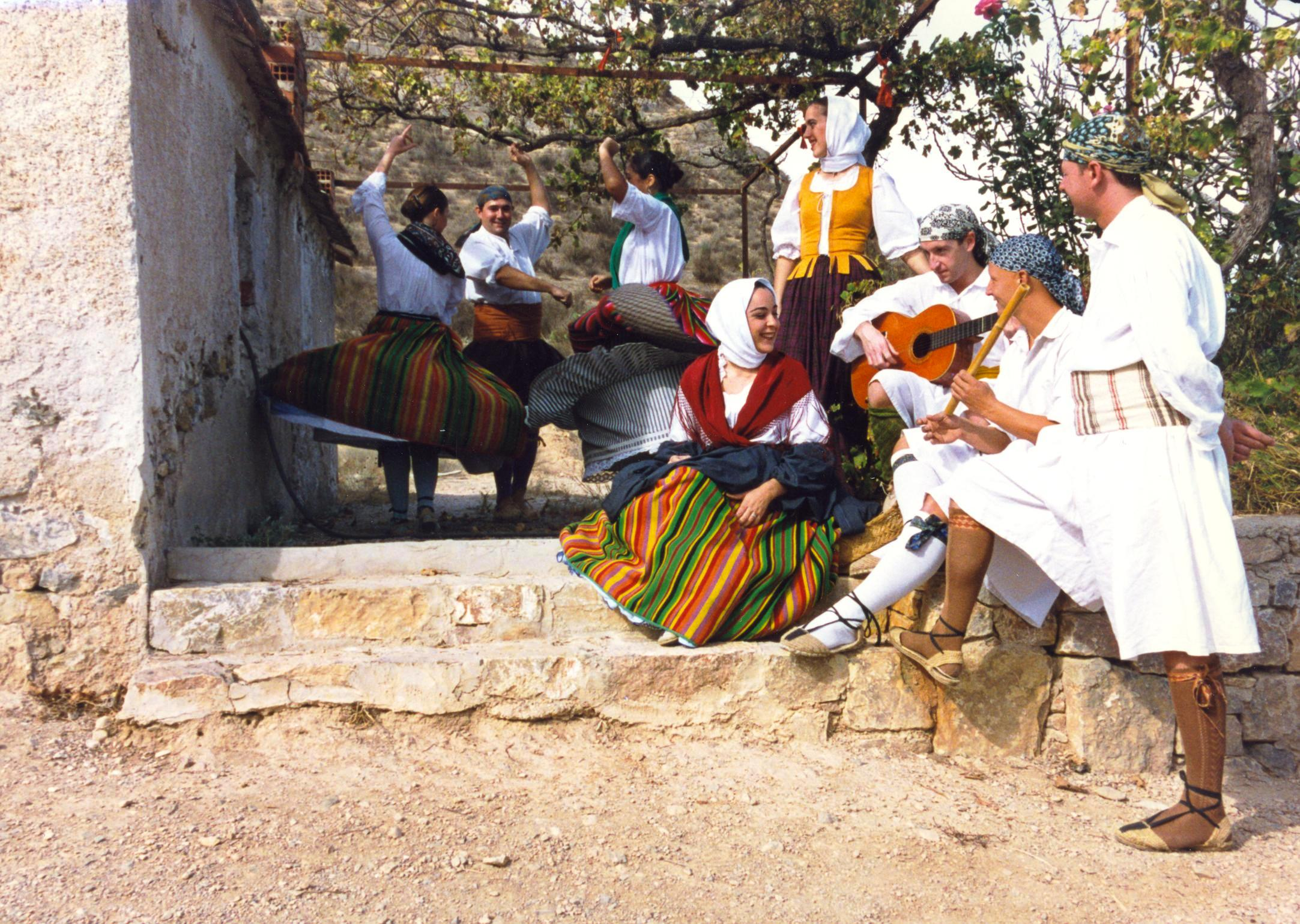
Agrupación de Coros y Danzas de Santomera
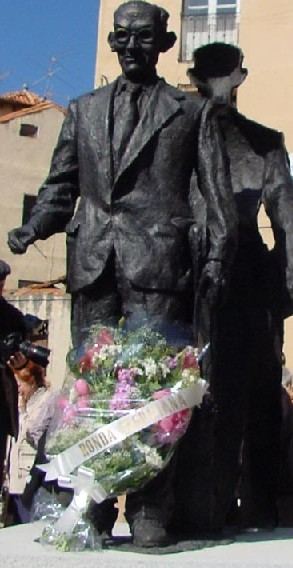
Monumento a Agapito Marazuela
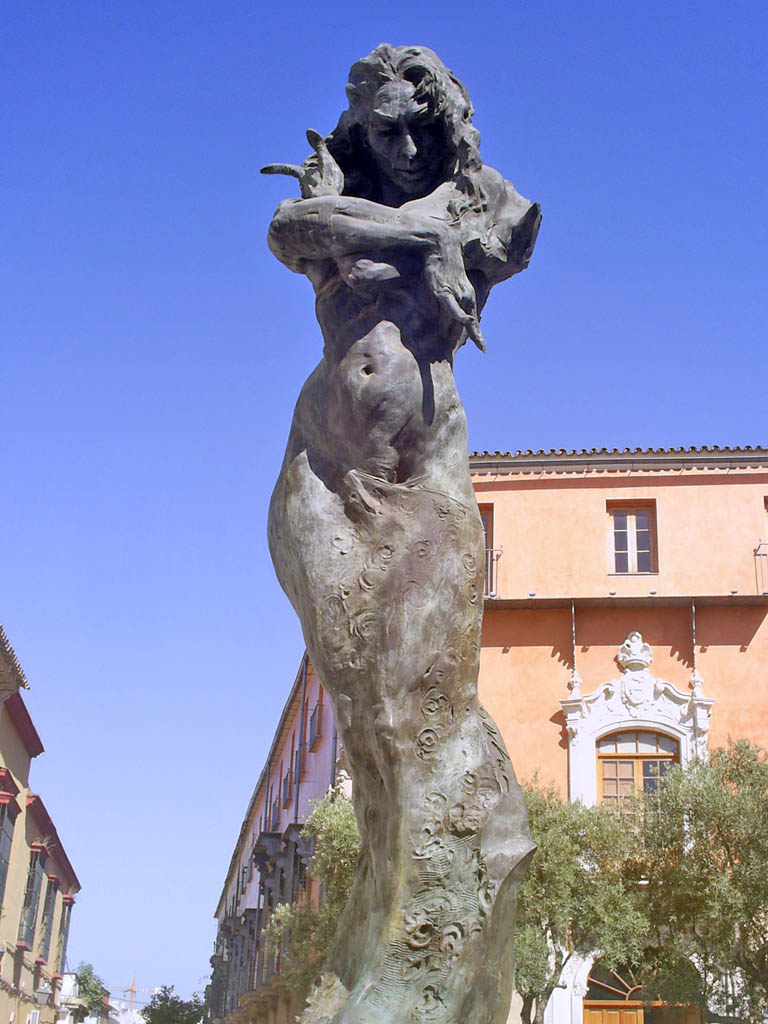
Monumento a Lola Flores
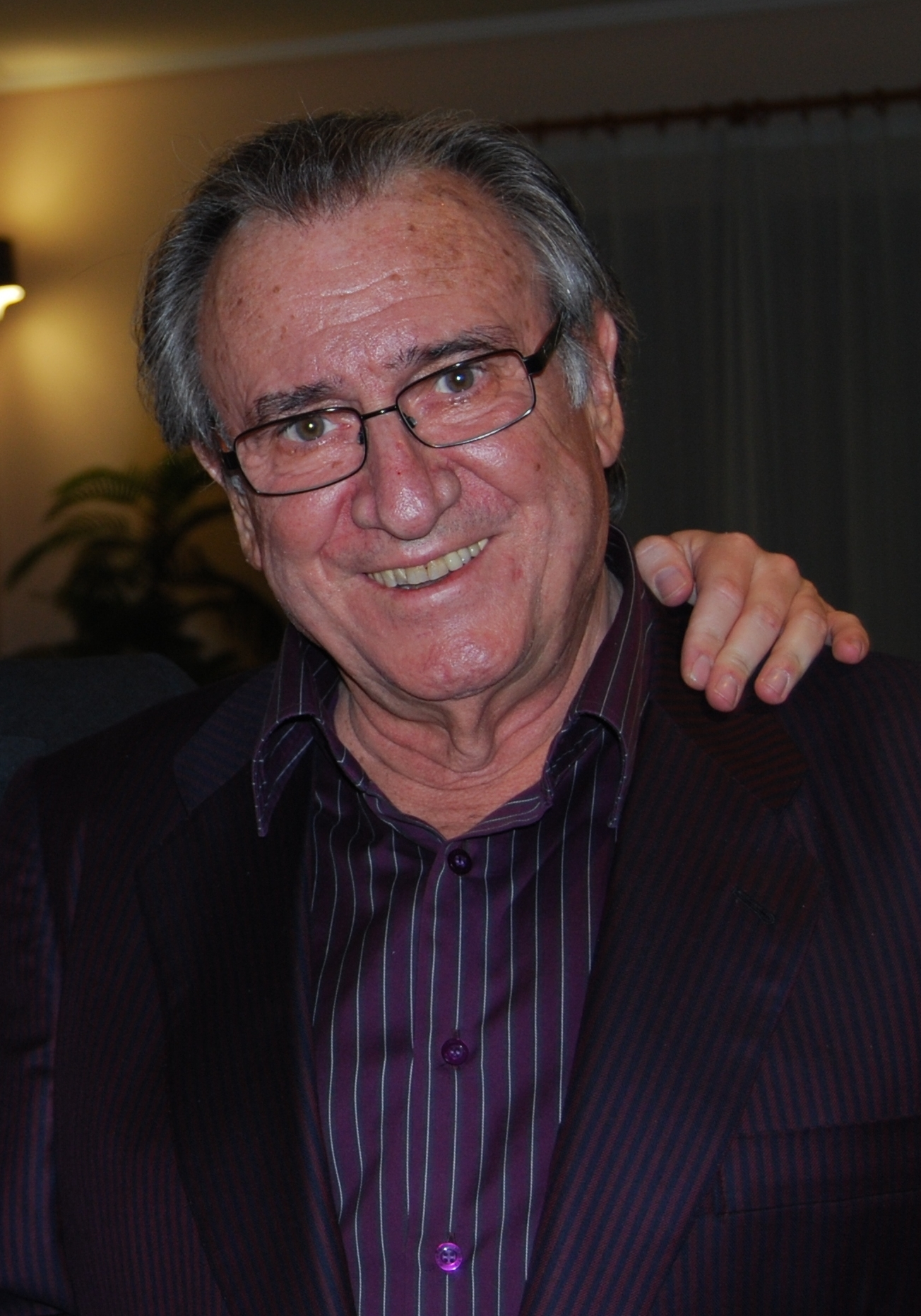
Manolo Escobar
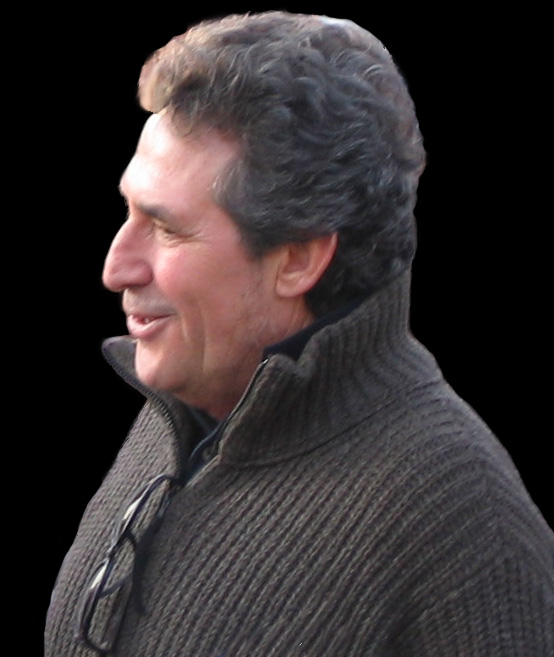
Miguel Ríos
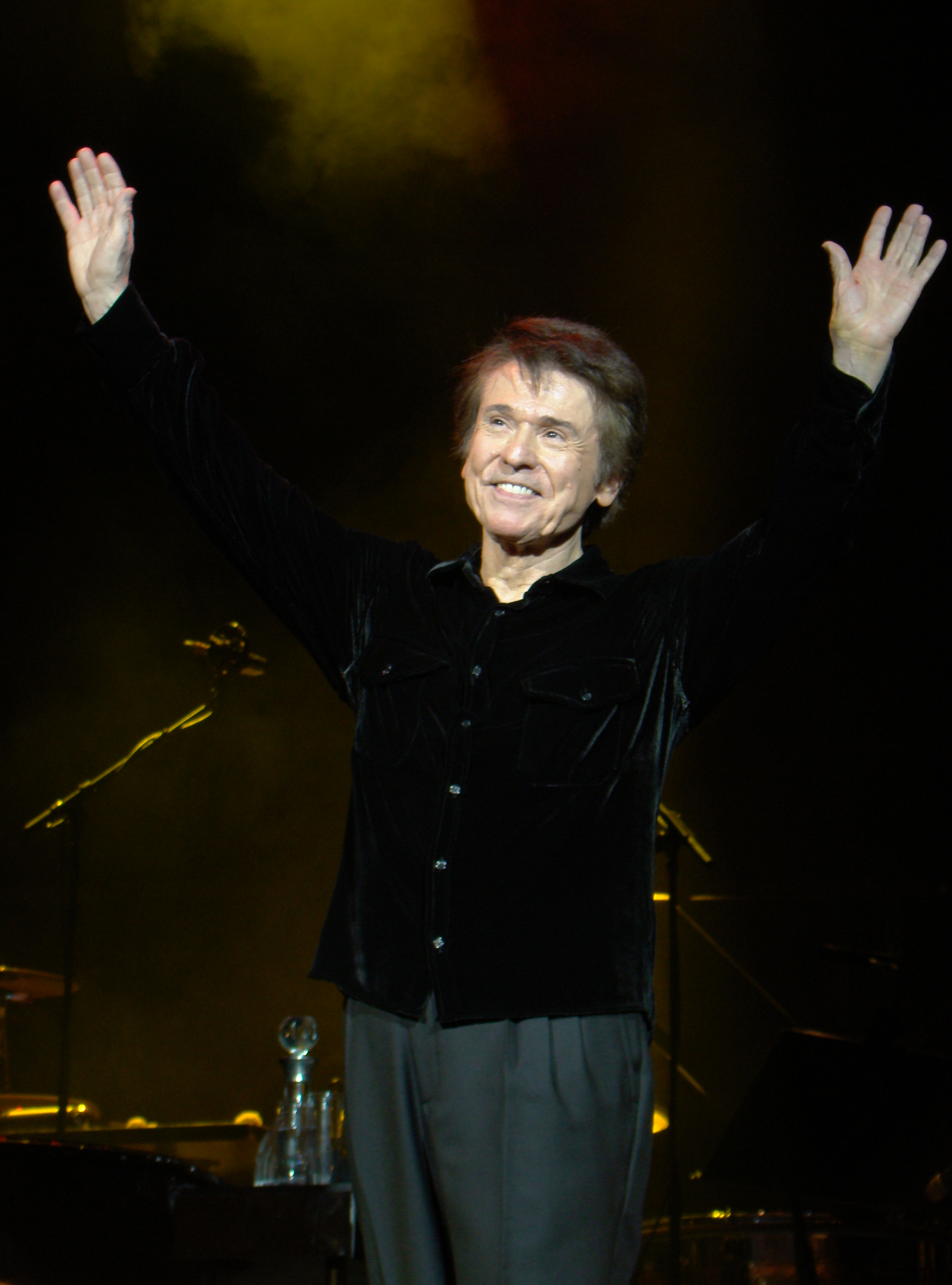
Raphael
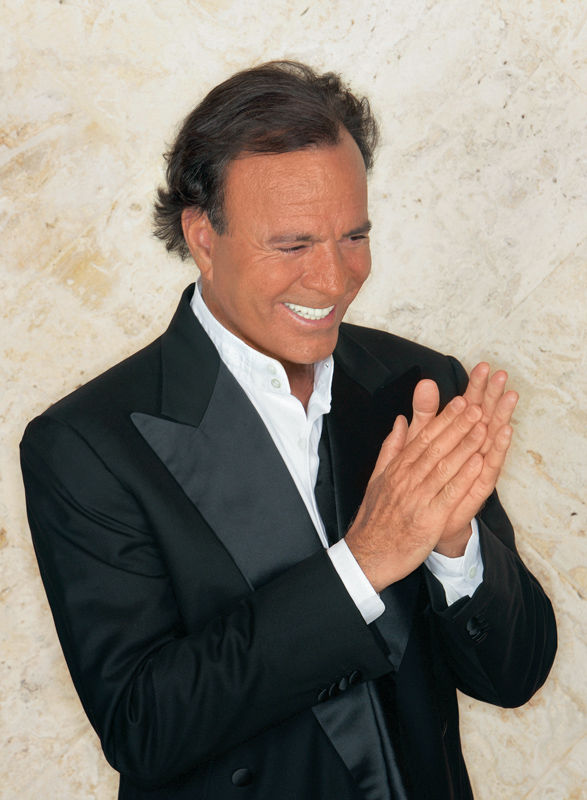
Julio Iglesias
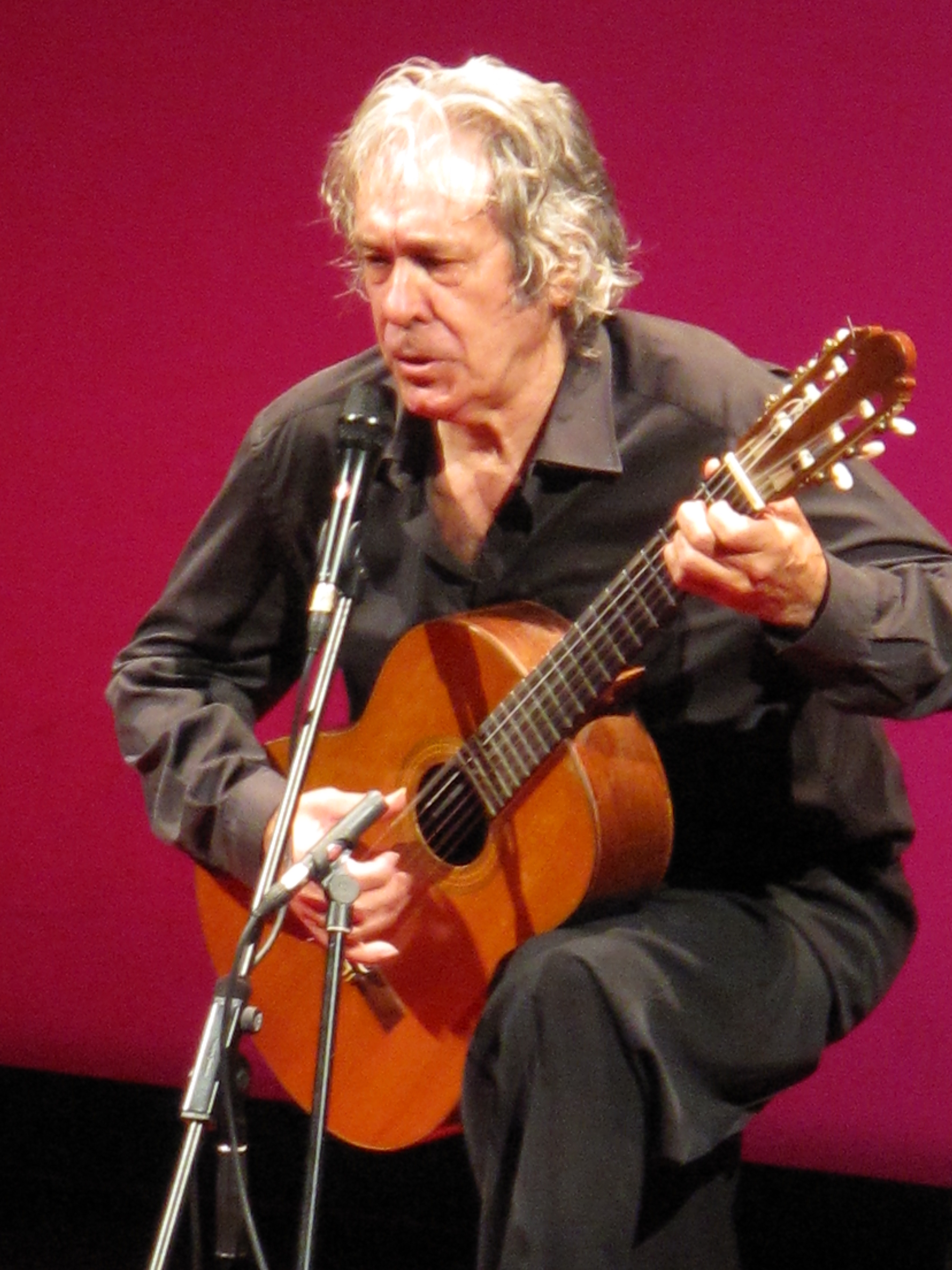
Paco Ibáñez
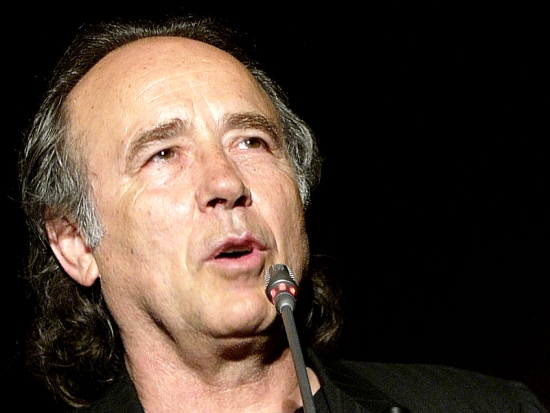
Joan Manuel Serrat
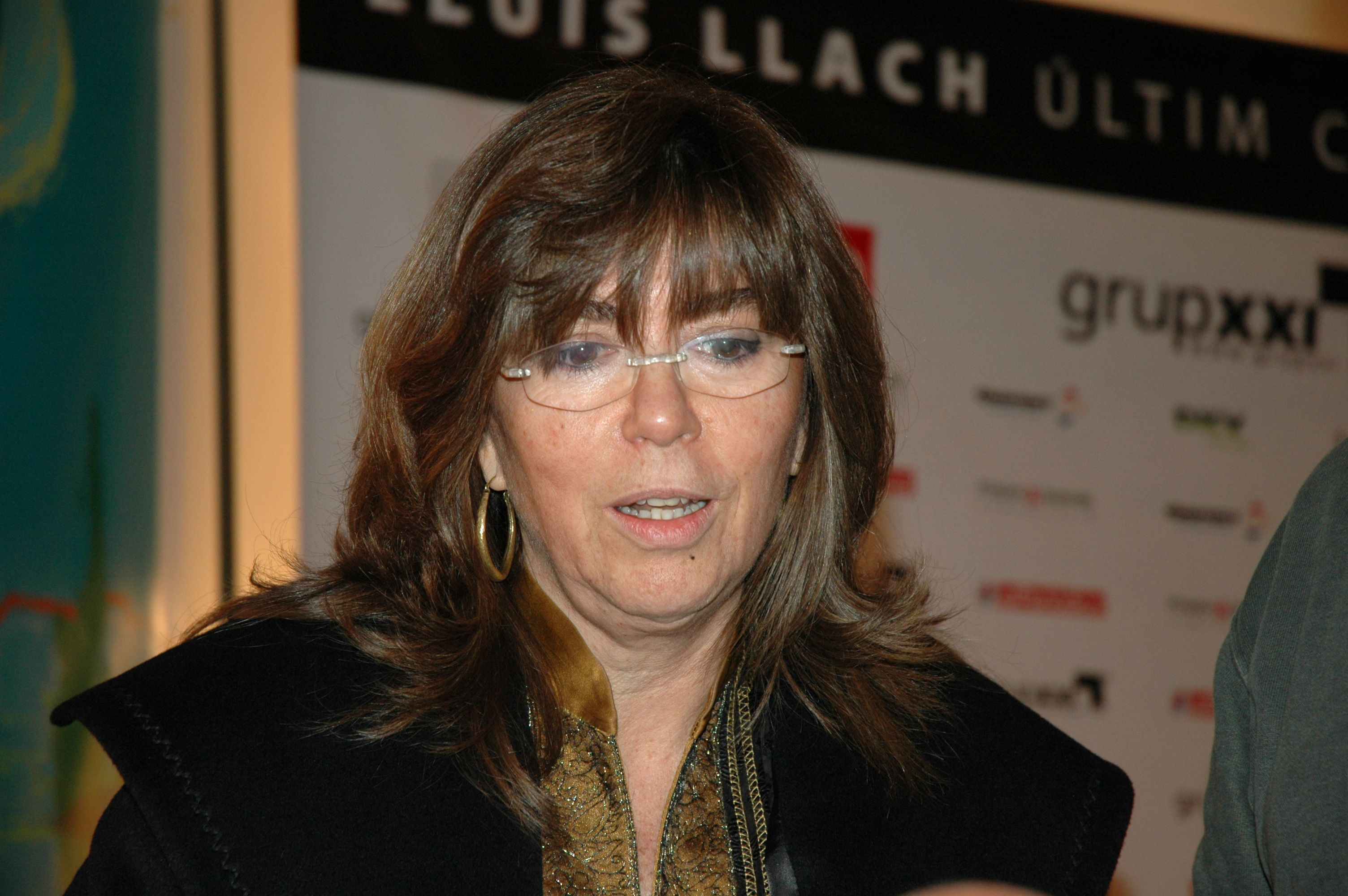
Maria del Mar Bonet

## Cine

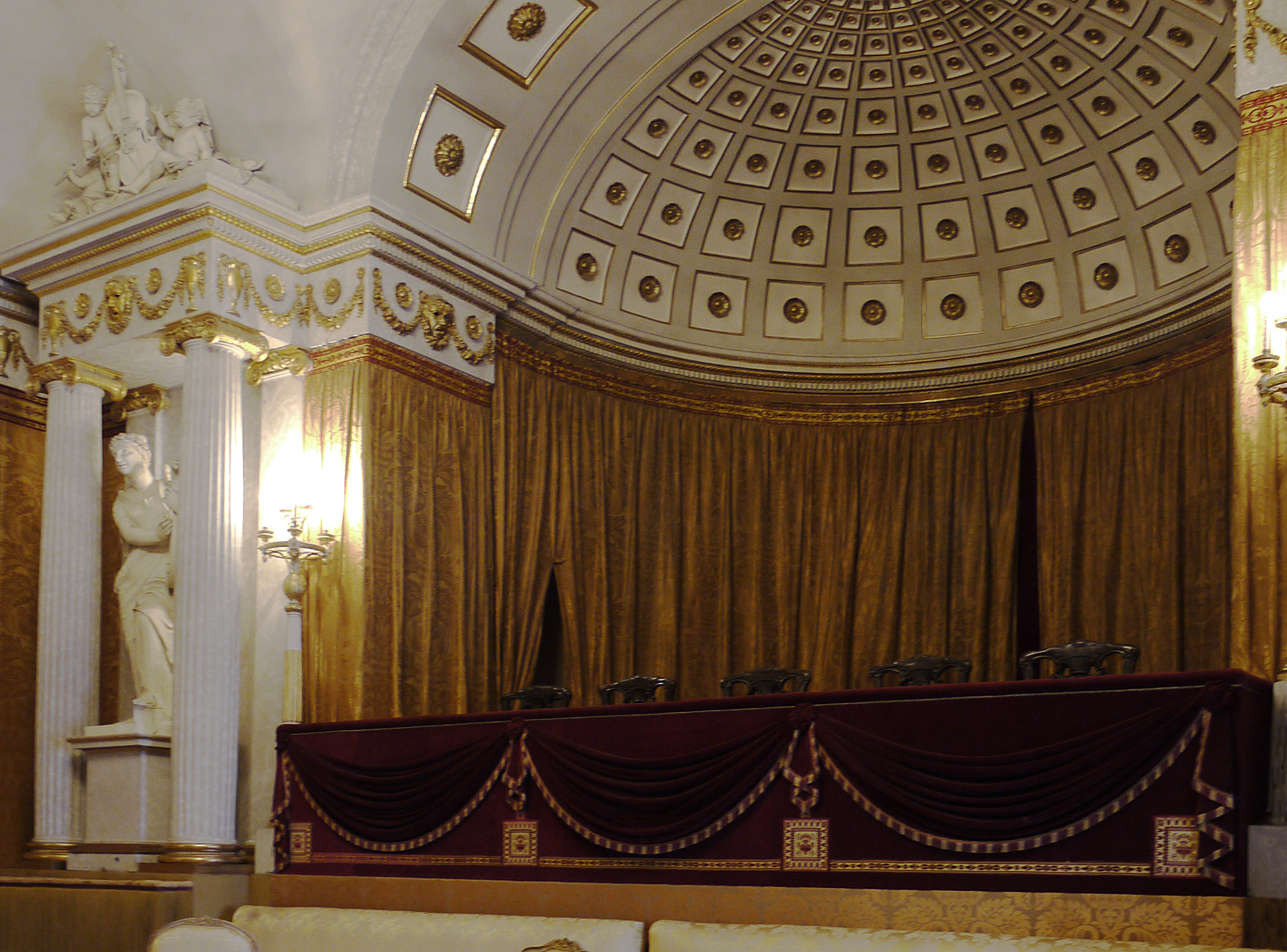
Salón de teatro del Palacio de El Pardo. Franco se hacía proyectar en él sesiones privadas de cine. Se hicieron famosas algunas de sus reacciones, como su permisividad ante la escandalosa Gilda —por haberle caído simpática la actriz protagonista, de padre español—, el estimar inofensiva Ana y los lobos de Saura —porque «no se entendía nada»—, o su incomprensión ante el escándalo vaticano por Viridiana —porque consistía simplemente en «chistes de baturros»—.

El propio Franco era muy aficionado al cine, y escribió (bajo seudónimo) el guion de Raza (1941, José Luis Sáenz de Heredia). La colaboración con el cine alemán e italiano durante la guerra mundial dio paso, tras la derrota del Eje, a la recepción del cine estadounidense en un entorno de censura nacionalcatólica; y a una producción interior, sometida a un férreo control económico (el crédito sindical), en la que únicamente contados cineastas e intelectuales próximos a Falange se pudieron permitir algunas producciones de carácter crítico (Surcos —1951, dirigida por José Antonio Nieves Conde y con guion de Gonzalo Torrente Ballester—).
Obviamente, la posguerra estuvo dominada por un cine imperial y nacionalcatólico que glorificaba el pasado histórico y la misión salvífica de clero y ejército (Los últimos de Filipinas —1945, Antonio Román—, Reina santa —1947, Rafael Gil, que el mismo año protagonizó con La fe un escándalo en la teocrática Sevilla del cardenal Segura—, Locura de amor —1948, Juan de Orduña—, La mies es mucha —1948, Sáenz de Heredia—, Botón de ancla —1948, Ramón Torrado—, Balarrasa —1950, Nieves Conde—, Alba de América —1951, Juan de Orduña, 1951—, Amaya —1952, Luis Marquina—, Molokai —1959, Luis Lucia—), junto a un cine más ligero, cómico y folclórico-musical, que también cumplía su papel ideológico al defender la institución familiar y, presentando la imagen de la sociedad española como próspera, feliz y unida, negar todo posible conflicto de clase o territorial (Morena Clara —1954, Luis Lucia—, Esa voz es una mina —1956, Luis Lucia—, Las chicas de la Cruz Roja —Rafael J. Salvia, 1958—, La gran familia —1962, Fernando Palacios—). En estos mismos géneros surgió el fenómeno de los niños prodigio (Pablito Calvo —Marcelino pan y vino, 1955, Ladislao Vajda—, Joselito —El pequeño ruiseñor, 1956, Antonio del Amo—, Marisol —Un rayo de luz, 1960, Luis Lucia—, Rocío Dúrcal —Rocío de la Mancha, 1963, Luis Lucia—, Ana Belén —Zampo y yo, 1965, Luis Lucia—).
Simultáneamente, directores como Luis García Berlanga (Bienvenido Mister Marshall, 1953), Juan Antonio Bardem (Muerte de un ciclista, 1955), Marco Ferreri (El pisito, 1958), Francisco Rovira Beleta (Los Tarantos, 1962), Manuel Summers (Del rosa al amarillo, 1963), Fernando Fernán Gómez (El extraño viaje, 1964), Basilio Martín Patino (Nueve cartas a Berta, 1965), Carlos Saura (La caza, 1965) o Víctor Erice (El espíritu de la colmena, 1973), junto a guionistas como Rafael Azcona y Pedro Beltrán y productores como Elías Querejeta, iban encontrando los resquicios que permitía la cada vez más flexible censura y consiguieron películas que pueden considerarse alternativas, tanto por su carácter excepcional como por su renovación estética y de contenidos. Al final del periodo, incluso se buscó recuperar a un exiliado como Buñuel (al que se permitió rodar en España Viridiana, 1961, y Tristana, 1970).
Se hizo famosa la definición del cine español que realizó Bardem en las Conversaciones cinematográficas de Salamanca de 1955:

políticamente ineficaz, socialmente falso, intelectualmente ínfimo, estéticamente nulo e industrialmente raquítico

## Televisión

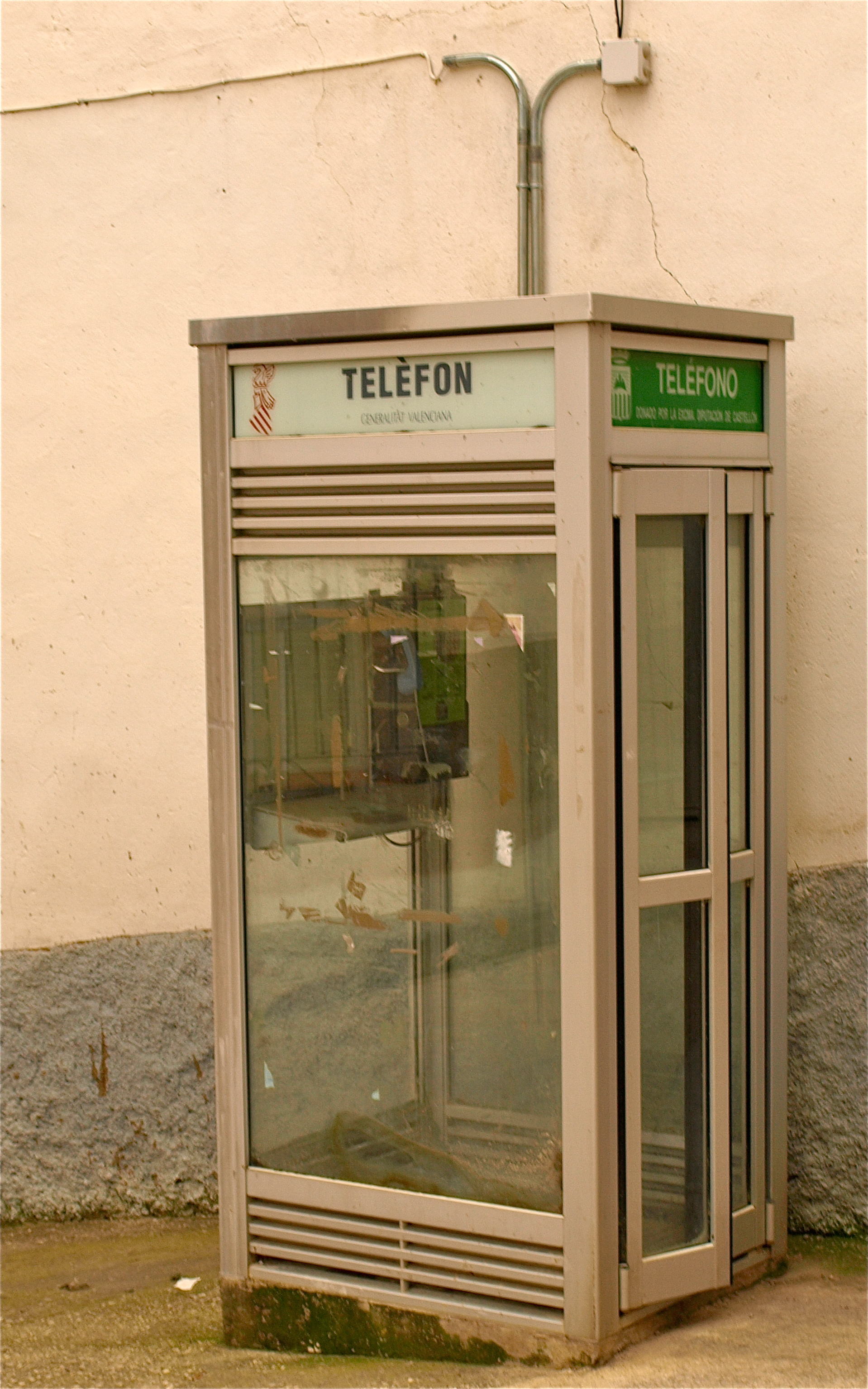
Uno de los momentos más impactantes de la televisión del tardofranquismo fue la del angustioso telefilm La cabina, de Antonio Mercero, interpretado por José Luis López Vázquez.

La televisión española tuvo su primera emisión en 1948 y programación regular desde 1956 (desde 1966 con dos canales). No se convirtió en un medio de comunicación de masas hasta los años sesenta y setenta, a medida que la cobertura fue alcanzando prácticamente todo el territorio y que el equipamiento familiar de electrodomésticos se generalizó entre las clases medias e incluso bajas. En el ámbito rural se impulsaron los teleclubs (Red Nacional de Teleclubs, 1964-1978 —750 000 socios en 5 000 centros, el primero creado en Matilla la Seca, Zamora—).
Su planteamiento como monopolio estatal (Ministerio de Información y Turismo —Arias-Salgado, Manuel Fraga, Sánchez Bella, Pío Cabanillas y León Herrera—) y la gestión de sus dirigentes (Jesús Suevos Fernández, Jesús Aparicio-Bernal y desde 1969 Adolfo Suárez), estaban destinados a aprovechar las enormes posibilidades de control y manipulación social que ofrecía el medio en los tres ámbitos del entretenimiento, la información y la formación.
No obstante, se dieron algunas muestras de valor cultural notable, a cargo de profesionales de gran creatividad: Estudio 1 (desde 1965, adaptaciones de obras teatrales dirigidas por Gustavo Pérez Puig, Pilar Miró, Pedro Amalio López, Cayetano Luca de Tena, etc.), Alfonso Sánchez (crítica de cine), Adolfo Marsillach (series como Silencio, se rueda, 1961), Narciso Ibáñez Serrador (Historias para no dormir, 1966, Historia de la frivolidad, 1967), Valerio Lazarov (El Irreal Madrid, 1969), Antonio Mercero (Crónicas de un pueblo, 1971, La cabina, 1972), Mario Camus (Si las piedras hablaran, con Antonio Gala, 1972), Fernando Fernán Gómez (Juan Soldado, 1973, El pícaro, 1974), Luis Miravitlles (Visado para el futuro y otros programas de divulgación científica desde 1963), Félix Rodríguez de la Fuente (documentales de naturaleza —desde 1974 la serie El Hombre y la Tierra—); otros programas culturales que contaron con colaboradores como Pedro de Lorenzo (Los ríos, 1975) o Joaquín Calvo Sotelo (La bolsa de las palabras, 1975); así como otros de carácter claramente adoctrinador (Por tierra, mar y aire —militar—, El alma se serena, Por las rutas de San Pablo —religiosos—, etc.) 
Los servicios informativos, que no podían plantearse ningún tipo de independencia frente a la política oficial, no obstante alcanzaron un alto nivel en algunos reportajes, corresponsalías y enviados especiales (Informe Semanal, desde 1973).
De entre los programas de entretenimiento destacó la repercusión alcanzada por los de José María Íñigo y por concursos como Cesta y puntos (1965), Un millón para el mejor (1968) y sobre todo Un, dos, tres... responda otra vez (Ibáñez Serrador, desde 1972); Joaquín Soler Serrano, que comenzó con el concurso Carrusel (1960), llegó a ser el entrevistador más prestigioso (A fondo, desde 1976, ya en la transición).
La programación infantil (Los Chiripitifláuticos, desde 1966, Un globo, dos globos, tres globos, desde 1974) contó con personajes como Herta Frankel y la participación esporádica de Gloria Fuertes, autora de la letra de la sintonía del programa.